# Llista d'episodis de One Piece (temporades 15-)
One Piece és una sèrie d'anime basada en els còmics d'Eiichiro Oda del mateix nom. La sèrie està produïda per Toei Animation.

## 15a temporada: Punk Hazard
| #   | Títol en català | Data d'estrena al Japó | Data d'estrena a Catalunya |
| --- | --- | ---------------------- | -------------------------- |
| 517 | Un nou episodi en la historia! Retrobament! La banda dels Barret de Palla! Shinshō kaimaku - Saishūketsu! Mugiwara no ichimi (新章開幕 再集結! 麦わらの一味) | 2 d'octubre de 2011    | 3 de juny de 2024          |
| 518 | Situació explosiva! En Ruffy contra en fals Ruffy! Isshoku sokuhatsu! Rufi VS nise-Rufi (一触即発! ルフィVSニセルフィ)                                       | 9 d'octubre de 2011    | -                          |
| 519 | La Marina es mou! L'objectiu són els barret de palla! Kaigun shutsudō - Nerawareta Mugiwara no ichimi (海軍出動 狙われた麦わらの一味)                        | 16 d'octubre de 2011   | -                          |
| 520 | La gran reunió! Els falsos barret de palla sota amenaça! Ōmono shūketsu - Nise Mugiwara ichimi no kyōi (大物集結 ニセ麦わら一味の脅威)                       | 23 d'octubre de 2011   | -                          |
| 521 | Comença la batalla! Ensenyant els resultats del entrenament! Sentō kaishi! Misero shugyō no seika! (戦闘開始! 見せろ修行の成果!)                             | 30 d'octubre de 2011   | -                          |
| 522 | Tots a bord! En Ruffy se'n va cap al Nou Món! Zen'in shūgō - Rufi Shin Sekai e no funade (全員集合 ルフィ新世界への船出)                                     | 6 de novembre de 2011  | -                          |
| 523 | Una veritat impactant! L'home que va protegir el Sunny! Kyōgaku no shinjitsu - Sanī-gō o mamotta otoko (驚愕の真実 サニー号を守った男)                       | 13 de novembre de 2011 | -                          |
| 524 | Un problema submarí! El dimoni del fons del mar! Kaichū no shitō - Arawareta ōunabara no akuma (海中の死闘 現れた大海原の悪魔)                               | 20 de novembre de 2011 | -                          |
| 525 | Atrapats a les profunditats! La tripulació del barret de palla es perd! Shinkai de sōnan - Hagureta Mugiwara no ichimi (深海で遭難 逸れた麦わらの一味)       | 27 de novembre de 2011 | -                          |
| 526 | Erupció volcànica submarina! Arribant a l'illa dels tritons! Kaitei kazan funka! Nagasarete gyojin-tō (海底火山噴火! 流されて魚人島)                         | 4 de desembre de 2011  | -                          |
| 527 | Aterrant a l'illa dels tritons! Apareixen les boniques sirenes! Gyojin-tō jōriku - Uruwashiki ningyo-tachi (魚人島上陸 うるわしき人魚たち)                   | 11 de desembre de 2011 | -                          |
| 528 | Una explosió d'emoció! La vida d'en Sanji en perill! Kōfun bakuhatsu! Sanji seimei no kiki! (興奮爆発! サンジ生命の危機)                                     | 18 de desembre de 2011 | -                          |
| 529 | L'Illa dels Tritons destruïda! La profecia de Shirley! Gyojin-tō metsubō!? Shārī no yogen (魚人島滅亡!? シャーリーの予言)                                    | 25 de desembre de 2011 | -                          |
| 530 | El rei de l'Illa dels Tritons! El rei Neptú! Gyojin-tō no ō - Kaishin Nepuchūn! (魚人島の王 海神ネプチューン!)                                               | 8 de gener de 2012     | -                          |
| 531 | El Palau Ryuguu! El tauró que vam salvar! Ryūgū-Jō! Tasuketa same ni tsurerarete (竜宮城! 助けた鮫に連れられて)                                              | 15 de gener de 2012    | -                          |
| 532 | Poruga i ploranera! La princesa sirena en la torre del palau! Yowamushi de nakimushi! Kōkakutō no ningyo-hime (弱虫で泣き虫! 硬殻塔の人魚姫)                 | 22 de gener de 2012    | -                          |
| 533 | Estat d'emergència! El Palau Ryuguu! Kinkyū jitai hassei - Senkyo sareta Ryūgū-Jō (緊急事態発生 占拠された竜宮城)                                            | 29 de gener de 2012    | -                          |
| 534 | El Palau Ryuguu s'estremeix! El segrest de Shirahoshi! Ryūgū-Jō gekishin! Shirahoshi yūkai jiken (竜宮城激震! しらほし誘拐事件)                              | 5 de febrer de 2012    | -                          |
| 535 | La invasió d'en Hody! Comença el pla de venjança! Hōdi shūrai - Fukushū keikaku no hajimar (ホーディ襲来 復讐計画の始まり)                                   | 12 de febrer de 2012   | -                          |
| 536 | Batalla decisiva al palau Ryuguu! En Zoro contra en Hody! Ryūgū-Jō no kessen! Zoro VS Hōdi (竜宮城の決戦! ゾロVSホーディ)                                    | 19 de febrer de 2012   | -                          |
| 537 | Protegir la Shirahoshi! L'atac d'en Vander Decken! Shirahoshi o mamore - Dekken no tsuigeki (しらほしを守れ デッケンの追撃)                                  | 26 de febrer de 2012   | -                          |
| 538 | La tripulació derrotada? En Hody controla el Palau Ryuguu! Ichimi haiboku!? Hōdi Ryūgū-Jō seiatsu (一味敗北!? ホーディ竜宮城制圧)                            | 4 de març de 2012      | -                          |
| 539 | Revivint el passat! La Nami i els pirates tritó! Yomigaeru innen! Nami to gyojin kaizoku-dan! (蘇る因縁! ナミと魚人海賊団!)                                  | 18 de març de 2012     | -                          |
| 540 | L'heroi alliberador d'esclaus! L'aventura d'en Tiger! Dorei kaihō no eiyū - Bōkenka Taigā (奴隷解放の英雄 冒険家タイガー)                                    | 25 de març de 2012     | -                          |
| 541 | En Kizaru apareix! Una trampa dirigida a en Tiger! Kizaru tōjō! Taigā o nerau wana! (黄猿登場! タイガーを狙う罠)                                             | 1 d'abril de 2012      | -                          |
| 542 | Es forma l'equip! Rescatant en Chopper! (Nota: Especial Crossover One Piece i Toriko) Chīmu kessei! Choppā o sukue (チーム結成! チョッパーを救え)            | 8 d'abril de 2012      | -                          |
| 543 | Els últims moments de l'heroi! L'impacte de la veritat d'en Tiger! Eiyū no saigo - Taigā shōgeki no shinjitsu (英雄の最期 タイガー衝撃の真実)                | 15 d'abril de 2012     | -                          |
| 544 | Els pirates se separen! En Jinbe contra l'Arlong! Kaizoku-dan bunretsu - Jinbē VS Āron (海賊団分裂 ジンベエVSアーロン)                                       | 22 d'abril de 2012     | -                          |
| 545 | L'Illa dels Tritons s'estremeix! El naufragi d'un Drac Celestial! Yureru gyojin-tō! Hyōchakushita Tenryūbito (揺れる魚人島! 漂着した天竜人)                  | 29 d'abril de 2012     | -                          |
| 546 | Una tragedia inesperada! La bala assessina que acaba amb el futur! Totsuzen no higeki! Mirai o tozasu kyōdan (突然の悲劇! 未来を閉ざす凶弾)                  | 6 de maig de 2012      | -                          |
| 547 | Retornant al present! En Hody es mobilitza! Futatabi genzai e! Ugokidasu Hōdi (再び現在へ! 動き出すホーディ)                                                 | 13 de maig de 2012     | -                          |
| 548 | El regne tremola! L'ordre d'execució del rei Neptú! Ōkoku gekishin - Nepuchūn shokei shirei (王国激震 ネプチューン処刑指令)                                  | 20 de maig de 2012     | -                          |
| 549 | El terra tremola! En Ruffy contra en Jinbei! Shōjita kiretsu! Rufi VS Jinbē (生じた亀裂! ルフィVSジンベエ)                                                   | 27 de maig de 2012     | -                          |
| 550 | L'accident d'en Hody! El vertader poder de la droga maleïda! Hōdi no ihen! Kyōyaku no shin no chikara (ホーディの異変! 凶薬の真の力)                         | 3 de juny de 2012      | -                          |
| 551 | Comença la batalla a la plaça Gyoncordia! Kessen hajimaru - Gyonkorudo hiroba (決戦始まる ギョンコルド広場)                                                  | 10 de juny de 2012     | -                          |
| 552 | Una impactant confessió! La veritat sobre l'asessinat de la Otohime! Shōgeki no kokuhaku - Otohime ansatsu no shinjitsu (衝撃の告白 オトヒメ暗殺の真実)      | 17 de juny de 2012     | -                          |
| 553 | Les llàgrimes de la Shirahoshi! En Ruffy arriba al camp de batalla! Shirahoshi no namida! Rufi tsuini tōjō (しらほしの涙! ルフィ遂に登場)                    | 24 de juny de 2012     | -                          |
| 554 | Un gran enfrontament! Els barret de palla contra els 100.000 enemics! Dai gekitotsu! Mugiwara ichimi VS jūman no teki (大激突! 麦わら一味VS10万の敵)         | 1 de juliol de 2012    | -                          |
| 555 | Apareixen les noves habilitats! En Zoro i en Sanji a l'atac! Ōwaza sakuretsu! Zoro Sanji shutsugeki! (大技炸裂! ゾロ・サンジ出撃!)                           | 8 de juliol de 2012    | -                          |
| 556 | La seva primera aparició! L'arma secreta del Sunny Hatsu hirō! Sanī-gō no himitsu heiki! (初披露! サニー号の秘密兵器!)                                       | 15 de juliol de 2012   | -                          |
| 557 | Iron pirate! Apareix el Franky Shogun! Aian pairētsu! Furankī Shōgun tōjō (鉄の海賊! フランキー将軍登場)                                                     | 29 de juliol de 2012   | -                          |
| 558 | S'apropa el Noah! L'illa dels tritons en perill! Noa sekkin! Gyojin-tō kaimetsu no kiki! (ノア接近! 魚人島壊滅の危機!)                                       | 5 d'agost de 2012      | -ColorLínia=FF3AF0         |
| 559 | De pressa Ruffy! La Shirahoshi està en perill! Isoge Rufi! Shirahoshi zettai zetsumei (急げルフィ! しらほし絶対絶命)                                         | 12 d'agost de 2012     | -                          |
| 560 | Comença la batalla! En Ruffy contra en Hody! Sentō kaishi! Rufi VS Hōdi! (戦闘開始! ルフィVSホーディ!)                                                       | 19 d'agost de 2012     | -                          |
| 561 | Gran batalla! La banda dels barret de palla contra els nous pirates tritons! Dai-ransen! Ichimi VS Shin gyojin kaizoku-dan! (大乱戦! 一味VS新魚人海賊団!)    | 26 d'agost de 2012     | -                          |
| 562 | En Ruffy és derrotat? L'hora de la revenja d'en Hody! Rufi haiboku!? Hōdi fukushū no toki (ルフィ敗北!? ホーディ復讐の時)                                    | 2 de setembre de 2012  | -                          |
| 563 | La veritat impactant! La verdadera identitat d'en Hody! Shōgeki no jijitsu! Hōdi no shōtai! (衝撃の事実! ホーディの正体!)                                    | 9 de setembre de 2012  | -                          |
| 564 | A zero! El desig apassionat d'en Ruffy! Zero ni! Rufi e no atsuki negai! (ゼロに! ルフィへの熱き願い!)                                                       | 16 de setembre de 2012 | -                          |
| 565 | El cop de tot el cos d'en Ruffy! L'explosió del falcó vermell! Rufi konshin no ichigeki! Reddo Hōku sakuretsu (ルフィ渾身の一撃! 火拳銃炸裂)                 | 23 de setembre de 2012 | -                          |
| 566 | Conclusió final! L'última batalla d'en Hody! Tsui ni ketchaku! Hōdi saishū kessen (ついに決着! ホーディ最終決戦)                                             | 30 de setembre de 2012 | -                          |
| 567 | Para Noah! Metralladora d'elefants a la desesperació! Tomare Noa! Kesshi no Erefanto Gatoringu! (止まれノア! 決死の象銃乱打!)                                | 7 d'octubre de 2012    | -                          |
| 568 | Cap al futur! El camí cap al sol! Mirai e! Taiyō e to tsuzuku michi! (未来へ! タイヨウへと続く道!)                                                           | 14 d'octubre de 2012   | -                          |
| 569 | El secret revelat! La veritat de les Armes Ancestrals! Akasareta himitsu - Kodai Heiki no shinjitsu (明かされた秘密 古代兵器の真実)                          | 21 d'octubre de 2012   | -                          |
| 570 | La tripulació se sorpren! El nou almirall de la flota! Ichimi kyōgaku! Aratanaru Kaigun Gensui! (一味驚愕! 新たなる海軍元帥!)                                | 28 d'octubre de 2012   | -                          |
| 571 | M'encaten els dolços! La yonko Big Mom! Okashi-zuki! Yonkō Biggu Mamu (お菓子好き! 四皇ビッグマム)                                                           | 4 de novembre de 2012  | -                          |
| 572 | Territori despiadat! La trampa del Nou Món! Zento tanan - Shin Sekai ni machiukeru wana (前途多難 新世界に待ち受ける罠)                                      | 11 de novembre de 2012 | -                          |
| 573 | Finalment salpem! Adéu illa dels tritons! Tsui ni shukkō! Sayonara gyojin-tō (ついに出航! さよなら魚人島)                                                    | 18 de novembre de 2012 | -                          |
| 574 | Cap al Nou Món! Compte amb el mar més fort! Shin Sekai e! Saikyō no umi o mezashite (新世界へ! 最強の海をめざして)                                           | 25 de novembre de 2012 | -                          |
| 575 | L'ambició d'en Z! Lily, la petita gegant! Zetto no yabō hen - Chiisana kyojin Rirī! (Zの野望編 小さな巨人リリー!)                                            | 2 de desembre de 2012  | -                          |
| 576 | L'ambició d'en Z! Apareix un misteriós esquadró! Zetto no yabō hen - Nazo no saikyō gundan tōjō! (Zの野望編 謎の最強軍団登場!)                               | 9 de desembre de 2012  | -                          |
| 577 | L'ambició d'en Z! Una escapada desesperant! Zetto no yabō hen - Kesshi no dai dasshutsu sakusen! (Zの野望編 決死の大脱出作戦!)                               | 16 de desembre de 2012 | -                          |
| 578 | L'ambició d'en Z! En Ruffy contra en Shuzo! Zetto no yabō hen - Rufi VS Shūzo! (Zの野望編 ルフィVSシューゾ!)                                                 | 23 de desembre de 2012 | -                          |

## 16a Temporada: Punk Hazard
Els Pirates del Barret de Palla arriben al Nou Món i desembarquen a una illa, Punk Hazard, on trobaran nous rivals i nous aliats.
| # | Títol en català | Data d'estrena al Japó | Data d'estrena a Catalunya |
| --- | --- | ---------------------- | -------------------------- |
| 579 | Anclant! L'illa en flames Punk Hazard! Jōriku! Moeru shima Panku Hazādo (上陸! 燃える島パンクハザード)                                                                    | 6 de gener de 2013     | -                          |
| La tripulació, que arriba a prop de l'illa ardent de Punk Hazard, rep una sol·licitud d'ajuda per mitjà d'un llimac d'un home que després és assassinat per un samurai del país de Wano. Smoker interceptat per la comunicació, ordena a Tashigi que es dirigeixi immediatament cap a l'illa, tot i que els marins del G-5 li recorden que va ser posada en quarantena després d'un accident ocorregut quatre anys abans. Ruffy, Zoro, Robin i l'Usopp arriben a l'illa a través del Mini-Merry: tan bon punt desembarquen, descobreixen que l'illa està segellada per una porta on hi ha els escuts del govern mundial, la Marina i diversos senyals d'alerta, que el nom de la pròpia illa. Després que Zoro obri la porta, els quatre, van trobar alguns edificis parcialment fosos per l'alta temperatura, es van trobar amb un drac gegant. | |                        |                            |
| 580 | Un combat calent! En Ruffy contra el gran drac! Shakunetsu no tatakai! Rufi VS kyodai ryū! (灼熱の戦い! ルフィVS巨大竜!)                                                  | 13 de gener de 2013    | -                          |
| En Ruffy i en Zoro comencen a lluitar contra el drac, que, a més de ser molt fort i resistent, demostra ser capaç de volar, respirar foc i parlar. Després d'un moment inicial de dificultat, en Ruffy, llançat a la part posterior de l'animal, descobreix que la veu que havien sentit prové d'un home encunyat a la part posterior de la criatura, les cames de les quals només es veuen brollant i que els acusa d'estar en lliga. Amb un membre de la Flota de 7. El noi precipita el monstre de manera que Zoro, gràcies a l'ajut d'Usopp, té l'oportunitat de decapitar-lo. Mentrestant, al Sunny, els cinc membres de la tripulació que no han aterrat a l'illa són dormits amb un gas soporífic per un grup d'homes que porten vestits estranys i màscares antigàs. El líder d'aquest grup afirma voler portar els pirates (excepte Brook, donat per mort a causa de la seva aparició) en presència del seu "amo". | |                        |                            |
| 581 | La banda confosa! Apareix un samurai decapitat! Ichimi sōzen! Shōgeki no kubi dake samurai tōjō! (一味騒然! 衝撃の首だけ侍登場!)                                          | 20 de gener de 2013    | -                          |
| En Ruffy desvincula l'home que hi va quedar atrapat de la carcassa del drac, però sorprenentment no té la part superior del cos. L'home, però, aconsegueix parlar i fugir per venjar-se d'un membre de la Flota dels 7, però en Ruffy l'arriba i li posa aquestes cames a l'esquena. El capità, Zoro, Robin i Usopp veuen la meitat congelada de l'illa des de dalt mentre aquest veu el que sembla una arpia. Mentrestant, el líder dels emmascarats informa del fugitiu "amo", un ésser gasós que té la intenció d'utilitzar els quatre pirates com a conillets d'índies de laboratori, mostrant-se especialment interessat en Franky. Els quatre pirates segrestats es desperten a una presó on troben el cap d'un home trencat en vuit parts que els demana ajuda per recompondre’s; mentrestant, al Sunny, que ha estat portat a la badia glaçada, Brook es desperta i es troba amb un contingent d'homes emmascarats. Mentre en Ruffy coneix un centaure-lleopard i de seguida es fa amic de nosaltres, un home rep l'ordre de matar-los de l'arpia vista prèviament per l'Usopp. | |                        |                            |
| 582 | Impactant! El secret de l'illa es revelat! Kyōgaku! Tsui ni akasareru shima no himitsu (驚愕! 遂に明かされる島の秘密)                                                     | 27 de gener de 2013    | -                          |
| Nami, gràcies a la informació del cap parlant, entén la naturalesa de l'illa; l'ésser, arraconat per Sanji, es revela com un samurai del país de wano que va arribar a Punk Hazard per salvar el seu fill. Els cinc aconsegueixen escapar de la cel·la gràcies al raig làser de Franky i la seva fugida els condueix a la "Sala de galetes", on troben molts nens, alguns d'ells gegants. Mentrestant, Brook contacta amb Usopp i Robin amb el llimac i els informen del que va passar, de manera que decideixen dirigir-se a la meitat congelada de l'illa on es va endur el vaixell. El centaure lleopard, advertit per una girafa-centaure que en Ruffy és un dels intrusos, l'ataca juntament amb el seu company, però és fàcilment eliminat. El "mestre", arribat al lloc on van escapar els pirates, reconeix en el radi de Franky el mateix subministrat als pacifistes de Vegapunk, contra els quals sembla sentir-se molt ressentit; Llavors ordena alliberar el gas contra el vaixell G-5 amb Smoker aterrant a Punk Hazard. El vicealmirall revela que l'illa, després de quatre anys abans, va ser l'escenari d'un greu accident que la va convertir en un erm, va ser escollida, dos anys després, com a lloc del xoc entre Aokiji i Akainu que va trastocar el clima de l'illa. | |                        |                            |
| 583 | Salveu als xiquets! La tripulació comença la lluita! Kodomo-tachi o sukue! Ichimi sentō kaishi (子供達を救え! 一味戦闘開始)                                               | 3 de febrer de 2013    | -                          |
| Sanji i els altres pregunten als nens sobre on són exactament, però l'arribada d'un contingent d'homes emmascarats fa que els quatre pirates fugin. Mentrestant, en Ruffy i els altres, gràcies a un Pop Green d'Usopp, comencen a creuar el llac de Punk Hazard per arribar a la meitat glaçada de l'illa: el centaure-lleopard, un cop recuperat, demana al seu "Cap" que es cuidi d'ells, i aquests confonen a Zoro amb els samurais que van ser víctimes dels seus homes. Mentrestant, Nami, commoguda per la petició d'ajuda dels nens, decideix ajudar-los: Franky i Sanji es queden així per tenir cura dels homes emmascarats, mentre Chopper i Nami condueixen els nens fora de la "Sala de galetes". Brook, que encara espera el grup d'en Ruffy, és atacat pel tors sense cap d'un samurai. | |                        |                            |
| 584 | Duel d'espases! Brook contra el misteriós Tors Kenjutsu shōbu - Burukku VS nazo no dōtai samurai (剣術勝負 ブルックVS謎の胴体侍)                                          | 10 de febrer de 2013   | -                          |
| El vaixell de Smoke s'obre camí a través del gel de Punk Hazard, intentant arribar a la costa. Usopp intenta explicar al líder dels centaures, Barba Blava, que Zoro no és el samurai que va atacar els seus homes, però ell no el creu i obre foc contra els quatre pirates; mentrestant, Nami i Chopper continuen conduint els nens de la "Sala de galetes", mentre que Sanji i Franky continuen lluitant contra els homes emmascarats. El samurai s'adona que el seu tors s'enfronta a un adversari dur: Brook, de fet, lluita amb la part superior del cos, però l'esquelet, espantat per l'estrany ésser, decideix fugir. Smoker i els marins del G-5 finalment aconsegueixen atracar a l'illa, a prop de l'ex laboratori del Dr. Vegapunk; a l'entrada són rebuts per Trafalgar Law, ara membre de la Flota dels 7 després d'haver lliurat el cor d'un centenar de pirates al govern, que anomena el laboratori la seva casa de vacances | |                        |                            |
| 585 | El Shichibukai! Trafalgar Law! Shichibukai! Torafarugā Rō (七武海! トラファルガー・ロー)                                                                                  | 17 de febrer de 2013   | -                          |
| Els nens expliquen a Nami i Chopper que el "mestre" els tracta des de fa un any, però, a causa de la manera com els van portar a l'illa, Nami s'adona que, en realitat, els nens han estat segrestats; durant la seva fugida també passen per una cambra frigorífica on hi ha homes congelats, amb uniformes de presó. Franky, Sanji i el cap del samurai, després de derrotar els homes del "mestre", van a la Nami. En Barbablava, després d'adonar-se que en Ruffy menjava una fruita del diable, ordena als seus homes que enfonsin la barca. Brook és perseguit pel tors del samurai, però aquest comença a rodar cap al llac de l'illa. Law es nega a deixar que Smoker i els marins del G-5 entrin al laboratori, afirmant que és l'únic de l'illa; no obstant això, és negat per Nami, Chopper, Franky i Sanji que arriben a la porta amb els nens. Els pirates, veient als marins, es retiren i Law afirma que ja no pot fer marxar els marins utilitzant els seus poders per tombar el seu vaixell i preparar-se per desfer-se'n. | |                        |                            |
| 586 | Problemes - En Ruffy s'enfonsa al llac gelat Dai pinchi - Rufi gokkan no mizuumi ni shizumu (大ピンチ ルフィ極寒の湖に沈む)                                               | 3 de març de 2013      | -                          |
| La barca de Ruffy i els altres queda enfonsada pels cops dels centaures; un cop han caigut a l'aigua, els quatre són atacats pels taurons que habiten el llac, que hi han arribat gràcies al fet que el llac mateix està connectat al mar obert. Però Brook ve a ajudar-los, donant als seus companys l'oportunitat de desfer-se dels taurons i nedar cap a la terra ferma. En Robin, en Zoro i en Ruffy, quasi congelats, ataquen amb impaciència els enemics per prendre possessió dels seus abrics. Mentrestant, davant del laboratori, en Law fa servir els seus poders per intercanviar les personalitats de Sanji, Nami, Chopper i Franky entre si, per assegurar-se que no abandonin l'illa. Quan Smoker li ordena que li torni el seu vaixell, en Law la divideix en trossos escampant-los, després, sempre amb els seus poders, pren possessió de les llimacs marins per evitar que facin un informe. El fumador ordena als seus homes que surtin del seu abast, però molts d'ells es trenquen; fins i tot Tashigi, en un intent d'atacar-lo, queda tallat en dos. | |                        |                            |
| 587 | Enfrontament! En Law contra el vicealmirall Smoker Gekitotsu! Rō VS Sumōkā chūjō (激突! ローVSスモーカー中将)                                                             | 17 de març de 2013     | -                          |
| Tashigi, tallat a la meitat pels poders de Law i a la seva mercè, és salvat per la intervenció de Smoker que fa batalla amb el membre de la Flota de 7, i pels marines del G-5 que la porten a salvo. El grup d'en Ruffy, després d'haver derrotat els centaures i privats dels seus abrics, es dirigeix cap al laboratori a l'esquena de Barbabruna. Mentrestant, el "mestre", informat per l'harpia Mone de la força i la fama de la tripulació, ordena eliminar tant als pirates com a Smoker i als marins i després posar-se en contacte amb un determinat Joker. El grup de Sanji, després d'haver trobat la sortida del darrere, continua fugint amb els nens, però el fred aviat es converteix en un problema. Mentrestant, Smoker continua defensant Law i intenta extreure-li una confessió sobre el que fa sobre Punk Hazard. El pirata, després de fer-li la mateixa pregunta, aconsegueix robar el cor de l'Smoker | |                        |                            |
| 588 | Retrobament després de dos anys! En Ruffy i en Law Ninen buri no saikai! Rufi to Rō (2年ぶりの再会! ルフィとロー)                                                         | 24 de març de 2013     | -                          |
| Ruffy i els altres, sempre a l'esquena de Barba Blava, arriben al lloc de la batalla que acaba d'acabar, tot observant el que ha passat. Tashigi, arribada amb els marines, es llança contra Law, però aquesta, a través dels seus poders, intercanvia la seva personalitat amb la de Smoker. Després d'un breu intercanvi, en Law li diu a Ruffy que es dirigeixi cap a l'entrada del laboratori per trobar el que busca, afirmant que tots dos volen tornar alguna cosa. Mentre els pirates es dirigeixen cap a on eren dirigits i Law torna al laboratori, els marins recuperen Smoker i Tashigi, retirant-se. Mentrestant, el samurai, gràcies als poders de la seva fruita del diable, proporciona als pirates i als nens amb abrics per fer front al fred, només per acompanyar-se Ruffy i els altres. Per tant, la tripulació es refugia en un laboratori abandonat en mal estat: el samurai li recupera les cames i afirma que va ser Law qui el va reduir a aquest estat, Sanji i els altres expliquen les seves condicions a la tripulació i tots junts fan balanç de la situació. Mentrestant, Smoker, que ara és al cos de Tashigi, explica que l'abreviatura "CC" que va veure indica Caesar Clown, un antic col·lega científic de Vegapunk. | |                        |                            |
| 589 | El pitjor del món - L'aterrador científic Caesar Sekai saiaku - Kyōfu no kagakusha Shīzā (世界最悪 恐怖の科学者シーザー)                                                  | 31 de març de 2013     | -                          |
| Tashigi informa que sospita que els incidents reportats al voltant de Punk Hazard cobreixen en realitat nombrosos segrestos de nens, i Smoker arriba a la conclusió que algú molt poderós i influent al G-5 tapa els segrestos de Cèsar. Mentrestant, el científic informa que el misteriós Joker li ha donat permís per matar tots els intrusos. Barba Blava, interrogat per la tripulació, informa que les onze supernoves i Barba Negra s'han conegut, a causa de les seves incursions al Nou Món, com "la pitjor generació" i que un d'ells, Hawkins, va derrotar la seva tripulació i el va fer perdre la seva cames. L'ex-pirata explica que, en el passat, Punk Hazard era una exuberant illa on es trobaven els laboratoris de Vegapunk: quatre anys abans, però, un experiment fallit sobre armes químiques va destruir totes les formes de vida presents i dues de les tres laboratoris; el govern el va col·locar en quarantena i va abandonar els presoners a l'illa com a conillets d'índies al seu destí. Un any després, però, Cèsar va arribar a l'illa, va netejar el gas verinós i va ajudar els presoners, inclòs el mateix Barbabruna, que havia arribat a l'illa dos anys abans del present. Finalment, uns mesos abans, Law, ara membre de la Flota del 7, va utilitzar els seus poders per donar als subalterns de Cèsar les potes de certs animals, convertint-los així en centaures. Smoker informa als seus homes que no va ser Vegapunk, sinó Cèsar qui va causar l'incident a Punk Hazard. Va ser arrestat, però, gràcies a la seva habilitat, va aconseguir escapar; finalment, el científic renya l'arpia afirmant que els seus experiments mai fallen i que fins i tot l'incident de quatre anys abans s'ha de considerar un èxit perquè, amb la seva arma, va aconseguir matar totes les espècies vives de l'illa. | |                        |                            |
| 590 | L'equip més fort contra el devorador del mar Shijō saikyō korabo VS umi no taishokukan (史上最強コラボVS海の大食漢)                                                       | 7 d'abril de 2013      | -                          |
| (no extret del manga) | |                        |                            |
| 591 | La ira d'en Chopper - Els experiments cruels del Mestre Choppā gekido - Masutā hidōnaru jikken (チョッパー激怒 M非道なる実験)                                             | 14 d'abril de 2013     | -                          |
| El samurai se'n va a la recerca del seu bust i Sanji, sentint-se responsable d'ell, decideix anar a buscar-lo juntament amb Brook i Zoro. Chopper, analitzant la suor dels nens i escoltant la seva rutina dins del laboratori, s'adona que el misteriós col·lapse que comença a colpejar-los és en realitat una crisi de retirada, causada per la perillosíssima droga NCH 10 que Cèsar els dona disfressant-la al seu interior uns caramels. Ruffy, impulsat per les peticions dels seus companys, decideix anar a lluitar amb Cèsar, després que Usopp hagi adormit els nens. Mentrestant, a la recerca del samurai, Sanji, Zoro i Brook troben una petjada enorme: el científic, parlant amb Law mentre jugava amb el cor de Smoker, afirma haver enviat dos temibles assassins contra la tripulació, anomenats Yeti Cool Brothers, que han ja eliminats els tres. | |                        |                            |
| 592 | Assassinar a la tripulació! Els assassins llegendaris ataquen! Ichimi massatsu! Densetsu no koroshiya raishū! (一味抹殺! 伝説の殺し屋来襲!)                               | 21 d'abril de 2013     | -                          |
| Ruffy, Franky, l'Usopp i la Robin, després de deixar els nens sota la custòdia de Nami i Chopper, marxen per anar al Caesar Clown. Després d'una discussió amb Caesar, Law s'assabenta dels experiments del científic sobre els nens i surt de l'habitació. Mentrestant, els germans Yeti Cool comencen a disparar contra l'amagatall amb els nens, la Nami i el Chopper: Ruffy i els altres ho noten i tornen immediatament al lloc Barbanegra comença a parlar amb Nami i Chopper sobre els dos germans assassins: a la meitat de la història, un dels dos, Scotch, aconsegueix colar-se a la cova, dient que Caesar també els va enviar a matar l'antic pirata que, com el mateix científic afirma en una gravació que ja no serveix de res, llançant el centaure a la desesperació i disparant-lo diverses vegades. En arribar Ruffy i els altres, els dos segresten la Nami i marxen, ja que Caesar els ha ordenat que li portin Franky, interessat en el làser de Vegapunk instal·lat al cos del cyborg. Quan els marins del G-5 comencen la seva lluita per aconseguir un vaixell, en Law surt del laboratori i es desfà dels dos guàrdies testimonis. | |                        |                            |
| 593 | Rescatar la Nami! En Ruffy lluita a la muntanya nevada Nami o sukue! Rufi yukiyama no tatakai (ナミを救え! ルフィ雪山の戦い)                                              | 28 d'abril de 2013     | -                          |
| Ruffy i Franky van a recuperar la Nami, però el cyborg, després de transformar-se en Monster Point, perd el control i surt a la recerca del capità. Mentrestant, Caesar decideix provar la seva arma secreta contra els marines del G-5 que lluiten contra un grup de centaures. Ruffy, encara perseguit per Franky, aconsegueix arribar a la Nami, però cau en una emboscada establerta pels Yeti Cool Brothers. No obstant això, també gràcies a l'ajuda de Franky, aconsegueix fer fora Rock. Scotch intenta escapar amb la Nami, però quan arriba al cim d'una muntanya és atacat per traïció per Law, que el derrota. Un cop Ruffy també arriba, en Law, després d'haver-li dit que per sobreviure al Nou Món o bé se sotmet a un dels 4 emperadors o els desafia contínuament, li proposa una aliança, afirmant que té un pla per enderrocar-ne un. | |                        |                            |
| 594 | Formació! L'aliança pirata entre en Ruffy i en Law! Kessei! Rufi Rō kaizoku dōmei! (結成! ルフィ・ロー海賊同盟!)                                                          | 5 de maig de 2013      | -                          |
| Ruffy accepta, malgrat els temors de la tripulació, aliar-se amb Law, però demanant-li que també salvi els nens. El membre de la flota de 7 porta llavors les personalitats de Chopper i Franky als seus respectius cossos, situant a Nami a Sanji. Llavors es porta amb Chopper, incapaç de moure’s després de la transformació a Monster Point, per dirigir-se al laboratori i investigar la droga que han pres els nens. Abans de marxar, instrueix Ruffy i els altres sobre la primera part del pla, que consisteix a segrestar Caesar Clown. Mentrestant, mentre Smoker i els marins del G-5 continuen lluitant per prendre possessió d'un vaixell, alguns centaures, per ordre de Caesar, alliberen un monstre gegant tancat a la meitat ardent de l'illa, una criatura feta de llim anomenada Smiley. | |                        |                            |
| 595 | Segrestar el Mestre - L'aliança pirata es mobilitza! Masutā o toraero - Kaizoku dōmei sakusen kaishi! (Mを捉えろ 海賊同盟作戦開始!)                                       | 12 de maig de 2013     | -                          |
| Zoro, Sanji i Brook es recuperen de l'atac dels Yeti Cool Brothers i tornen a buscar el samurai. Un cop a prop del llac de l'illa, els tres pirates el troben congelat a prop: després d'haver-lo despertat del torp, informa que probablement el seu tors ha caigut al llac perquè, després d'haver menjat una fruita del diable, és feble i indefens. El samurai accepta l'ajut dels pirates amb agraïment, però mentre els quatre es dirigeixen cap al llac, ensopeguen amb els centaures els abrics dels quals havien robat Ruffy i els altres, que els aconsellen fugir mentre una monstruosa criatura els persegueix. Caesar Clown afirma que Smiley és el resultat de l'experiment fallit en armes químiques dut a terme pel mateix científic quatre anys abans, en particular comprimint, gràcies als seus poders, tot el gas H2S d'un sol cos. Mentrestant, Ruffy, Franky i Robin arriben al lloc de la batalla entre els infants de marina del G-5 i els centaures mentre Law i Chopper arriben a l'entrada posterior del laboratori. | |                        |                            |
| 596 | Crisi mortal - El monstre assassí vola Zenmetsu no kiki - Shi no monsutā hirai (全滅の危機 死のモンスター飛来)                                                            | 19 de maig de 2013     | -                          |
| En Ruffy, en Franky i la Robin comencen a lluitar amb els Centaures i els Marines mentre Law i Chopper entren al laboratori. Els nens custodiats per l'Usopp i la Nami es desperten i són atrapats per una altra crisi: el franctirador utilitza una altra estrella del son, però el seu efecte és molt més feble que l'anterior. En Ruffy és atacat per Smoker i Tashigi, però es nega a lluitar contra els enemics no al màxim de les seves habilitats; al mateix temps, Franky, amb el seu làser, travessa l'entrada del laboratori. Trossos de Smiley comencen a ploure al camp de batalla: els infants de marina que s'allunyen amb un vaixell, en un intent de destruir-lo, el cremen, però el monstre esclata, aniquilant-los. La major part de l'estrany ésser, que es troba davant de Zoro, Sanji, Brook i el samurai, dispara literalment algunes de les seves parts cap al camp de batalla: Caesar Clown, també arribat al camp de batalla, afirma que aquest és el l'única manera que Smiley pot passar de les terres de foc a les gelades, ja que l'aigua és la seva debilitat. El científic també afirma que quan es recullin totes les parts de Smiley, tant els infants de marina com els pirates experimentaran "un món de mort". En Ruffy, interrompent el científic, gràcies a Ambition aconsegueix agafar-lo. | |                        |                            |
| 597 | Una intensa batalla - En Caesar mostra la seva verdadera habilitat! Dai-gekisen - Shīzā shin no nōryoku hatsudō! (大激戦 シーザー真の能力発動!)                           | 26 de maig de 2013     | -                          |
| Zoro s'adona que els fragments de Smiley estan enverinant el llac: Sanji, decidit a evitar que el tors del samurai pateixi aquest fi, es submergeix per recuperar-lo; Mentrestant, Law, tal com estava previst, treu a Mone del laboratori, deixant a Chopper amagat en una bossa perquè pugui fer la seva investigació sobre drogues NCH 10. En Ruffy i en Caesar comencen a barallar-se, i quan el noi sembla tenir el domini, de sobte Caesar s'aixeca i en Ruffy s'enfonsa a terra, igual que Robin, Tashigi, Franky i Smoker. Mentrestant, en Law sent sobtadament un fort dolor al cor: la persona que sembla provocar-lo es presenta saludant-lo i dient que el trobi | |                        |                            |
| 598 | El samurai que talla el foc! En Guineu de Foc Kin'emon! Honoo kirisaku samurai! Kitsunebi no Kin'emon! (炎切り裂く侍! 狐火の錦えもん!)                                    | 2 de juny de 2013      | -                          |
| El misteriós home que provoca el dolor de Law, anomenat Vergo, afirma que ell i un altre subjecte coneixen els seus plans i que, sense confiar en Caesar, s'han infiltrat en la seva organització Mone; quan Law, cansat de les amenaces de l'home, intenta atacar-lo, el colpeja brutalment. Sanji aconsegueix recuperar el tors del samurai al llac i l'home, agraït per haver tornat a la normalitat, es presenta com Kin'emon, del país de Wano. Mentrestant, Chopper aconsegueix trobar un llibre sobre la droga que Caesar va donar als nens. El científic, després d'haver ordenat als seus homes que lliguessin els cinc oponents que va derrotar i que tornessin al laboratori, marxa a la recerca dels nens. Kin'emon, després de disculpar-se humilment pels dubtes que tenia sobre ells, gràcies a la seva tècnica d'espasa aconsegueix incendiar els fragments de Smiley i també tallar l'explosió resultant. Un cop neta la carretera, el samurai diu que vol anar al laboratori per salvar el seu fill Momonosuke; Zoro, fascinat per la tècnica utilitzada per aquest últim, decideix acompanyar-lo. | |                        |                            |
| 599 | Sorprenent! La identitat d'en Vergo, l'home misteriós! Shōgeki! Nazo no otoko Verugo no shōtai! (衝撃! 謎の男ヴェルゴの正体!)                                             | 9 de juny de 2013      | -                          |
| Vergo, definit per Law com el cap de la base del G-5, continua enfurismat contra el membre de la Flota del 7. Mentrestant, en una illa del Nou Món, el comandant del G-5 Yarisugi es nega a continuar la recerca dels nens. Va desaparèixer malgrat les peticions dels pares que afirmaven que el comandant Vergo ja havia realitzat les recerques i que, en no haver tingut èxit, els nens segurament havien d'estar morts. Mentrestant, els nens atesos per l'Usopp i la Nami són capturats per una altra crisi violenta, just quan Caesar arriba al lloc dels fets. Smiley, després d'haver adoptat una forma vagament similar a una sargantana, continua llançant fragments cada vegada més grans de si mateix a través del llac: després d'adonar-se que aquesta és la seva manera de creuar-lo, Zoro, Sanji, Brook i Kin'emon decideixen tornar al laboratori. En Ruffy, en Law, en Franky, en Robin, en Smoker i en Tashigi es desperten lligats a la mateixa cel·la i són rebuts per Vergo i Mone mentre els homes de Caesar tanquen els marines G-5 del laboratori, deixant-los a mercè dels fragments de Smiley. El Smoker s'adona que Vergo és el traïdor responsable de tapar els segrestos de nens sospitosos per Tashigi. Law, però, el corregeix afirmant que Vergo sempre ha estat un pirata de la tripulació del Joker, infiltrat per aquest a la Marina; Llavors explica que ho sap perquè ell també en va formar part i que Joker és un àlies darrere del qual Donquijote Doflamingo s'amaga a les activitats il·lícites del Nou Món. | |                        |                            |
| 600 | Protegir els nens! Les mans malvades del mestre s'acosten Kodomo-tachi o mamore! Semaru Masutā no ma no te (子供達を守れ! 迫るMの魔の手)                                  | 16 de juny de 2013     | -                          |
| Caesar li atrau els nens prometent-los dolços i quan la Nami i l'Usopp l'atacin, el científic explica que pot manipular tots els gasos, inclòs l'aire, i que va derrotar a en Ruffy i als altres eliminant l'oxigen, impedint-li respirar. Després d'enderrocar-los amb el mateix mètode, empeny els nens a matar-los per aconseguir el caramel, però Barba Blau, acabat de recuperar-se, els atura i treu la seva ira contra Caesar. El científic, després de fer retirar els nens al vaixell globus amb el qual va arribar, amb els seus poders derrota fàcilment tant a l'antic pirata com als altres dos. Mentrestant, prop del llac central, Smiley acaba de creuar el llac i comença a fusionar-se amb les altres peces llançades. En tornar al laboratori, Caesar, després de rebre la confirmació de Mone que acaben tots els preparatius, comença a presentar el seu experiment a les moltes persones interessades que són testimonis de diferents parts del Nou Món, incloses les supernoves Kidd i Killer. | |                        |                            |
| 601 | El Nou Món s'esgarrifa - L'experiment diabòlic d'en Caesar Shin Sekai gekishin - Shīzā akumu no jikken (新世界激震 シーザー悪夢の実験)                                    | 23 de juny de 2013     | -                          |
| Caesar torna els nens al laboratori i, prometent-los dolços, els ordena que tornin immediatament a la sala de galetes; Mocha, però, es posa de manifest en la seva crisi i, recordant la bondat de Nami i dels altres, es nega a obeir. Mentrestant, Usopp i Nami es recuperen de l'atac de Caesar just quan Caesar es posa al dia amb Mone i Vergo. El científic inicia llavors l'experiment en relació amb diverses parts del Nou Món. Descriu Smiley com una bomba composta de gas H2S, la mateixa que quatre anys abans va provocar l'extinció de totes les espècies presents a Punk Hazard, que es reforçarà encara més en fer-ne l'arma de destrucció massiva anomenada "Regne de la mort". Mentrestant, el grup de Zoro, perseguit per Smiley, arriba a un caramel gegant col·locat per Caesar per a l'experiment i és testimoni del monstre que el devora. | |                        |                            |
| 602 | La pitjor arma de masacre de la historia - Shinokuni Shijō saiaku no satsuriku heiki! Shinokuni (史上最悪の殺戮兵器! シノクニ)                                            | 30 de juny de 2013     | -                          |
| Smiley acaba de consumir el dolç gegant deixat per Caesar i es transforma en el Regne de la mort: l'ésser es converteix així en un gas violaci que petrifica els que hi entren en contacte. Mentrestant, Barbabruna es recupera i amb l'Usopp i la Nami es dirigeixen al laboratori; Zoro i els altres, encara fugint, veient el drac alliberat pels homes de Cèsar, decideixen capturar-lo per fugir del gas volant. Mentrestant, Caesar exposa la gàbia amb en Ruffy i els altres fora del laboratori per ser atropellats per Death Kingdom, però en Law, gens agitat, li diu a en Ruffy que es prepari per a un contraatac. | |                        |                            |
| 603 | Comença el contraatac! La gran escapada d'en Ruffy i en Law Hangeki kaishi! Rufi Rō dai-dasshutsu (反撃開始! ルフィ·ロー大脱出)                                           | 7 de juliol de 2013    | -                          |
| Els diversos compradors del Nou Món, inclosos Pekoms i Tamago, observen Punk Hazard i es sorprenen que en Law, en Ruffy i en Smoker hagin estat capturats per Caesar. Kidd i Killer, després d'haver abandonat la visió de l'emissió, comencen a negociar amb les supernoves Hawkins i Apoo per formar una aliança també. Law ordena a Franky que cremi les restes del vaixell de Smoker i, després, aprofitant la coberta que li oferia el fum, amb els seus poders s'allibera (els mesos anteriors havia substituït algunes cadenes d'agalmatolita per cadenes normals) i els altres pirates, després ofereix La salvació del fumador a canvi del silenci sobre el seu passat amb el Joker. Tot i que reticent, el vicealmirall accepta els termes de Law, cosa que fa que les personalitats dels dos marins tornin a la normalitat. Mentrestant, Sanji i els altres aconsegueixen arribar al drac i retrobar-se amb Barbablava, Usopp i Nami: tots es dirigeixen junts al laboratori. Law i els altres aconsegueixen obrir l'entrada, deixant entrar als marines del G-5; Zoro i Kin'emon, van arribar amb els altres, van tallar una part de la porta i també van entrar, reunint-se amb els seus companys. | |                        |                            |
| 604 | Arribar a l'edifici R! El gran atac de l'aliança pirata! Mezase Āru-tō! Kaizoku dōmei kai-shingeki! (めざせR棟! 海賊同盟快進撃!)                                          | 14 de juliol de 2013   | -                          |
| Els marins del G-5 aconsegueixen tancar l'entrada creada per Zoro i Kin'emon just abans que Realm of Death entri al laboratori. Law, després de tornar a Nami i Sanji a la normalitat, exposa les instal·lacions del laboratori als presents i els diu als marins que busquin la sortida de la R-66 si volen navegar sense incórrer en el Regne de la Mort; Un fumador ordena recuperar els nens segrestats i escapar de l'illa robant un vaixell; La Nami i els altres també marxen a la recerca dels nens, Kin'emon comença a buscar el seu fill; en Ruffy va a Caesar a segrestar-lo. El fumador també ordena a Tashigi que dirigeixi els homes del G-5 mentre viatja a Vergo per venjar-se de la seva traïció. Un cop comença l'atac, a Caesar se li informa que en Law, la tripulació del Barret de Palla i els marins han entrat al laboratori i es dirigeixen cap a ell, tal com Vergo va endevinar anteriorment; aquest últim finalment decideix matar Law, atès el seu perill. | |                        |                            |
| 605 | Les llàgrimes de la Tashigi - El pla desesperat del G-5 Tashigi no namida - Jī-faibu kesshi no toppa sakusen (たしぎの涙 G5決死の突破作戦)                                | 21 de juliol de 2013   | -                          |
| Chopper aconsegueix escapar de l'habitació on Caesar i els seus aliats es troben amb la cura de la droga dels nens, però acaba en un laberint de passadissos dels quals no pot sortir. Caesar intueix que els marins volen sortir a la sortida R-66 i, per tant, ordena bloquejar a tots els intrusos de l'edifici A i colpejar-lo deixant entrar el Regne de la Mort. Tashigi, entenent el pla del científic des de la sirena de la porta, ordena als seus homes que detinguin la baralla amb els pirates i que es dirigeixin immediatament cap al passadís de connexió dels edificis A i B; no obstant això, quan els pirates i els marins són a prop de la sortida, Caesar ordena que es colpeixi l'edifici i, per tant, el gas verinós s'escapa a l'estructura. Malgrat l'intent del científic, tant els pirates (Robin es va tornar a unir després de dur a terme una ordre d'en Ruffy) com els marins aconsegueixen passar el segon edifici abans que la porta es tanqui i el gas els impacti; Tashigi, deixada enrere per coordinar els homes del G-5, és enviada volant a l'altre costat de la porta només gràcies al sacrifici d'alguns dels seus subordinats. | |                        |                            |
| 606 | El vicealmirall traïdor! En Bambú endimoniat Vergo Uragiri no chūjō! Kichiku no Verugo (裏切りの中将! 鬼竹のヴェルゴ)                                                     | 28 de juliol de 2013   | -                          |
| Vergo s'uneix a Tashigi i als marines i comença a reclamar víctimes. La noia, després de recordar els primers dies com a sotmesa al G-5, l'ataca, però és derrotada amb uns quants cops. Abans del cop de gràcia, però, arriba Sanji i comença a lluitar amb el vicealmirall. Chopper es posa al dia amb Mocha i, després de donar-li un sedant per alleujar la crisi, és conduït a la sala de galetes per evitar que els altres nens prenguin més caramels drogats. Mentrestant, en Ruffy i en Smoker arriben al laboratori de Caesar, que ha decidit deixar que el Regne de la Mort entri al passatge de connexió per colpejar els infants de marina del G-5, i el capità el colpeja immediatament. | |                        |                            |
| 607 | Una lluita incandescent - En Ruffy contra en Caesar Hakunetsu no gekisen - Rufi VS Shīzā (白熱の激戦 ルフィVSシーザー)                                                    | 11 d'agost de 2013     | -                          |
| En Ruffy i en Caesar comencen a lluitar aferrissadament, igual que en Sanji i en Vergo. Mentre Smoker parteix a la recerca d'aquest últim, els marins i la tripulació continuen cap a la sortida. Quan en Ruffy està a punt de millorar el científic, Mone intervé blindant-lo amb els seus poders i permetent-li retirar-se perquè si li passa alguna cosa a Cèsar Doflamingo la matarà. Mentrestant, Law arriba a la sala de producció de la S.A.D. a l'edifici D: aquest esdeveniment alarma tota l'estructura i fa que Vergo abandoni la seva lluita per precipitar-se cap al membre de la Flota del 7, les intencions reals de les quals sembla haver entès, com Mone i Caesar. | |                        |                            |
| 608 | El cervell del grup a l'ombra! En Doflamingo es mou! Yami no kuromaku! Dofuramingo ugoku! (闇の黒幕! ドフラミンゴ動く!)                                                   | 18 d'agost de 2013     | -                          |
| Sanji arriba al sector B i s'uneix als marines per fugir. Doflamingo, de l'illa del Nou Món anomenada Dressrosa, ordena a Vergo que maten a Law per la seva traïció, ja que Caesar és l'únic que pot produir tristesa i adverteix a Mone i al científic de les capacitats d'en Ruffy, dient que enviarà dos dels seus subalterns a Punk Hazard per tornar-los a Dressrosa. Quan en Ruffy i en Mone comencen a lluitar, Mocha i Chopper ja no poden aplacar els nens, de nou en retirada, i la resta de la tripulació enderroca el drac que els persegueix. Mentrestant, una nena revela que el fill de Kin'emon, Momonosuke, es va convertir en un petit drac després d'entrar a la "sala secreta". | |                        |                            |
| 609 | En Ruffy mor de fred? L'aterradora dona de les neus, Monet! Rufi tōshi!? Kyōfu no yuki-on'na Mone! (ルフィ凍死!? 恐怖の雪女モネ!)                                         | 25 d'agost de 2013     | -                          |
| Vergo s'incorpora a Law al S.A.D. i els dos comencen a lluitar. En Ruffy, durant la seva lluita amb Mone, trenca el terra i acaba al lloc d'emmagatzematge d'escombraries. Chopper ja no pot contenir els nens, que tornen a la sala de galetes per menjar els dolços drogats; la resta de la tripulació s'afanya, però, tot i que Mocha els dona un cop de mà fugint amb tots els caramels, Mone, acabat d'arribar, bloqueja la sortida de la sala. Mentrestant, Caesar arriba a la "sala secreta" mentre Smoker s'uneix a Vergo i Law. | |                        |                            |
| 610 | Enfrontament a punys! La batalla dels dos vicealmiralls Butsukaru kobushi! Futari no chūjō no tatakai (ぶつかる拳! 二人の中将の戦い)                                      | 1 de setembre de 2013  | -                          |
| Robin demana a Usopp i Brook que vagin a buscar esposes d'agalmatolita, tal com va demanar en Ruffy, i Kin'emon s'hi uneix. Quan Smoker i Vergo comencen a lluitar, l'explosió d'alguns tancs porta el Regne de la Mort al sector B obligant a Sanji i el G-5 a escapar precipitadament. Caesar, des de la sala secreta, ordena tancar les entrades als sectors C i D per fer convergir tothom al sector R i després portar el Regne de la Mort per desfer-se’n. Preguntat pels seus homes sobre per què va crear aquesta arma, el científic es justifica dient que vol demostrar al món que és millor que Vegapunk, acusant-lo de ser responsable de l'accident quatre anys abans quan, en realitat, era el mateix Caesar. Per provocar-ho. Mentrestant, en Ruffy es troba amb un petit drac xinès que parla al lloc d'emmagatzematge d'escombraries. | |                        |                            |
| 611 | Un drac petit! Apareix en Momonosuke Chiisana doragon! Momonosuke arawaru (小さなドラゴン! モモの助現る)                                                                  | 8 de setembre de 2013  | -                          |
| El drac trobat per en Ruffy diu que es diu Momonosuke i li explica al pirata la seva història: és un samurai que va aterrar a l'illa juntament amb els altres nens però negant-se a menjar, mai no va prendre la droga de Caesar. Un dia, després d'escapar de la sala de galetes, va trobar i va menjar una fruita del diable artificial creada per Vegapunk que el convertia en un drac. Més tard, va saber les intencions de Caesar escoltant una conversa. En Ruffy està convençut d'ajudar-lo i, involuntàriament, el drac petit crea una via d'escapament gràcies a uns núvols. Mentrestant, Brook, Usopp i Kin'emon continuen la seva recerca, Smoker i Vergo continuen lluitant, Sanji i el G-5 encara fugen del Regne de la Mort i, a la sala de galetes, Zoro comença a lluitar amb Mone per permetre que Chopper, Robin i Nami ajudin els nens. | |                        |                            |
| 612 | Batalla mortal a la tempesta hivernal - Els Barret de Palla contra la Dona de les Neus Fubuki no shitō - Mugiwara no ichimi VS yuki-on'na (吹雪の死闘 麦わらの一味VS雪女) | 15 de setembre de 2013 | -                          |
| Mocha s'escapa dels altres nens i aconsegueix allunyar-los de la sala de galetes mentre Zoro lluita amb Mone aconseguint fer escapar a Nami, Chopper i Robin, que persegueixen els nens. Momonosuke desapareix de la fam i ell i en Ruffy tornen a caure. Usopp, Brook i Kin'emon es van separar per trobar les manilles d'agalmatolita. Sanji i G-5 arriben a la sala de galetes i Tashigi, després d'ordenar als seus homes que salvin els nens, s'uneix a Zoro en la lluita contra l'arpia. | |                        |                            |
| 613 | Explota la tècnica secreta! L'estil d'una katana més fort d'en Zoro! Ōgi sakuretsu! Zoro saikyō no ittō-ryū! (奥義炸裂! ゾロ最強の一刀流!)                                | 22 de setembre de 2013 | -                          |
| Sanji lidera els infants de marina del G-5 a la recerca dels nens mentre Zoro i Tashigi comencen a lluitar amb Mone; la jove marina, recordant la seva lluita amb Zoro a Rogue Town, demana al pirata que lluiti sola contra l'arpia donada la seva manera de veure les dones i Zoro accepta. Brook i Kin'emon troben un altre grup de nens i un d'ells diu que sap on és Momonosuke;. Mentrestant, en Ruffy aconsegueix evitar que caigui ell i el petit drac i comença a pujar a l'abocador. Zoro, veient a Tashigi en seriosos problemes, mostra a Mone la seva superioritat sense, però, matar-la; quan l'arpia intenta venjar-se, Tashigi la derrota. | |                        |                            |
| 614 | Protegiré els meus amics! La fugida desesperada de la Mocha Tomodachi o mamoru! Mocha inochi-gake no tōsō (友達を守る! モチャ命がけの逃走)                                | 29 de setembre de 2013 | -                          |
| Tot i els esforços de Nami, Robin i Chopper, a Mocia se li acompanyen alguns nens; per evitar que tornin a menjar la droga de Caesar, la noia es menja tots els dolços, col·lapsant a terra per la sobredosi. Sanji i els marins del G-5 s'uneixen a ells, ajudant a Chopper a sedar els nens, i després el porten amb Mocia a la sala mèdica. Mentrestant, en Ruffy aconsegueix pujar a l'abocador amb Momonosuke i extorsiona la posició del científic a un dels subordinats de Caesar. | |                        |                            |
| 615 | La frustració d'en Barbamarró! L'atac ple d'ira d'en Ruffy Chahige hitsū! Rufi ikari no ichigeki (茶ひげ悲痛! ルフィ怒りの一撃)                                           | 6 d'octubre de 2013    | -                          |
| Barba Blava arriba a l'edifici R i intenta revelar la veritat sobre Caesar als seus subordinats; el científic intervé i, després d'haver-lo debilitat amb un relaxant muscular, revela que els homes de la seva tripulació han mort a causa del Regne de la Mort i que va ser ell qui va causar l'accident quatre anys abans. Barbanegra intenta atacar-lo furiosament, però Cèsar ordena als seus homes que li disparin i, encara que dubtant, executen; En Ruffy intervé salvant-lo del cop de gràcia de Cèsar, i el científic intenta intimidar-lo explicant que té l'esquena cobert per Doflamingo i un emperador amb qui el membre de la Flota dels 7 està en negoci. En Ruffy, gens espantat, el colpeja violentament. | |                        |                            |
| 616 | Conclusió impactant! Smoker contra Vergo! Shōgeki no ketchaku! Hakuryō VS Verugo! (衝撃の決着! 白猟VSヴェルゴ!)                                                           | 13 d'octubre de 2013   | -                          |
| Mentre en Ruffy s'enfronta a Caesar, Usopp arriba a la "sala secreta" on troba els homes del científic. Chopper continua curant Mocia mentre Sanji, Nami, Robin, els marines del G-5 i els nens continuen fugint; Zoro i Tashigi intenten arribar-hi mentre Kin'emon i Brook segueixen buscant el fill del samurai. A la sala de la S.A.D. Vergo aconsegueix derrotar a Smoker però ell, en la lluita, aconsegueix recuperar el cor de Law i li el dona. Aquest últim, atacat per Vergo, talla a l'oponent en dos, la maquinària per a la producció de la S.A.D. i tota la muntanya, dient a Doflamingo, a través de la llimac de Vergo, que vol destruir l'statu quo que mantenia per prendre possessió de la nova era. | |                        |                            |
| 617 | En Caesar derrotat! El poderós Grizzly Magnum Shīzā gekiha! Saikyō no Gurizurī Magunamu (シーザー撃破! 最強の灰熊銃)                                                      | 20 d'octubre de 2013   | -                          |
| Zoro i Tashigi s'uneixen a la resta del grup just quan el Regne de la Mort entra a la instal·lació quan Law i Smoker surten de la S.A.D. Deixant Vergo dividit en diverses parts i unit a una barana. Tot l'edifici, a causa del cop de Law, comença a desfer-se i Caesar, donant ordres als seus subordinats de deixar entrar el gas a l'interior, revela la seva veritable naturalesa; El científic, que absorbeix el gas mortal, es transforma en un monstre enorme i ataca els seus propis homes, però en Ruffy, mitjançant una nova tècnica, el Grizzly Magnum, el derrota mentre Usopp convenç els menors de Caesar perquè confiïn en el seu capità. | |                        |                            |
| 618 | Invasió! Els assassins de Dressrosa Shūrai! Doresurōza kara no shikaku (襲来! ドレスローザからの刺客)                                                                     | 27 d'octubre de 2013   | -                          |
| Brook s'uneix a Chopper i al seu grup, emportant-se Kin'emon que ha quedat petrificat pel gas. Dirigits per Usopp, es dirigeixen cap al sector R on han arribat tots els altres i els esperen, mentre que Law recrimina a Ruffy per no haver capturat Caesar encara. Mentrestant, dos subordinats de Doflamingo, Baby 5 i Buffalo arriben de Dressrosa: tan aviat com arriben a prop de l'illa, troben el científic inconscient i, informat a Joker, els ordena que el portin de tornada a Dressrosa; els dos són, però, vistos per Franky a bord del general Franky. | |                        |                            |
| 619 | Rebombori! L'invencible Franky Shogun Ō-abare! Muteki no Furankī Shōgun (大暴れ! 無敵のフランキー将軍)                                                                    | 3 de novembre de 2013  | -                          |
| Franky comença a lluitar contra Baby 5 i Buffalo mentre Law, el G-5 i la tripulació del Barret de Palla, amb l'arribada de l'últim que queda, fugen en un vagó del laboratori de Caesar. Es desperta i recorda que encara té el cor de Smoker amb ell, que li va donar la llei, i es prepara per apunyalar-lo en venjança. Mone, mentrestant, es posa en contacte amb Doflamingo que li ordena activar l'autodestrucció del laboratori després de demanar perdó a ella i Vergo; l'arpia, segura que el seu amo es convertirà en el rei pirata, es prepara per fer funcionar el dispositiu. | |                        |                            |
| 620 | Situació desesperada! La gran explosió de Punk Hazard Zettai zetsumei! Panku Hazādo dai-bakuhatsu (絶体絶命! パンクハザード大爆発)                                        | 10 de novembre de 2013 | -                          |
| Caesar clava el cop al seu poder, que resulta ser de Mone, cosa que li impedeix activar l'autodestrucció. Law explica a Smoker que, quan es va apoderar del cor del vicealmirall, havia lliurat Mone's a Caesar. Mentre Baby 5 i Buffalo continuen el seu enfrontament amb el general Franky, els fugitius veuen la sortida. Mentrestant, Doflamingo, en adonar-se que Mone no ha completat la seva tasca, deixa Dressrosa per arribar a Punk Hazard. | |                        |                            |
| 621 | Capturar en Caesar - El general Cannon explota Shīzā o hokaku-seyo - Jeneraru kyanon sakuretsu (シーザーを捕獲せよ 将軍砲（ジェネラルキャノン）炸裂)                      | 17 de novembre de 2013 | -                          |
| La resta de la tripulació arriba a la sortida on el general Franky sosté en gran part Baby 5 i Buffalo. Ferits i superats en nombre, els dos intenten escapar amb Caesar, però són detinguts per Usopp i Nami. Mentre Doflamingo continua fent camí cap a Punk Hazard, en altres llocs, una misteriosa figura sembla tenir el mateix destí | |                        |                            |
| 622 | Una retrobada emotiva! En Momonosuke i en Kin'emon Kandō no saikai! Momonosuke to Kin'emon (感動の再会! モモの助と錦えもん)                                               | 24 de novembre de 2013 | -                          |
| Després del final dels combats, Barba Blau confessa a en Ruffy que té la intenció de lliurar-se a la Marina per ser tractada, mentre que la Nami, a petició de Tashigi, li confia el retorn i la cura dels nens. Sanji prepara per a tothom una de les receptes apreses a l'illa Momoiro. En veure el seu pare, tornat a la normalitat gràcies a la intervenció involuntària de Brook, Momonosuke torna a la forma humana i els dos finalment es troben. Law, gràcies als seus poders, cura els nens i Mocia també es recupera. Els homes del G-5 marxen al laboratori per salvar els seus col·legues mentre, gràcies a un flashback de Law, es descobreix que l'emperador en l'atac de l'aliança pirata és Kaido. | |                        |                            |
| 623 | L'hora dels adéus - Marxant de Punk Hazard Sekibetsu no toki - Panku Hazādo shukkō! (惜別の時 パンクハザード出航!)                                                        | 1 de desembre de 2013  | -                          |
| Els nens, després de les festes, van salpar amb el petrolier del qual els infants de marina han pres possessió juntament amb Tashigi. En Ruffy i la seva tripulació, juntament amb Momonosuke, Kin'emon, Law i Caesar també van salpar de l'illa. En Doflamingo, de camí a Punk Hazard, troba els caps de Baby 5 i Buffalo (reduïts per la llei) en un petit vaixell: a través d'un altaveu slug, Law fa xantatge a Doflamingo dient-li que si vol tornar a Caesar perquè pugui continuar subministrant Kaido amb Somriures, haurà d'abandonar la Flota del 7. | |                        |                            |
| 624 | L'aniquilació del G-5! L'atac d'en Doflamingo! Jī-faibu kaimetsu! Dofuramingo kyūshū! (G5壊滅! ドフラミンゴ急襲!)                                                         | 8 de desembre de 2013  | -                          |
| La tripulació, juntament amb Kin'emon, Momonosuke i Law, van de camí a Dressrosa mentre el membre de la Flota del 7 comença a explicar-los el seu pla. A Punk Hazard, mentre Barba Blava i alguns marins estan buscant a tots aquells que han quedat petrificats per salvar-los, arriba Doflamingo i, després de tornar a posar Baby 5 i Buffalo de peu, derrota fàcilment els marins del G-5, ferint greument també a Smoker. als seus poders. Abans que li doni el cop de gràcia, arriba l'exalmirall Aokiji i li diu que es detingui. | |                        |                            |
| 625 | Tensió! Aokiji vs. Doflamingo Kinpaku! Aokiji VS Dofuramingo (緊迫! 青キジVSドフラミンゴ)                                                                                 | 15 de desembre de 2013 | -                          |
| Doflamingo intenta colpejar a Smoker però Kuzan està congelat. Alliberat del gel, el membre de la Flota dels 7 decideix retirar-se i, incapaç de matar els testimonis, decideix canviar de pla. Mentre s'allunya, pregunta a l'exalmirall quines són les seves intencions i comenta que la seva mirada no és la d'un simple vagabund. Els infants de marina rescaten a Smoker, que manté una breu conversa amb Kuzan; li diu que vigili a Doflamingo i que demani al gran almirall Sakazuki que mobilitzi els almiralls abans que sigui massa tard. A Sunny, Kin'emon afirma que també va de camí a Dressrosa per salvar un company. Després d'un dia passat en pau, durant la nit la tripulació es veu per un misteriós individu. | |                        |                            |
| 626 | En Caesar desapareix! L'aliança pirata es posa en marxa Kieta Shīzā! Kaizoku dōmei shutsugeki (消えたシーザー! 海賊同盟出撃)                                              | 22 de desembre de 2013 | -                          |
| (no extret del manga) Durant la nit, Sunny és atacat per un grup de criatures que segresten Caesar. En Ruffy, en Chopper i en Law van sortir amb el Shark Submerge a la recerca de les criatures i aconsegueixen abordar el vaixell pirata enemic on són atacades per les mateixes criatures; un d'aquests resulta ser un dels Kung-Fu Dugongs coneguts a Alabasta, que tan bon punt reconeix en Ruffy s'alegra i li explica la seva història: després d'arribar al Nou Món, ell i altres persones del seu tipus van conèixer la raça pirata que els va fer els seus esclaus. Breed es presenta als tres i atrapa Chopper en fer servir els poders del seu fruit del diable Peto Peto, cosa que el fa capaç de controlar els cossos dels altres a través de collars fets a mà; obliga Chopper a atacar els seus companys que, en un moment de distracció, també són copejats pels colls. | |                        |                            |
| 627 | En Ruffy mor al mar? L'aliança pirata s'enfonsa Rufi umi ni shisu!? Kaizoku dōmei hōkai (ルフィ海に死す!? 海賊同盟崩壊)                                                   | 5 de gener de 2014     | -                          |
| (no extret del manga) La raça empresona a en Ruffy i en Law explicant-los que vol utilitzar Caesar per crear Somriures amb els quals transformar tots els humans, als que odia, en animals. Molest pels comentaris d'en Ruffy, amb els seus poders obliga a en Ruffy i en Law a lluitar entre ells. Durant la baralla, Caesar en la confusió aconsegueix fugir, però a Breed no li importa. Quan el Kung-Fu Dugong li prega que els aturi, Breed els atura, però obliga l'animal a colpejar-los i finalment els llença al mar per ofegar-los. | |                        |                            |
| 628 | Gran contraatac! Exploten els punys d'ira d'en Ruffy Dai-gyakuten! Sakuretsu Rufi ikari no tekken (大逆転! 炸裂ルフィ怒りの鉄拳)                                          | 12 de gener de 2014    | -                          |
| (però gairebé totalment no extret del manga) Chopper i el Dugong Kung-Fu es rebel·len contra Breed menyspreant-lo pel que va fer i quan l'home els fa atacar pels altres animals, són salvats per en Ruffy i en Law, tan aviat com es va unir a Caesar. Els tres, mitjançant taps per a les orelles, no senten les ordres de Breed i no hi són influenciats. D'aquesta manera, en Ruffy i el Kung-Fu Dugong derroten junts a Breed. De tornada al Sunny quan l'alba va augmentant, la tripulació dirigida pel Dugong Kung-Fu els dona les gràcies i se'n va a aventurar-se. Al diari del matí, Law i la tripulació del Barret de Palla s'assabenten que Doflamingo ha abandonat la Flota del 7 i ha renunciat al tron de Dressrosa, però també que la seva aliança és de domini públic, igual que la de les supernoves Kidd, Hawkins. i Apoo. Llavors Law truca a Doflamingo que confirma el que va llegir al diari. | |                        |                            |

## 17a Temporada: Dressrosa
La tripulació del barret de palla, juntament amb el seu aliat Trafalgar Law, desembarquen a Dressrosa, el regne d'en Donquixote Doflamingo amb la intenció de destruir la fàbrica de verí que hi ha amagada.
| # | Títol en català | Data d'estrena al Japó | Data d'estrena a Catalunya |
| --- | --- | ---------------------- | -------------------------- |
| 629 | Xoc violent! Una gran notícia sacseja el món! Gekishin! Shin Sekai ugokasu dai-nyūsu (激震! 新世界動かす大ニュース)                                                  | 19 de gener de 2014    | -                          |
| Mentre la població mundial queda atordida per les notícies d'aliances pirates al Nou Món, Law li diu a Doflamingo on i quan serà alliberat Caesar; l'exmembre de la Flota dels 7, aprofitant la trucada, li diu a en Ruffy que té alguna cosa que segurament voldrà. Mentre continua la navegació, Law explica que el lliurament és una diversió per destruir la fàbrica de Smile. Mentrestant, Kin'emon explica que ell i Momonosuke es dirigien a l'illa de Zou juntament amb altres dos samurais; naufragat a Dressrosa i perseguit pel clan Donquijote, el seu fill havia embarcat erròniament en el vaixell cap a Punk Hazard i havia aconseguit seguir-lo gràcies a Kanjuro, un dels seus companys, que havia frenat els enemics; acabat, Law afirma que també té intenció d'anar a Zou a buscar la seva tripulació. A la seu de la Marina, Brandnew està preocupat perquè i 7 grands Guerrers del Mar, a la qual s'uneix Buggy, perdi un membre i cal expulsar-ne un altre, però el nou gran almirall Sakazuki el tranquil·litza que ja ha enviat Fujitora investigar. A Dressrosa, Trébol, un subordinat de Doflamingo, li dona el fruit del diable Foco Foco que pertanyia al portuguès D. Ace: Doflamingo l'encarrega, per tant, a un altre dels seus subordinats, Diamante, segur que en Ruffy farà tot el possible per obtenir-lo. Mentrestant, el Thousand Sunny arriba a prop de Dressrosa. | |                        |                            |
| 630 | Aventura! El país de l'amor i la passió, Dressrosa! Bōken! Ai to jōnetsu no kuni Doresurōza (冒険! 愛と情熱の国ドレスローザ)                                         | 26 de gener de 2014    | -                          |
| Desembarcat a Dressrosa, Law li lliura a Nami una targeta Vivre que assenyala Zou, dient-li que es dirigeixi cap allà si alguna cosa surt malament. Posteriorment, la tripulació es divideix en grups: Law, Usopp i Robin creuaran l'illa per lliurar Caesar a Doflamingo a Green Bit; Chopper, Nami, Momonosuke i Brook es queden per defensar el Sunny, mentre que els altres (Luffy, Zoro, Kin'emon, Franky i Sanji, que haurien de quedar-se al Sunny) han de destruir la fàbrica de Smile i salvar Kanjuro. Aquest darrer grup, arribat a la ciutat portuària d'Acàcia, adverteix immediatament les principals característiques de l'illa, en primer lloc el fet que al costat dels éssers humans normals viuen joguines animades. Els cinc, després d'haver-se disfressat, van a un restaurant i Zoro es troba amb un misteriós cec que li demana indicacions: aquest darrer, havent entrat al restaurant, aconsegueix increïblement guanyar una fortuna a la ruleta fins que uns matons lletjos comencen a enganyar-lo. | |                        |                            |
| 631 | Bogeria turbulenta. El coliseu! Nekkyō uzumaku - Korīda Koroshiamu (熱狂渦巻く コリーダコロシアム)                                                                   | 2 de febrer de 2014    | -                          |
| En Ruffy intervé enganyant els subordinats de Doflamingo que enganyaven el cec: agraeix el pirata i els derrota fent-los enfonsar-se en un avenc creat per ell. Després que l'home surt del restaurant, alguns clients s'adonen que els han robat: una joguina afirma que era obra de les fades que viuen a l'illa. Zoro s'adona que li han robat el Shusui, però veu que algú fuig amb ell i corre darrere d'ell, seguit de Sanji i Kin'emon, que però els perden de vista poc després. Mentrestant, Franky i Ruffy interroguen al líder del grup de bandolers i descobreixen que aquell dia tots els membres principals de la tripulació de Doflamingo es reuniran al Coliseu de la ciutat, on està a punt de començar un torneig amb la fruita Foco Foco d'Ace. | |                        |                            |
| 632 | Amor perillós. La ballarina Violet. Kiken na koi - Odoriko Vaioretto (危険な恋 踊り娘ヴァイオレット)                                                                 | 9 de febrer de 2014    | -                          |
| En Ruffy afirma que vol aconseguir la fruita Foco Foco i amb l'aprovació de Franky es dirigeixen al Coliseu. A Sanji, a la recerca de Zoro, al seu torn caça del lladre de Shusui, se li acosta Violet, una bella ballarina de flamenc que li demana que l'ajudi a matar una persona. Kin'emon, que encara busca Kanjuro, és identificat per algunes persones. Finalment, després d'arribar al Coliseu, en Ruffy i en Franky es troben amb un estrany soldat de joguina i en Ruffy decideix entrar a la competició. | |                        |                            |
| 633 | El poderós guerrer desconegut! Apareix en Lucy. Saikyō no mumei senshi! Rūshī tōjō (最強の無名戦士! ルーシー登場)                                                    | 16 de febrer de 2014   | -                          |
| En Ruffy, per consell de Franky, entra a la competició amb el pseudònim de "Lucy"; posteriorment, el cyborg demana informació al soldat coix sobre Doflamingo i la fàbrica, que llegeix amb preocupació que una tal Rebecca participi al torneig. En Ruffy, conduït a la sala comuna dels lluitadors, és atacat per Spartan, un expert gladiador, que li ordena que marxi: el pirata el derrota amb molta facilitat, cridant l'atenció de molts presents. Gatz, el comentarista, explica que els participants s'enfrontaran inicialment, dividits en quatre blocs, en una batalla real de la qual sortiran els quatre finalistes, començant el bloc A. Mentrestant, després d'estar completament armat només per caprici, en Ruffy ve abordat per Cavendish, un pirata molt famós, que li diu que guanyarà el torneig. | |                        |                            |
| 634 | El pirata príncep Cavendish. Kaizoku kikōshi Kyabendisshu (海賊貴公子 キャベンディッシュ)                                                                            | 23 de febrer de 2014   | -                          |
| Cavendish afirma que volia matar les onze supernoves ja que el privaven de l'atenció mediàtica que gaudia després d'entrar al Nou Món tres anys abans. Poc després, admirant l'estàtua del gladiador Kyros, en Ruffy coneix a Rebecca, una jove i bella gladiadora que no agrada a molts competidors, que li agraeix la derrota de Spartan i li explica la història del llegendari gladiador retratat a l'estàtua, deixant escapar que vol guanyar la fruita del Foc. Foc per venjar-se de Doflamingo. Mentrestant, acaba la primera ronda del bloc A: el guanyador és Jesus Burgess, comandant de la primera flota de la tripulació de Barbanegra; després de la reunió, Franky surt a buscar la fàbrica, seguit del soldat coix. Es revela que el cec conegut al restaurant és l'almirall Issho, també conegut com a Fujitora, que inicia una operació a Green Bit mentre el vicealmirall Maynard, encobert al torneig, es desfà de Gàmbia, el subordinat de Bartholomew. Mentrestant, en Ruffy és abordat per Bellamy. | |                        |                            |
| 635 | Reunió del destí. Bellamy, la hiena. Unmei no saikai - Haiena no Beramī (運命の再会 ハイエナのベラミー)                                                              | 2 de març de 2014      | -                          |
| Bellamy li diu a en Ruffy que ja no és l'home que va ser i que ja no té rancor; també afirma haver estat a Skypiea, després de perdre la seva tripulació, i voler guanyar el torneig per guanyar-se els favors de Doflamingo. Mentrestant, Law i els altres s'assabenten que el pont que connecta Dressrosa i Green Bit fa dos-cents anys que no s'utilitza ja que s'ha establert en aquell tram de mar un banc de peixos ferotges que lluiten; el grup també detecta el CP0, el més poderós dels serveis secrets. Zoro finalment aconsegueix recuperar l'espasa i veu el lladre a la cara. Kin'emon és abordat i amenaçat per un grup d'homes que li diuen que saben on és Kanjuro. Al Sunny, en Chopper i els altres, després d'escoltar un soroll, descobreixen un estrany fenomen a l'habitació dels nois. Al Coliseu comença la batalla del bloc B i, poc abans de començar, Bartholomew derrota Maynard, venjant la seva gambià subaltern | |                        |                            |
| 636 | Supernova! Bartolomeo, el caníbal. Chōshinsei! Hitokui no Barutoromeo (超新星! 人食いのバルトロメオ)                                                                 | 16 de març de 2014     | -                          |
| En Ruffy i en Cavendish veuen la baralla al bloc B tot just començant. Dagama, estrateg del regne de Prodence, protegeix amb altres homes pagats per ell al seu rei Elizabello II, permetent-li concentrar-se per poder llançar després el seu infame King Punch, un cop de puny tan poderós que es diu que també pot enderrocar un dels quatre emperadors. En Ruffy i en Cavendish, després de notar la força del misteriós gladiador Ricky, són abordats per un home gran que, reconeixent a Ruffy i trucant-li pel seu nom, li diu que el seu avi Garp gairebé el va matar una vegada i que des de llavors ha jurat venjar-se del marí i els seus descendents. | |                        |                            |
| 637 | Molta rivalitat! L'aferrissada lluita del Bloc B! Gun'yū-kakkyo! Hakunetsu no Bī Burokku! (群雄割拠! 白熱のBブロック!)                                               | 23 de març de 2014     | -                          |
| Don Chinjao ataca en Ruffy i en Cavendish, intervenint perquè vol ser ell qui matarà en Ruffy, però és detingut pels seus nebots Boo i Sai, que li recorden que arrisca la desqualificació i que esperen a enfrontar-se al bloc C. Mentrestant, els enfrontaments al bloc B continuen i diversos personatges mostren la seva força, com ara el peix-home Hack, el gladiador Ricky, els dos criminals Abdullah i Jeet, el membre de la tribu de potes llargues Blue Gilly i Bellamy. Bartolomeo, que queda fora dels enfrontaments, és atacat per Hack, però l'atac del peix-home es dispara inexplicablement. | |                        |                            |
| 638 | Un cop mortal! El destructiu King Punk Ichigeki-hissatsu! Kyōi no kingu panchi (一撃必殺! 驚異のキング・パンチ)                                                      | 30 de març de 2014     | -                          |
| Hack és derrotat definitivament per Bartolomeo mentre Blue Gilly derrota el gladiador Ricky; el membre de la tribu de les Cames Llargues comença llavors a eliminar els homes contractats per Dagama, d'acord amb aquest últim, i després elimina la tàctica del Regne de Prodence. Mentrestant, Bellamy comença a atacar a Bartolomé, però cada atac es dispara. Finalment, Elizabello II, un cop acabada la seva preparació, llança el devastador King Punch: tots els combatents semblen derrotats, però Bartolomeo, gràcies al poder de la seva fruita Bari Bari, resisteix primer el cop il·lès i després derrota a Elizabello II guanyant el bloc B. Coix, finalment, li confessa a Franky que ell també forma part d'un grup que vol eliminar Doflamingo i que, abans de destruir la fàbrica SAD, han de salvar els treballadors; després li explica la problemàtica història de Dressrosa. | |                        |                            |
| 639 | Atac dels peixos lluitadors! Creuant el pont d'acer mortal Tōgyo shūrai! Shi no tekkyō o toppa seyo (闘魚襲来! 死の鉄橋を突破せよ)                                   | 6 d'abril de 2014      | -                          |
| En Ruffy coneix a Bellamy quan és transportat a la infermeria i Bartholomew escolta que aquest li diu "Barret de palla". Mentrestant, Law, Robin, Usopp i Caesar comencen a creuar el pont que condueix a Green Bit: el grup és atacat per l'escola de peixos combatents que habita la zona, però els quatre aconsegueixen derrotar-la, també perquè algunes misterioses veus capturen una de les bèsties; gràcies als poders de Caesar, controlats per Law, els quatre arriben a Green Bit, caracteritzat per un bosc amb plantes gegantines. Mentrestant, Sanji, després de derrotar els homes que Violet havia indicat, és emmanillat per la noia. | |                        |                            |
| 640 | Aventura! L'illa de les fades, Green Bit Bōken! Yōsei no shima Gurīn Bitto (冒険! 妖精の島グリーンビット)                                                            | 13 d'abril de 2014     | -                          |
| Robin, Usopp, Caesar i Law noten un vaixell de la Marina encallat a Green Bit: Law ordena a Robin i Usopp explorar el bosc i proporcionar-hi cobertura durant l'intercanvi. Els dos es troben així amb un grup de marins que són fugits per criatures petites i molt ràpides: Robin, gràcies als seus poders, aconsegueix agafar-ne un i s'adona que és un nan. Mentrestant, Zoro ha descobert que la misteriosa "fada" és un nan anomenat Wicca que li revela que el clan Donquijote té intenció d'atacar el Sunny i que ho ha de comunicar al seu comandant: el pirata, per tant, accepta acompanyar-la al camp de flors. Perquè ella el pugui conduir al vaixell. Mentrestant, Sanji descobreix que Violet és un assassí del clan Donquijote i és apallissada pels seus secuaces: quan la noia, gràcies als seus poders, intenta llegir-li la ment, queda desconcertada pel que el pirata està pensant en aquest moment. Sanji, de fet, continua argumentant que Violet és una víctima i que es veu obligada a comportar-se així, ja que mai no dubtarà de les llàgrimes d'una dona. | |                        |                            |
| 641 | El món desconegut. El regne Tontatta Shirarezaru sekai - Tontatta Ōkoku (知られざる世界 トンタッタ王国)                                                              | 20 d'abril de 2014     | -                          |
| Violet, commoguda per la creença de Sanji, derrota els seus propis secuaces i, després d'alliberar la cuinera, li mostra amb els seus poders el que està passant a Dressrosa. Al Coliseu, tot està a punt per començar el bloc C, mentre que Rebecca, de la sala dels gladiadors, té un intercanvi amb el soldat coix en què cadascun d'ells demostra que vol protegir l'altre. El soldat se’n va amb Franky. Mentrestant, Robin i Usopp són capturats pels nans de la tribu Tontatta, però Usopp, confiant en la ingenuïtat dels seus segrestadors, aconsegueix convèncer-los que és un heroi. Mentrestant, Sanji adverteix a Law, just abans del canvi, que deixi Green Bit immediatament. | |                        |                            |
| 642 | La gran mentida. En Doflamingo es mou Seiki no bōryaku - Dofuramingo ugoku (世紀の謀略 ドフラミンゴ動く)                                                             | 27 d'abril de 2014     | -                          |
| Sanji, fugint de Violet, explica a Law el que ha descobert gràcies als poders de la noia: la notícia que Doflamingo ha abandonat la seva posició de membre de la Flota del 7 és, en realitat, falsa i forma part del pla inventat per Doflamingo i la CP-0. Robin, gràcies als seus poders, comunica a Law la situació en què es troben ella i Usopp, just abans que els infants de marina dirigits per Fujitora, informats per Akainu de les falses notícies, i Doflamingo arribin a la platja. Mentrestant, la batalla del bloc C comença al Coliseu i en Ruffy, mentre intenta mantenir en secret la seva veritable identitat, encara es nota. Law, mentre tot el món aprèn de la veritat gràcies a una edició especial del diari, recordant les paraules de Vergo, arriba a la conclusió que Doflamingo té vincles amb els Dragons Celestials. | |                        |                            |
| 643 | El cel i la terra tremolen! El veritable poder de l'Almirall Fujitora. Tenchi yurugasu! Taishō Fujitora no jitsuryoku (天地ゆるがす! 大将藤虎の実力)                 | 4 de maig de 2014      | -                          |
| L'almirall Fujitora, després d'haver comprovat la culpabilitat de Law pel que fa a la seva aliança amb la tripulació del Barret de Palla, decideix treure’l del títol de membre de la Flota i ataca llançant-se a la badia de Green Bit, gràcies als seus poders, un meteorit. Mentrestant, Franky i Sanji es posen al dia amb les notícies via llimac; Violet, en adonar-se que la segueixen els seus secuaces, dona al cuiner un mapa que condueix a la fàbrica secreta i se’n va. Kin'emon s'uneix a Sanji i junts decideixen dirigir-se a la fàbrica, on el samurai suposa que està Kanjuro. Al Coliseu, en Ruffy doma un ferotge brau de combat gràcies a Ambition i salta a l'esquena. Mentrestant, al Regne de Tontatta, Robin s'assabenta que Usopp va morir com a descendent de Montblanc Noland, considerat un heroi pels nans, ja que va ajudar la seva gent en el passat. Els mateixos nans, que veuen el retorn d'un heroi com un signe del destí, demanen a Usopp que els lideri en la propera batalla contra Doflamingo i els seus subalterns. | |                        |                            |
| 644 | Un atac de ràbia! El Gegant contra en Lucy. Ikari no ichigeki! Kyojin VS Rūshī (怒りの一撃! 巨人VSルーシー)                                                          | 11 de maig de 2014     | -                          |
| Nami, Momonosuke, Chopper i Brook descobreixen que l'estrany fenomen que s'està produint al Sunny és obra de Jora, una subordinada de Doflamingo amb el poder de transformar tot el que colpeja en art, enviada al vaixell per segrestar el fill de Kin'emon; la dona també utilitza els seus poders sobre els quatre, que intenten en va apartar-la del vaixell amb el Waver i el submarí, i finalment amb tot el Sunny. Al Coliseu, el gladiador Ricky es nega a treure la màscara per ser tractat i, després de reconèixer a Rebecca, se’n va mentre Bellamy rep l'oferta de Diamant de Doflamingo: matar en Ruffy per convertir-se en membre de ple dret de la seva tripulació. Bartholomew explica a Cavendish que manté un profund vincle amb Lucy, ja que derrota el gegant Hajrudin amb un sol cop, culpable d'haver derrotat al seu torn el toro que conduïa. | |                        |                            |
| 645 | El canó destructiu explota! En Lucy en problemes Hakai-hō sakuretsu! Rūshī kiki-ippatsu (破壊砲炸裂! ルーシー危機一髪)                                               | 18 de maig de 2014     | -                          |
| Ideo, un boxador del Nou Món capaç de crear explosions poderoses amb els seus poderosos cops de puny, llança l'inconscient Hajrudin del ring i es prepara per enfrontar-se a en Ruffy. Mentrestant, Zoro i Wicca, malgrat l'error constant de l'espadachí, continuen dirigint-se cap al camp de les flors mentre, a Green Bit, Law es troba lluitant sol contra Fujitora i Doflamingo buscant refugi al bosc de l'illa. Mentrestant, al bloc C, els tres membres de la marina Happo Sai, Boo i Don Chinjao mostren el poderós art marcial de Hasshouken i saben utilitzar Ambition. Malgrat això, Boo és derrotat pels germans Funk, mentre que el caçador de recompenses Jean Ango reconeix en Ruffy i s'apropia del seu casc, aprofitant la seva baralla amb Ideo. | |                        |                            |
| 646 | El pirata llegendari - Don Chinjao! Densetsu no kaizoku - Don Chinjao! (伝説の海賊 首領・チンジャオ!)                                                                | 25 de maig de 2014     | -                          |
| Mentre en Ruffy intenta recuperar el casc de Jean Ango i evitar al mateix temps Don Chinjao, els germans Funk, units gràcies al poder de Kerry, són derrotats per Sai. Mentrestant, la Nami i els altres derroten els subalterns de Jora en un intent de recuperar el Sunny. Al coliseu, Jean Ango és derrotat per Don Chinjao i en Ruffy recupera el casc mentre Ideo i Sai comencen a lluitar. Decidit a lluitar, en Ruffy s'enfronta a Don Chinjao: els dos eliminen fàcilment Ideo i Sai, que dificultaven el seu xoc, i l'impacte entre les seves Ambicions Haou-shoku és tan fort que elimina tots els altres competidors del bloc C. | |                        |                            |
| 647 | Llum i ombra. La foscor que amenaça Dressrosa Hikari to kage - Doresurōza ni hisomu yami! (光と影 ドレスローザに潜む闇)                                              | 1 de juny de 2014      | -                          |
| En Ruffy i en Chinjao comencen a lluitar, mentre Chinjao esclata en plors diverses vegades en recordar el que Garp li va fer trenta anys abans. Sanji i Kin'emon, en el seu camí cap a la fàbrica, noten que molts infants de marina dirigits pel vicealmirall Bastilla esperen atrapar els delinqüents que sortien del Coliseu després de la derrota al torneig. El soldat coix explica a Franky que Doflamingo, des que va prendre possessió del càrrec, ha imposat un toc de queda a mitjanit i ha prohibit que els humans i les joguines entrin a les cases dels altres; Després d'una escena que presencien, el soldat li explica que totes les joguines de Dressrosa eren abans humans, transformades pel poder d'un subordinat de Doflamingo que, a més, n'ha eliminat tota la memòria ho sabien. Mentre Law intenta inútilment posar-se en contacte amb Nami, els nans expliquen a Usopp que volen destruir la fàbrica Doflamingo, situada sota el Coliseu, per alliberar els seus companys de presoners, inclosa la seva princesa. | |                        |                            |
| 648 | A la batalla! El llegendari heroi Usoland. Shutsugeki - Densetsu no hīrō Usorando (出撃 伝説のヒーローウソランド)                                                    | 8 de juny de 2014      | -                          |
| Leo condueix Robin i Usopp al passatge subterrani que connecta Green Bit i Dressrosa i els tres, juntament amb l'aviació de la tribu, marxen per anar a rescatar els seus companys; de camí, Gancho, líder de la tribu, explica als dos pirates la lluita contra la família Donquijote que es remunta a 900 anys abans. Mentrestant, Franky i el soldat arriben al camp de flors i, després, al quarter general subterrani de l'exèrcit anti-Doflamingo, on el cyborg troba a Zoro amb intenció de veure la lluita d'en Ruffy i els dos s'assabenten de la mentida d'Usopp. Law finalment, caçat per Doflamingo, ordena a Chopper i als altres que portin el vaixell a Green Bit amb la intenció de lliurar-los Caesar, però segueixen lluitant amb Jora. | |                        |                            |
| 649 | Es decideix la batalla. Lucy contra en Chinjao. Gekisen ketchaku - Rūshī VS Chinjao (激戦決着 ルーシーVSチンジャオ)                                                  | 15 de juny de 2014     | -                          |
| Chinjao diu que trenta anys abans el seu cap es caracteritzava per una protuberància que li donava una força increïble i això li va permetre trencar el gel del continent sota el qual es guardava el tresor del seu clan. Xocat amb Garp, un puny de la marina va aplanar literalment el seu crani. La qual cosa li fa perdre gran part de la seva força i l'impedeix d'accedir al seu tresor: així Chinjao va abandonar la pirateria i va prometre venjar-se de Garp i els seus descendents. Acabada la història, en Ruffy i en Chinjao reprenen la seva lluita i, al final, el jove pirata aconsegueix copejar el cap de l'adversari amb tanta força que torna a fer-lo agut. | |                        |                            |
| 650 | Lucy i la desafortunada gladiadora Rebecca. Rufi to shukumei no ken tōshi Rebekka (ルフィと宿命の剣闘士レベッカ)                                                     | 22 de juny de 2014     | -                          |
| En Ruffy, tornant a la sala de gladiadors, és atacat de nou per Cavendish que l'anomena fortament "Barret de Palla"; un dels combatents comenta amb burla com no va poder salvar el seu germà a Marineford, sent immediatament silenciat per Bartholomew: ell, de fet, es declara un gran admirador de Ruffy i els seus companys des que Rogue Town va ser testimoni del llamp que va salvar En Ruffy de Bagy a la forca on Roger va ser executat. Inspirat per aquell esdeveniment, es va convertir en un pirata i un gran admirador de Ruffy, afirmant que serà ell qui es convertirà en el rei dels pirates. Mentrestant, Chinjao intervé per donar les gràcies a en Ruffy per haver-li tornat la protuberància al cap, però és mal entès i el posa a la fugida; Així, en Ruffy és acostat per la gladiadora Rebecca i els dos, fugint, es troben amb en Burgess que parla amb el seu capità amb una bavosa sobre Aokiji. Barbanegra instiga en Ruffy que afirma que no els permetrà prendre la fruita de l'Ace, i després marxa amb la Rebecca. El gladiador compra menjar per alimentar el pirata, obtenint la seva gratitud, i el condueix fins on els gladiadors vençuts es mantenen a la presó; aquest últim bloqueja a Ruffy perquè el gladiador el pugui matar, però el pirata derrota fàcilment a Rebecca, aprenent després com Doflamingo ha transformat els seus oponents en gladiadors captius amb l'únic propòsit d'entretenir al públic. En Ruffy perdona a la Rebecca per haver-li comprat menjar i la noia afirma que vol aconseguir la fruita Foco Foco per matar Doflamingo i protegir el soldat que la va protegir fins ara i que té la intenció de fer-ho el mateix dia. | |                        |                            |
| 651 | La protegiré! Rebecca i el soldat de joguina. Mamorinuku! Rebekka to omocha no heitai (守り抜く! レベッカとおもちゃの兵隊)                                           | 29 de juny de 2014     | -                          |
| Rebecca li explica a en Ruffy que el soldat coix de joguina és com un pare per a ella quan la va criar després que ella perdés la seva mare. Mentrestant, la batalla del bloc D està a punt de començar i la gladiadora, mentre va al ring, recorda els tràgics moments del cop d'estat de Doflamingo, la mort de la seva mare i com el soldat la va protegir al llarg dels anys ensenyant-li com defensa't. Arribada al ring, Rebecca s'oposa a tots els espectadors i un gladiador explica a en Ruffy que aquest odi es deu al fet que la nena és la neta de l'anterior rei de Dressrosa, al seu torn odiada per tota la població. | |                        |                            |
| 652 | L'última i sagnant batalla. Inicia el bloc D. Saigo no chō gekisen ku - D Burokku kaisen (最後の超激戦区 Dブロック開戦)                                              | 6 de juliol de 2014    | -                          |
| Cavendish arriba al ring, denunciant als espectadors que insulten Rebecca, argumentant que les persones que no tenen el coratge d'afrontar-la en combat no tenen dret a oposar-se des de la graderia. Mentrestant, Law és capturat per Doflamingo i Fujitora, ja que aquest pretén arrestar-lo; el rei de Dressrosa recupera el cor de Caesar i decideix explicar-li el seu vincle amb els Dragons Celestials. Mentrestant, Robin, Usopp i els Tontattas arriben a la base de l'exèrcit de Riku on troben a Franky, el soldat coix i els altres, amb qui es preparen per posar en marxa el pla per derrotar Doflamingo. Mentrestant, Zoro i Wicca es troben amb Sanji i Kin'emon, i després se'ls uneix Violet que els informa que el Sunny ha estat segrestat per Jora i es dirigeix cap a Green Bit. Mentrestant, el bloc D ha començat i Rebecca demostra la seva habilitat, derrotant diversos adversaris sense fer-los mal, evitant els seus tirs i llançant-los fora del ring. | |                        |                            |
| 653 | Batalla decisiva! Giolla contra en els barret de palla. Kessen! Jōra VS Mugiwara no ichimi (決戦! ジョーラVS麦わらの一味)                                            | 13 de juliol de 2014   | -                          |
| Doflamingo explica a Law que 800 anys abans vint reis de tantes nacions van fundar el que ara és el govern mundial i que més tard es van mudar a Marijoa (excepte la família Nefertari d'Alabasta); els descendents d'ells són els dracs celestes actuals, mentre que els dinou regnes van escollir noves famílies reials: Dressrosa es va convertir llavors en el regne de la família Riku, mentre que l'anterior família governant era el Donquijote. Mentrestant, Brook, fingint voler aliar-se amb Jora, aconsegueix colpejar-la i cancel·lar els efectes dels seus poders. Mentrestant, mentre Zoro i Kin'emon busquen la manera d'entrar al Coliseu, Bartholomew reconeix al seu interior el pirata. Mentre Baby 5 i Gladius, un subaltern de Pica, parlen de la traïció de Violet, Jora es recupera i utilitza la seva tècnica més poderosa. Malgrat això, Nami, Chopper, Momonosuke i Brook aconsegueixen derrotar-la també gràcies al Gaon Cannon. | |                        |                            |
| 654 | Bonica espasa! Cavendish del cavall blanc! Biken! Hakuba no Kyabendisshu (美剣! 白馬のキャベンディッシュ)                                                            | 20 de juliol de 2014   | -                          |
| Jora li revela a la Nami i als altres que Doflamingo només va fingir haver abandonat la Flota del 7 mentre s'inicia la batalla al bloc D. Doflamingo li diu a Law que ja no és un drac celeste només per descobrir que el suposat cor de Cèsar pertany, en realitat, a un dels homes de Fujitora: en Law s'aprofita, per tant, per escapar amb Caesar mentre el Sunny és atacat per alguns. lluitant contra els peixos. Doflamingo persegueix a Law, que vol fugir a Dressrosa per no mostrar-li el Sunny, però els crits de Nami i els altres criden la seva atenció: Doflamingo, per tant, s'acosta ràpidament a la nau per matar els quatre, però arriba al seu rescat Sanji. | |                        |                            |
| 655 | El gran xoc! Sanji contra en Doflamingo Dai-gekitotsu! Sanji VS Dofuramingo (大激突! サンジVSドフラミンゴ)                                                           | 3 d'agost de 2014      | -                          |
| En Sanji es preocupa molt aviat per Doflamingo, però abans que Doflamingo doni el cop final, en Law fa servir els seus poders portant a Sanji i Caesar al Sunny. En Law torna llavors a Caesar el cor que havia guardat al pit i li retorna el seu, que estava amagat al vaixell, i després ordena a Nami que navegui cap a Zou portant Caesar amb ells. Poc després, el vaixell és atacat tant per Fujitora com pels seus homes i per Doflamingo: els pirates marxen amb un Coup de Burst i es posen en contacte amb Usopp, Franky i Robin explicant-los la situació. Mentrestant, mentre la batalla al bloc D continua i Rebecca mostra les seves habilitats, Zoro i Kin'emon intenten preguntar sobre Bartolomeo, que està massa emocionat per respondre. Law, que es va endur Jora amb ell fins al pont que connecta Dressrosa i Green Bit, es reuneix amb Doflamingo explicant que l'aliança amb en Ruffy només tenia com a finalitat aturar la producció de Smile, de manera que, fins i tot si fos derrotat per ell, allà Kaido pensaria en matar-lo realitzant la seva venjança pel que va passar tretze anys abans | |                        |                            |
| 656 | La espasa mortal de Rebeca! Espasa del ball de l'aigua Rebekka hissatsu ken! Haisui no kenbu (レベッカ必殺剣! 背水の剣舞)                                            | 10 d'agost de 2014     | -                          |
| Law deixa escapar a Jora i comença a lluitar amb Doflamingo. Mentrestant, a Sunny, mentre la Nami dubta de si vol realment anar cap a Zou sense els altres, Momonosuke confessa a Sanji que té por de Doflamingo per les crueltats que el va veure cometre la vegada anterior que va estar a Dressrosa. Mentrestant, Violet, molesta pels comentaris del públic, destrueix una de les pantalles gegants que transmeten el combat del bloc D i després es dirigeix al palau reial. Mentrestant, al Coliseu, Bartolomeo, a petició de Zoro, corre a la recerca d'en Ruffy d'alegria. Mentrestant, aquesta última, veient la lluita de Rebecca, s'adona que té l'ambició Kenbun-shoku i que, de moment, es prepara per lluitar contra Rolling Logan. | |                        |                            |
| 657 | El combat més violent! Logan contra en Rebecca Saikyō no senshi! Rōgan VS Rebekka (レベッカ必殺剣! 背水の剣舞)                                                       | 17 d'agost de 2014     | -                          |
| Mentre Bartolomeo comença a buscar a en Ruffy, a la infermeria on són tractats els derrotats, Sai, com tots els que el van precedir, descobreix que els ferits no són tractats, sinó que es llencen un darrere l'altre a la deixalleria de joguines a través d'una trampa. Mentrestant, al ring, Rebecca es troba en dificultats per Rolling Logan, però Acilia el rescata, gràcies al qual aconsegueix fer perdre l'equilibri a l'adversari, que fa caure fora del ring. Mentrestant, en Ruffy decideix tornar a dalt per veure la lluita en directe, ensopegant amb Bartolomeo. | |                        |                            |
| 658 | Xoc! La veritable identitat del soldat de joguina! Shōgeki! Omocha no heitai no shōtai! (衝撃! おもちゃの兵隊の正体!)                                                | 24 d'agost de 2014     | -                          |
| Mentre Bartolomeo aconsegueix parar en Ruffy, a la deixalleria Tank Lepanto reconeix en el gladiador Ricky l'anterior rei de Dressrosa, Riku Doldo III, l'avi de Rebecca: Elizabello i els altres expliquen que des de l'ascens de Doflamingo al poder, els regnes propers a Dressrosa han caigut en el caos. i a la guerra, provocada pel tràfic d'armes gestionat per aquest últim i que Chinjao i els seus nets volen desmantellar. Just quan molts, inclosos gladiadors i joguines, diuen que són exmembres de l'exèrcit reial i lleials a Riku, Sai és arrossegat a la superfície per Trébol, transformat en joguina i enviat a treballar a la fàbrica del Clan Donquijote. Mentrestant, el líder dels Tontattas explica a Robin i als altres la història de les seves relacions amb el Donquijote i la família Riku, un opressor i l'altre fidel aliat; mentrestant, a les preguntes que li van fer, el soldat de joguina revela que és el pare de la Rebecca. | |                        |                            |
| 659 | Un passat esgarrifós! El secret darrere de Dressrosa Senritsu no kako! Doresurōza no himitsu (戦慄の過去! ドレスローザの秘密)                                        | 31 d'agost de 2014     | -                          |
| Mentre Bartolomeo li diu a en Ruffy que Zoro vol parlar amb ell, el soldat de joguina explica que durant vuit-cents anys, sota el regnat de la família Riku, Dressrosa mai no va participar en un conflicte, però deu anys abans, Doflamingo va tornar a l'illa reclamant el control. I amenaçant la guerra proposant, però, al rei que li vengués la nació per deu mil milions de baies. Gràcies a la confiança dels ciutadans, la petició sincera del propi rei va permetre a l'exèrcit recollir els diners, no obstant això, Doflamingo va prendre el control dels cossos del rei i del seu exèrcit amb els seus poders, fent que fessin una massacre entre els ciutadans. que després es pot presentar, juntament amb els seus homes, com a herois. | |                        |                            |
| 660 | Malson! Aquella nit tràgica en Dressrosa Akumu! Doresurōza higeki no ichiya (悪夢! ドレスローザ悲劇の一夜)                                                           | 7 de setembre de 2014  | -                          |
| Durant la tràgica nit del cop d'estat de Doflamingo, Mone va capturar Violet i va portar la tripulació de Doflamingo al palau reial i en va prendre possessió. Quan la població havia perdut tota la fe en el rei Riku, Doflamingo i els seus tres oficials van fer la seva aparició, derrotant el rei i el seu exèrcit i apareixent com a salvadors als ulls del poble. El soldat paralitzat revela que, no obstant això, Riku segueix viu gràcies al sacrifici de Violet, que posa la seva habilitat al servei de Doflamingo i que cada joguina del regne, un cop esdevingui humà, serà un aliat contra Doflamingo. Mentrestant, en Ruffy arriba a Zoro i Kin'emon. | |                        |                            |
| 661 | Confrontació dels 7 Grans Guerrers del Mar! Law contra en Doflamingo Shichibukai Taiketsu! Rō tai Dofuramingo (七武海対決！ ローVSドフラミンゴ)                      | 14 de setembre de 2014 | -                          |
| Bellamy s'apropa a en Ruffy per matar-lo, però decideix no complir l'ordre que se li va donar; se li uneix Dellinger, un oficial de Doflamingo que l'ataca i li diu que de totes maneres se li ha ordenat matar-lo. Mentrestant, el xoc entre Law i Doflamingo es converteix en favor d'aquest últim, que Diamante informa a través d'un lumacofono de la traïció de Violet; Aleshores, Doflamingo li ordena que enviï els oficials a la fàbrica i es faci càrrec de la final del torneig tot sol. Mentrestant, en Ruffy, en Zoro i en Kin'emon es posen en contacte amb els altres membres de la tripulació que expliquen la seva situació; Franky, commogut per la història dels Tontattas, diu que ja no pot seguir el pla de Law i vol acabar amb Doflamingo; En Ruffy està d'acord i la tripulació es prepara per a la batalla. Al mateix temps, la batalla entre Doflamingo i Law es trasllada a la ciutat i arriba davant del Coliseu, on el rei de Dressrosa dispara al seu oponent diverses vegades. | |                        |                            |
| 662 | Cara a cara entre dues grans forces! Barret de palla i el Dimoni Celestial Ryōyū aimamieru! Mugiwara to Ten yasha (両雄相まみえる! 麦わらと天夜叉)                   | 21 de setembre de 2014 | -                          |
| Zoro i Kin'emon es precipiten cap a Doflamingo, però el primer és aturat per la intervenció de Fujitora, mentre que el samurai és copejat pel rei de Dressrosa. Després captura Law i va amb l'almirall al palau reial, mentre els dos espadatgers són atacats per la Marina. Mentrestant, el Sunny és atacat pel vaixell de Big Mom, que vol venjar-se de Caesar per una estafa soferta en el passat: la Nami convenç a en Ruffy perquè els deixin navegar cap a Zou en lloc de tornar a Dressrosa, per mantenir el científic i Momonosuke lluny de Doflamingo. mentre que Sanji rep el permís del seu capità per respondre a l'atac. Ruffy decideix llavors dirigir-se al palau per rescatar Law i derrotar a Doflamingo mentre un misteriós home vaga al soterrani del Coliseu. | |                        |                            |
| 663 | Luffy, sorprès - L'home que hereta la voluntat d'Ace Rufi kyōgaku - Ēsu no ishi o tsugu otoko (ルフィ驚愕 エースの意志を継ぐ男)                                      | 28 de setembre de 2014 | -                          |
| Bellamy és salvat per Bartolomeo abans que Dellinger li doni el cop de gràcia i aquest, poc després, rep l'ordre de Diamante d'anar a defensar la fàbrica. Mentrestant, el soldat de joguina explica l'existència d'un nivell subterrani a l'illa on es troba el port per a negocis il·legals i la fàbrica de Somriures: l'objectiu inicial, però, serà convertir Sugar, el tema de Doflamingo amb el poder per transformar les persones en joguines, sempre protegides per Trébol, de manera que totes les joguines de l'illa es converteixin en humans i lluiten al costat de l'exèrcit contra Doflamingo. En Ruffy, a la recerca d'una sortida del Coliseu, es troba amb Bellamy i Bartolomeo: el primer, tot afirmant que no vol trair Doflamingo malgrat tot, li diu que el segueixi per trobar la sortida, mentre que aquest li promet guanyar-li la fruita. Foco Foco. En aquell moment, el misteriós home que passejava pel Coliseu s'acosta als tres: en Ruffy, tan bon punt el reconeix, esclata a plorar, deixa el Coliseu i es reuneix amb Zoro i Kin'emon; l'home es disfressa de Lucy i, parlant amb el revolucionari Koala, un amic de Robin, diu que vol guanyar la fruita per heretar la voluntat d'Ace. | |                        |                            |
| 664 | El començament de l'operació S.O.P - Càrrec Usoland Esu-ō-pī sakusen kaishi - Usorando totsugeki (SOP作戦開始 ウソランド突撃)                                        | 5 d'octubre de 2014    | -                          |
| Usopp, Robin, el soldat de joguina i els nans es dirigeixen a través d'un túnel fins al port subterrani; Franky, sent massa gran per passar-hi, ataca frontalment la Toy House, lluitant contra el Señor Pink i altres subordinats. Mentre Rebecca lluita contra Suleiman, Leo explica a Usopp l'estructura del clan de Donquijote i els seus oficials. Finalment arribat al port subterrani, el franctirador queda sorprès per la mida del mateix. | |                        |                            |
| 665 | Emocions calents - Rebecca contra en Suleiman Atsuki omoi - Rebekka VS Sureiman (熱き思い レベッカVSスレイマン)                                                      | 12 d'octubre de 2014   | -                          |
| Rebecca, desarmada per Suleiman, és salvada per Acilia que intervé per protegir-la. Mentrestant, Usopp, Robin i els nans van sortir a la recerca de Sugar mentre Zoro, Ruffy i Kin'emon, dirigits per Wicca, es dirigeixen al palau reial. El soldat de joguina, que s'ha infiltrat a l'ascensor que condueix al palau reial, surt a segrestar-lo, derrotant els seus ocupants un darrere l'altre. Mentrestant, al bloc D tots els participants són derrotats misteriosament, però una figura emergeix de la pols. | |                        |                            |
| 666 | El final del partit?! Un resultat sorprenent del Bloc D! Shōsha kettei!? Dī-Burokku shōgeki no ketsumatsu (勝者決定!? Dブロック衝撃の結末)                           | 19 d'octubre de 2014   | -                          |
| Rebecca és la guanyadora del bloc D, l'única que ha evitat l'atac de White Horse, l'alter ego de Cavendish que es desperta quan l'espadachí es queda adormit i que es troba al ring. Mentre el xoc entre Franky i Señor Pink continua, al palau reial Doflamingo comenta amb el rei capturat Riku sobre com la situació està girant al seu favor. En Ruffy, en Zoro i en Kin'emon, dirigits per la Wicca, arriben a l'ascensor que condueix al palau reial on es troben amb Violet que els diu que vol ajudar-los a entrar. | |                        |                            |
| 667 | Decisió de l'almirall! Fujitora contra en Doflamingo! Taishō no ketsudan - Fujitora VS Dofuramingo (大将の決断 藤虎VSドフラミンゴ)                                   | 26 d'octubre de 2014   | -                          |
| Gats anuncia que només Diamond s'enfrontarà als quatre finalistes, mentre que Rebecca es troba amb la nova Lucy que li diu que tot anirà bé i que el seu país li recorda on va créixer. A la Toy House, Franky també es troba davant de Machvise i alguns marins dirigits per Bastille. Mentrestant, Fujitora explica a Doflamingo que el seu objectiu és desmantellar la Flota del 7, però de moment només pretén protegir la nació. En Ruffy, en Zoro, en Kin'emon i la Wicca, seguint Viola, aconsegueixen entrar al palau reial gràcies a un passatge secret. Mentrestant, l'home que es fa passar mentre Lucy entra al ring per a les finals del torneig dient a Ace que el vegi. | |                        |                            |
| 668 | Comença la ronda final - Diamant l'heroi pren l'escenari Kesshō kaishi - Eiyū Diamante tōjō (決勝開始 英雄ディアマンテ登場)                                          | 2 de novembre de 2014  | -                          |
| Els concursants de la final, Burgess, Bartolomeo, l'home que es fa passar per Lucy, Rebecca i Diamante entren al ring mentre són anunciats per Gats. Diamond explica que un dels peixos que lluiten nedant al voltant del ring té la fruita Foco Foco a l'esquena. Comença la final i "Lucy" comença a donar la volta a l'anell per buscar els peixos que lluiten amb el Foco Foco, essent obstaculitzada per Burgess. Mentrestant, Zoro, Kin'emon i Viola intenten entrar al palau sense que els guàrdies els notin, però en Ruffy trenca la porta principal alarmant a tots els homes del lloc. Doflamingo, després d'escoltar un guàrdia que en Ruffy ha aconseguit colar-se al palau, s'enfada preguntant-se contra qui lluita l'home al seu lloc al Coliseu. | |                        |                            |
| 669 | El Castell mou! Elite Oficial Pica emergeix Ugoku shiro! Saikō kanbu Pīka shutsugen (動く城! 最高幹部ピーカ出現)                                                     | 9 de novembre de 2014  | -                          |
| Kin'emon i Wicca se separen de Ruffy, Zoro i Violet per arribar als calabossos. Els altres tres, però, són interceptats per l'oficial Pica, capaç de fusionar i absorbir la pedra amb què es construeix el castell. Mentrestant, Franky xoca amb la marina i els homes de Doflamingo, mentre que Cavendish també és transformat en joguina per Sugar i obligat a treballar al port subterrani. Robin, Usopp i els nans aconsegueixen colar-se a la torre subterrània i Leo explica el pla per fer desmaiar Sugar: fer-la menjar una bola de Tabasco extremadament picant disfressada de raïm, de la qual la noia és llaminera. | |                        |                            |
| 670 | L'explosió de l'Arpa del Drac! Atac d'intimidació de Lucy! Ryū no Tsume sakuretsu! Rūshī kyōi no ichigeki! (竜の爪炸裂! ルーシー脅威の一撃!)                         | 16 de novembre de 2014 | -                          |
| Leo corre cap a Sugar en un intent d'amagar la pilota de Tabasco a la seva cistella, però Robin de sobte l'atura. Mentrestant, al Coliseu, Lucy, Burgess i Diamante mostren un gran poder, fent que Rebecca entengui que és clarament inferior, però la noia decideix atacar-se contra Diamante per complir la seva promesa al soldat de joguina. Mentrestant, aquest últim es troba a l'ascensor lluitant contra Lao G, un dels homes de l'exèrcit de Diamante, mentre que en Ruffy, en Zoro i la Violet encara lluiten amb Pica. Kin'emon, després d'aprendre de la Wicca com arribar als calabossos, decideix utilitzar els seus poders per enganyar als enemics, mentre que Franky comença a lluitar contra la Bastilla. Mentrestant, Zoro decideix quedar-se i lluitar contra Pica per permetre que en Ruffy i la Violet continuïn. | |                        |                            |
| 671 | La derrota de Sugar - Soldats empetiteix càrrec! Datō Shugā - Kobito no heitai totsugeki! (打倒シュガー 小人の兵隊突撃!)                                             | 23 de novembre de 2014 | -                          |
| Zoro comença a lluitar contra Pica mentre en Ruffy i la Violet continuen el seu camí cap al palau. Mentrestant, l'ascensor arriba al palau amb Lao G noquejant repetidament el soldat de joguina. Robin, amb una trampa, aconsegueix atraure Trébol de la torre subterrània per permetre a Leo col·locar la pilota de tabasco a la cistella. El sucre, però, nota la diferència i els nans l'atacen directament, però alguns es converteixen en joguines i comencen a lluitar contra la resta. Sugar demana ajuda a Trébol advertint-lo de l'engany i aquest, gràcies al seu poder, agafa una nau i la llença contra la torre i la destrueix. | |                        |                            |
| 672 | L'última llum - El secret del nostre capità! Saigo no hikari - Warera ga taichō no himitsu! (最後の光 我らが隊長の秘密!)                                             | 30 de novembre de 2014 | -                          |
| Mentre Zoro i Pica continuen lluitant, en Ruffy i la Viola continuen la seva carrera cap a Doflamingo; Mentrestant, Diamante contraataca a Rebecca i comença a explicar-li la mort de la seva mare Scarlet. Robin i Usopp, recuperats de l'atac de Trébol, s'adonen que ha empresonat tots els nans en la substància que emet del seu cos; L'oficial de Doflamingo, interrogant Leo, aconsegueix descobrir alguns punts de l'operació SOP, i després es desfà dels nans prenent foc a la pròpia substància. El soldat de joguina, poc abans de ser derrotat definitivament per Lao G, és salvat per alguns nans, mentre que Leo explica a Usopp que guardar la joguina és d'importància fonamental, ja que és l'única de totes les joguines que queda lliure del contracte. que el lligaria a Sugar i perquè és, en realitat, Kyros, el llegendari gladiador. | |                        |                            |
| 673 | La Home Ruptura - La gran explosió de Gladius! Panku ningen - Guradiusu dai bakuhatsu! (破裂（パンク）人間 グラディウス大爆発!)                                      | 7 de desembre de 2014  | -                          |
| Mentre Zoro intenta esbrinar com derrotar Pica, Kyros, juntament amb els dos nans Kabu i Rambo, topa amb Gladius, un membre de l'exèrcit de Pica amb el poder de detonar el seu cos i objectes inanimats; derrota ràpidament els dos nans i arriba a punt de vèncer fins i tot al soldat que, però, queda salvat per l'arribada providencial de Ruffy i Violet. Els tres fugen i arriben fora de l'habitació de Doflamingo mentre Gladius topa amb Kin'emon, disfressat de Doflamingo, a qui li revela que Kanjuro ha desaparegut a la deixalleria. Doflamingo interroga Law i King Riku mentre, entre les runes del port subterrani, Leo i els altres nans ataquen de nou Sugar i Trébol: són immobilitzats per Robin i Leo corre cap a la noia per fer-la menjar la pilota de tabasco, però Sugar aconsegueix per transformar Robin en una nina i Leo torna a ser detingut per Trébol. | |                        |                            |
| 674 | El mentider Usoland fugint! Usotsuki Usorando tōsō-chū! (ウソつき ウソランド逃走中!)                                                                                 | 14 de desembre de 2014 | -                          |
| Mentre Franky continua lluitant amb la Marina i Dellinger, Violet, amb els seus poders, descobreix la derrota dels nans, però en Ruffy li diu que es mantingui tranquil mentre Usopp hi és. Aquest, però, va fugir aterroritzat per la força de Trébol, però, quan sent, a través dels altaveus del port, l'atractiu sentit de Leo i la confiança sense límits que els nans senten per ell, decideix tornar enrere per aturar el Oficial de Doflamingo que s'enfada amb éssers petits; Un cop al lloc, Usopp revela la seva veritable identitat sent tothom escoltat al port i, decidit a salvar els nans, ataca Trébol. | |                        |                            |
| 675 | Un fatídic trobada - Kyros Riku i el Rei Unmei no deai - Kyurosu to Riku ō (運命の出会い キュロスとリク王)                                                           | 21 de desembre de 2014 | -                          |
| Trébol es recupera de l'atac d'Usopp i continua contraatacant. Kyros, encara juntament amb en Ruffy i la Violet fora de l'habitació de Doflamingo, recorda la seva primera reunió amb el rei Riku: a l'edat de només quinze anys, Kyros havia matat els homes responsables de la mort del seu millor amic i s'enfrontava a alguns soldats. El rei, en lloc d'ordenar la seva pena de mort, el va fer exposar al Coliseu prometent-li llibertat després d'haver obtingut cent victòries. Kyros va aconseguir fàcilment el seu objectiu, però va decidir quedar-se al Coliseu perquè la gent la menyspreava i no tenia res per a la qual viure. En els nou anys següents, Kyros es va convertir en l'ídol de la multitud i va aconseguir tres mil victòries en vèncer en la seva última trobada al seu propi rei Riku, que, amagat sota la màscara del gladiador Ricky, el va convertir en el cap de la guàrdia de la seva filla Scarlet. Aquest últim l'odià inicialment, però després de ser salvat per ell dels pirates que l'havien segrestada, va canviar completament d'opinió i els dos es van enamorar. Per casar-se, Scarlet, d'acord amb el seu pare, va simular la seva pròpia mort i del seu amor va néixer Rebecca. Tot va canviar, però, la nit del cop d'estat de Doflamingo. | |                        |                            |
| 676 | Error en l'operació! L'heroi Usoland mor!? Sakusen shippai! Eiyū Usorando shisu!? (作戦失敗! 英雄ウソランド死す!?)                                                   | 28 de desembre de 2014 | -                          |
| Kyros recorda la tràgica nit del cop d'Estat de Doflamingo, la seva transformació en joguina i la mort de la seva dona Scarlet, quan es desperta dels seus records per l'acostament de Gladius i els seus homes. Mentre està al Coliseu, Rebecca està desesperada després d'assabentar-se de Diamante que és l'assassí de la seva mare, Franky és derrotat. Usopp, sobre qui tothom confia ara, és derrotat per Trébol; aquest darrer rep l'ordre de Doflamingo de portar Sugar al palau, però, en aquell moment, la nena fa empassar el pirata la bola de Tabasco: la reacció d'Usopp és, tanmateix, tan sobtada que es va desmaiar. | |                        |                            |
| 677 | La llegenda reneix! L'atac total per Kyros Densetsu fukkatsu! Kyurosu konshin no ichigeki (伝説復活! キュロス渾身の一撃)                                             | 11 de gener de 2015    | -                          |
| Tots aquells que han estat convertits en joguines durant el regnat de deu anys de Doflamingo tornen a la seva forma original, reprenent el seu lloc en els records dels éssers estimats i ressaltant les malifetes de l'actual rei de Dressrosa. Furiosos pel que han patit, els ex-joguets desencadenen immediatament una revolta contra Doflamingo i els seus homes mentre Kyros, un cop més humà, es precipita a l'habitació on Doflamingo presencia impotent l'incident i, agafant-lo per sorpresa, el decapita amb l'espasa. | |                        |                            |
| 678 | El Puny de Foc vagues! El poder de la Fruita del Foc torna Hiken sakuretsu! Fukkatsu Mera Mera no mi no chikara (火拳炸裂! 復活メラメラの実の力)                     | 18 de gener de 2015    | -                          |
| Rebecca recupera els records del seu pare Kyros i Lucy revela que tot això forma part de les trames perpetrades per Doflamingo. En aquest moment, decideix posar punt final al torneig: destrueix l'anell, després s'apropia de la fruita Foco Foco custodiada pels peixos que lluiten. Es declara guanyador, se'n alimenta. Amb el Puny de Foc, Lucy destrueix la base del Coliseu i després trenca el sostre del port subterrani. Mentrestant, Trébol s'hi prepara per atacar els nans, però és interromput per Hajrudin i els altres combatents del Coliseu que han tornat humans: el gegant els mostra Usopp i, aclamat com a missatger diví, es posen al seu servei. Duen a terme la seva ordre de destruir la fàbrica Smile. | |                        |                            |
| 679 | Aparença galant - El cap de l'estat major de l'exèrcit revolucionari Sabo! Sassō tōjō - Kakumei-gun sanbō sōchō Sabo! (颯爽登場 革命軍参謀総長サボ!)                 | 25 de gener de 2015    | -                          |
| Destruït l'anell del Coliseu, Lucy, Rebecca, Bartolomeo i el Koala entrant arriben a Hack al port subterrani: Lucy, en aquest punt, revela que és Sabo, el segon germà adoptiu d'en Ruffy, així com el número dos de l'exèrcit revolucionari, i que serà a l'illa juntament amb el peix-home i la nena per desmantellar el tràfic d'armes que comença des de Dressrosa i fomenta guerres a tot el món. Mentrestant, Franky es recupera mentre Robin i Usopp s'uneixen a Koala i als altres. Mentrestant, Kyros derrota els homes de Buffalo i Doflamingo a la sala, després allibera al rei Riku mentre en Ruffy decideix alliberar Law tot i que li diu que l'aliança entre ells s'ha acabat; en aquell moment, però, Doflamingo demostra que encara és viu i diu que es veu obligat a recórrer a la inquietant Law "Bird Cage". | |                        |                            |
| 680 | La trampa del diable - El pla d'anihilament de Dressrosa Akuma no wana - Doresurōza senmetsu sakusen (悪魔の罠 ドレスローザ殲滅作戦)                                 | 1 de febrer de 2015    | -                          |
| Trébol i Diamante defensen la fàbrica de Smile de les joguines insurgents, mentre que Doflamingo apareix revelant que el que Kyros ha decapitat és en realitat un clon creat amb fils; després d'un breu intercanvi de cops amb en Ruffy, en Doflamingo fa que Pica expulsi tots els intrusos del palau reial i, a continuació, cree la "gàbia dels ocells": una enorme cúpula de fils afilats cobreix i aïlla tota Dressrosa, atrapant-la i impedint comunicacions 'extern. Per tant, Doflamingo fa servir els seus poders per controlar els cossos de tots els ciutadans i els fa lluitar els uns contra els altres per no filtrar res del que s'hagi revelat. Pica, amb els seus poders, modifica la conformació de l'illa movent el palau reial per sobre del camp de gira-sol i portant la fàbrica Smile a la superfície. Doflamingo, en un missatge dirigit a la població, juga un joc: matar-lo o la gent que assenyalarà, la mort del qual valdrà una gran recompensa. | |                        |                            |
| 681 | La mida de 500 milions - L'objectiu és Usoland! Go oku no kubi - Nerawareta Usorando! (五億の首 狙われたウソランド!)                                                 | 8 de febrer de 2015    | -                          |
| La tràgica situació dins de la "gàbia dels ocells" evoca en els habitants la nit de terror durant la qual Doflamingo va dur a terme el seu cop d'estat deu anys abans. El rei de Dressrosa afirma que pagarà als caps dels criminals de l'illa amb cent milions per cada estrella assignada: una a Rebecca, Robin, Kin'emon, Viola i Franky; dos a Kyros i Zoro; tres a Sabo, Ruffy, Law i King Riku; cinc a Usopp. Tot i que ara queda clar el que va passar deu anys abans, la població i els exjoguets decideixen capturar els buscats; Kin'emon continua la recerca de Kanjuro i Franky es dirigeix a la fàbrica Smile. Mentre el grup amb Robin i Usopp surt a la superfície, en Ruffy via slug promet a Rebecca que derrotarà a Doflamingo per ella. | |                        |                            |
| 682 | Trencar les línies enemigues - En Ruffy i Zoro es llancen a l'ofensiva! Tekijin toppa - Rufi Zoro hangeki kaishi! (敵陣突破 ルフィ・ゾロ反撃開始!)                   | 15 de febrer de 2015   | -                          |
| Mentre Violet busca les claus de les manilles de Law, en Ruffy l'agafa a ell i a Zoro i es llença del turó. Mentrestant, Koala comença a recopilar proves sobre el tràfic d'armes mentre Fujitora decideix de moment no privar Doflamingo del seu títol de membre de la Flota de 7. En Ruffy, Law i Zoro venen just davant de Dellinger, Machvise i Senor Pink, amb qui comencen a lluitar; no obstant això, poc després, Fujitora s'uneix als tres. | |                        |                            |
| 683 | La terra tremola - L'adveniment del Déu gegant de la destrucció, Pica Daichi meidō - Hakai-shin kyodai Pīka kōrin (大地鳴動 破壊神巨大ピーカ降臨)                    | 1 de març de 2015      | -                          |
| Quan en Ruffy i en Zoro comencen a lluitar amb la Fujitora, en Doflamingo decideix què fer amb els seus oficials. Mentrestant, Robin, Rebecca, Bartolomeo, Hack, Usopp i els nans escapen dels seus perseguidors i es reuneixen amb el rei Riku, Tank Lepanto i Violet. Aquest últim localitza la clau de les manilles de Law mentre Franky continua camí cap a la fàbrica de Smiles, Kin'emon sempre cerca Kanjuro a l'abocador i Kyros ajuda els seus amics. Tot això, però, es molesta per l'arribada de Pica. Aquest es fusiona amb la pedra sobre la qual descansa l'illa i pren la forma d'un colós, ataca en Ruffy, culpable d'haver-se rigut de la seva veu aguda. | |                        |                            |
| 684 | Reunir en un front de gran abast! Ruffy i un grup de guerrers brutals Dai shūketsu! Rufi to kyōaku senshi gundan (大集結! ルフィと凶悪戦士軍団)                      | 15 de març de 2015     | -                          |
| En Ruffy, en Zoro i en Law, després d'haver evitat l'atac de Pica, reprenen la direcció cap al palau reial i s'uneixen Cavendish, Don Chinjao, Boo, Sai, Elizabello II i diversos altres combatents del Coliseu, cadascun dels quals té la intenció de prendre el cap de Doflamingo. per amortitzar el deute amb Usopp i per motius personals. En Ruffy, que té la intenció de fer el mateix, juntament amb el toro redescobert Ucy, llança una càrrega cap al palau reial, recolzat pels nous aliats. Pica, després d'haver-lo vist, l'ataca de nou, però Don Chinjao i Elizabello II contraatacen amb els seus poderosos atacs, destrossant el braç del colós de pedra. | |                        |                            |
| 685 | El gran avanç! L'exèrcit de Ruffy contra Pica! Kai shingeki! Rufi gundan VS Pīka! (快進撃! ルフィ軍団VSピーカ!)                                                      | 22 de març de 2015     | -                          |
| Pica torna a atacar en Ruffy, però en Ruffy contraataca destruint l'enorme cap del colós de pedra. Mentrestant, Fujitora ordena a la Bastilla que comenci la seva contraofensiva mentre Kyros continua camí cap al palau reial. Mentrestant, Robin, Rebecca, Bartolomeo, Usopp i els nans arriben a l'altiplà del palau mentre Zoro, amb l'ambició Kenbun-shoku, identifica el cos real de Pica i comença a lluitar-hi. Permet a Ruffy continuar la seva carrera cap a Doflamingo. | |                        |                            |
| 686 | Una confessió impactant! El vot sentimental de Law! Shōgeki kokuhaku! Rō atsuki tamashī no chikai! (衝撃告白! ロー熱き魂の誓い!)                                     | 29 de març de 2015     | -                          |
| Els diversos grups continuen avançant cap al palau reial mentre Zoro lluita contra Pica i Franky, arribant a la fàbrica, comença la batalla amb el Senyor Pink. Law revela a Ruffy que vol matar Doflamingo per venjar Corazòn, exoficial del Clan, així com germà petit d'aquest, que era el seu salvador. A l'altiplà, Violet troba la clau de les manilles de Law i explica al seu pare, juntament amb els nans, les raons que la porten a confiar en la tripulació del Barret de Palla, tot i ser pirates perquè han demostrat la seva vàlua amb fets. Rebecca ofereix lliurar la clau malgrat les preocupacions de Viola i Bartolomeo, Leo i Kab l'acompanyen per protegir-la mentre els altres nans, sota el comandament d'Inhel, es dirigeixen a la fàbrica per ajudar Franky. Ruffy i el seu grup, mentrestant, arriben al primer nivell de la muntanya a la part superior de la qual hi ha el palau reial. | |                        |                            |
| 687 | Una gran batalla! El Cap d'Estat Major Sabo contra l'Almirall Fujitora Dai-gekitotsu! Sanbō sōchō Sabo VS Taishō Fujitora (大激突! 参謀総長サボVS大将藤虎)           | 5 d'abril de 2015      | -                          |
| Dellinger, Lao G, Baby 5, Machvise i Gladius observen des de la muntanya l'avanç dels seus enemics i descobreixen que Marina no els ha aturat. Sabo, de fet, manté a ratlla els infants de Marina i derrota Bastilla, i després es baralla amb Fujitora. Sabo revela llavors Fujitora com el segon germà adoptiu de Ruffy i decidit a protegir-lo. | |                        |                            |
| 688 | Situació desesperada - Ruffy atrapat en una trampa! Zettai zetsumei - Wana ni kakatta Rufi! (絶体絶命 罠にかかったルフィ!)                                           | 12 d'abril de 2015     | -                          |
| Robin es posa en contacte amb Law i els dos grups es reuneixen al camp de gira-sol; després, juntament amb Bartolomeo i Rebecca, gràcies a l'ajut de Leo i alguns escarabats, llisquen sobre la ciutat cap al seu destí. Mentrestant, Ruffy, juntament amb Law a cavall d'Ucy, són dirigits pels germans Funk cap a una drecera cap al camp. Mentre Zoro i Franky continuen lluitant contra Pica i Señor Pink respectivament, en Ruffy i en Law s'adonen que han arribat a un carreró sense sortida inundat: darrere d'ells, de sobte, apareix Doflamingo. | |                        |                            |
| 689 | Gran Escape! La miraculosa Elephant Gun de Ruffy Dai dasshutsu! Rufi kishikaisei no Erefanto Gan (大脱出! ルフィ起死回生の像銃)                                      | 19 d'abril de 2015     | -                          |
| Doflamingo enderroca Ucy deixant caure en Ruffy a l'aigua, però Abdullah i Jeet venen al seu rescat colpejant en Doflamingo, que resulta ser només un clon de fils. Els dos expliquen a en Ruffy que la resta de combatents del Coliseu ja han assolit el segon nivell i que el pirata utilitza la pistola Elephant per obrir-se camí cap al cim: ell i Law també arriben al segon nivell, mentre que Kyros arriba al primer i Sabo i Fujitora continuen lluitant. Mentrestant, els nans, arribats a la fàbrica, demanen a Franky que mantingui ocupat el senyor Pink ja que tenen previst obrir les portes de la fàbrica. Mentrestant, quan Bellamy arriba al camp de gira-sol, al palau Doflamingo recorda la seva primera reunió amb Law quan li va demanar que s'unís a la seva tripulació. | |                        |                            |
| 690 | Un front unit - El moment decisiu per a la victòria de Ruffy Kyōdō sensen - Rufi shōri e no toppakō (共同戦線 ルフィ勝利への突破口)                                  | 26 d'abril de 2015     | -                          |
| Bellamy arriba davant de Doflamingo i Doflamingo li explica que, a diferència d'ell, el seu objectiu mai ha estat convertir-se en pirata, sinó només destruir el món. Mentrestant, al segon nivell de la muntanya, els combatents del Coliseu comencen a lluitar contra els oficials de Doflamingo. Mentrestant, alguns ciutadans localitzen el rei Riku i Usopp a l'antic altiplà reial i s'hi dirigeixen a capturar-los. Mentre Kin'emon busca Kanjuro a l'abocador, els Tontatas utilitzen les abelles roses per escriure missatges al sostre transparent de la fàbrica, explicant als nans tancats a l'interior que han estat enganyats i demanant-los que obrin les portes des de l'interior. Mentrestant, al segon nivell, en Ruffy i en Law es posen a cavall amb Cavendish i Kyros que, mentrestant, s'hi han unit. Els altres combatents del Coliseu, a proposta de Dagama, decideixen unir forces per mantenir ocupats els oficials de Doflamingo i permetre que el quartet continuï cap al tercer nivell. | |                        |                            |
| 691 | El segon samurai - Apareix Kanjuro Pluja de la Nit Futarime no samurai - Yūdachi Kanjūrō tōjō (二人目の侍 夕立ちカン十郎登場)                                        | 3 de maig de 2015      | -                          |
| Mentre continuen els enfrontaments entre els combatents del Coliseu i els membres del clan Doflamingo, Kin'emon, a la deixalleria subterrània, troba el seu amic Kanjuro, també un samurai del país de Wano; gràcies als poders d'aquest darrer, que aconsegueix que el que dibuixa animi, abandonen l'abocador. Reflexionant sobre el joc llançat per Doflamingo, Cavendish es convenç encara més de la necessitat de matar-lo i, juntament amb en Ruffy, en Law i en Kyros, arriben al tercer nivell on els quatre són interceptats per unes joguines gegants. | |                        |                            |
| 692 | La lluita contra Pica - L'últim moviment d'en Zoro Funtō to no Pīka - Zoro ichi todome no ichigeki (奮闘とのピーカ ゾロ一とどめの一撃)                               | 10 de maig de 2015     | -                          |
| Mentre la festa d'en Ruffy intenta superar les joguines gegants, Zoro continua la lluita amb Pica. Aquesta última, després d'haver vist a Robin, Bartolomeo i Rebecca, torna a prendre el control de l'estàtua gegant per colpejar-los, però Zoro desencadena un fort cop tallant l'estàtua en dos, colpejant Pica i fent-lo abandonar. Mentrestant, dins de la fàbrica, els nans, en plena revolta, derroten els seus captors descobrint que la princesa no hi és i arriben a l'entrada. Avergonyits per l'arribada del director de la fàbrica de Kyuin, aconsegueixen obrir la porta el suficient perquè Franky, que, mentrestant, ha distret el senyor Pink, pugui obrir les portes i entrar-hi. | |                        |                            |
| 693 | La princesa de la gent petita - El presoner Manshelly Kobito no hime - Toraware no Mansherī (小人の姫 囚われたのマンシェリー)                                        | 17 de maig de 2015     | -                          |
| Kyuin intenta aturar Franky, però Franky primer la fa servir per colpejar el senyor Pink, després la fa silenciar besant-la i acordant amb el seu oponent mantenir-se fora de la lluita d'un home. Mentre el grup d'en Ruffy lluita contra les joguines gegants per obrir-se camí i Zoro continua la lluita amb Pica, Robin, Bartolomeo i Rebecca passen l'estàtua sobrevolant el segon nivell. Mentrestant, mentre Kin'emon i Kanjuro arriben a l'altiplà, a Viola se li informa que la princesa Manshelly no és a la fàbrica i la busca amb el seu poder trobant-la al palau reial. | |                        |                            |
| 694 | Invulnerable! L'exèrcit aterridor de nines schiacciatesta Fujimi! Kyōfu no atamawari ningyō gundan (不死身! 恐怖の頭割り人形軍団)                                    | 24 de maig de 2015     | -                          |
| Violet informa a Leo sobre la ubicació de la princesa Manshelly, després s'adona que Sugar s'ha recuperat i es troba al palau reial; Alarmat per la notícia, Usopp decideix que vol colpejar-la des de l'altiplà i demana a Viola que l'ajudi a localitzar-la. Mentrestant, en Ruffy, en Cavendish, en Law i en Kyros encara lluiten amb joguines gegants que es mantenen aixecades tot i ser copejades reiteradament. Els enfrontaments entre l'exèrcit del Coliseu i els membres del clan Donquijote continuen i Gladius nota el pas de Robin, Rebecca i Bartolomeo; atacant-los amb els seus poders, precipita els dos pirates al tercer nivell, que confien a la gladiadora la tasca de dirigir-se al camp dels gira-sols amb les claus de les manilles de Law. Els dos es tornen a unir a en Ruffy i als altres, dient-los que continuïn mentre tracten amb Gladius i els gegants de joguines. | |                        |                            |
| 695 | Arriscar la vida! Luffy és la carta de triomf per guanyar Inochi kakete! Rufi wa shōri no kirifuda (命かけて! ルフィは勝利の切り札)                                  | 31 de maig de 2015     | -                          |
| Rebecca, Leo i Cub arriben al camp dels gira-sols: mentre els dos nans van a salvar la princesa Manshelly, Rebecca espera en Ruffy i en Law, però la sorprèn Diamante, en defensa del quart nivell. Al nivell inferior, Bartolomeo crea un tram d'escales amb els seus poders a través del qual Kyros, Law i Ruffy es dirigeixen al camp de gira-sol; Cavendish decideix quedar-se enrere amb Robin i Bartholomew que volen venjar el seu cavall Farul, ferit per les joguines gegants. Mentrestant, mentre comença el xoc entre Sabo i Fujitora, Robin afirma estar d'acord amb la decisió de Bartolomeo de mantenir en Ruffy, ja que és el triomf per apostar per la victòria final. | |                        |                            |
| 696 | Una reunió entre llàgrimes - Rebecca i Kyros Namida no saikai - Rebekka to Kyurosu (涙の再会 レベッカとキュロス)                                                     | 7 de juny de 2015      | -                          |
| Al camp de gira-sol, Rebecca es salva per la ràpida intervenció de Kyros, que comença a enfrontar-se a Diamante també per defensar a tot preu la seva filla. Mentrestant, en Ruffy i en Law s'uneixen a ells, recuperen la clau de Rebecca i, un cop lliure, en Law es teletransporta a l'entrada del palau reial. Sugar, alertat per la seva arribada, es dirigeix cap a ells decidit a venjar-se per haver perdut totes les joguines creades en els deu anys anteriors. | |                        |                            |
| 697 | Un cop letal! L'home que salvarà Dressrosa Ichigeki-hissatsu! Doresurōza o sukū otoko (一撃必殺! ドレスローザを救う男)                                               | 14 de juny de 2015     | -                          |
| Mentre el rei Riku, Tank Lepanto, Kin'emon i Kanjuro intenten frenar els ciutadans que ara han arribat a l'altiplà, Usopp intenta atacar Sugar amb una bala de llarg abast, que s'apropa a en Ruffy i en Law per convertir-los en joguines. Mentre Violet li dona informació sobre la ubicació dels tres, l'Usopp, despertant l'ambició Kenbun-shoku, aconsegueix tornar a desmaiar-se a la noia. En Ruffy i en Law continuen arribant finalment en presència de Doflamingo. | |                        |                            |
| 698 | Explosió de la ira - El pla secret final de Luffy i Law Ikari bakuhatsu - Rufi Rō saikyō no hisaku (怒り爆発 ルフィ・ロー最強の秘策)                                 | 21 de juny de 2015     | -                          |
| Les joguines gegants tornen a ser humanes demostrant que estan formades per diverses persones; mentrestant, al palau reial, Doflamingo crea un clon de fils i controla el cos ferit de Bellamy fent-los lluitar contra Law i Ruffy respectivament. Mentre les batalles entre la tripulació del Barret de Palla i els seus aliats continuen a tota Dressrosa contra el clan Donquijote i els seus oficials, en Ruffy, que es nega a pegar a Bellamy, posa immediatament en acció el pla suggerit per Law: gràcies als poders d'aquesta recerca En darrer lloc, en Ruffy aconsegueix colpejar Doflamingo completament i Law talla un Trébol atordit en trossos. | |                        |                            |
| 699 | Família noble - La veritable identitat de Doflamingo! Kedakaki ichizoku - Dofuramingo no shōtai! (気高き一族 ドフラミンゴの正体!)                                    | 28 de juny de 2015     | -                          |
| El rei Riku aconsegueix que els ciutadans que els han capturat desisteixin i, juntament amb la nova Fujitora, declara que vol apostar per en Ruffy per la seguretat de Dressrosa. Mentrestant, Law intenta donar el cop final a Trébol, però és detingut per Doflamingo que, amb l'ajuda del seu clon, contraataca infligint un fort cop a Law i després a en Ruffy. Per tant, Doflamingo afirma haver nascut com un drac celestial: el seu pare, però, va renunciar al seu títol per viure entre la gent comuna que, però, mai no els va acceptar; als deu anys, Doflamingo el va matar i es va endur el cap als Dragons Celestials per recuperar el seu rang, però ells també el van caçar. Va ser en aquest moment quan va decidir que portaria el caos al món. | |                        |                            |
| 700 | Poder absolut - El secret de la fruita Ope Ope! Kyūkyoku no chikara - Ope Ope no mi no himitsu! (究極の力 オペオペの実の秘密!)                                       | 5 de juliol de 2015    | -                          |
| A mesura que el caos arriba a nivells cada vegada més dramàtics a tota Dressrosa, Doflamingo explica a Law que, tot i ser expulsats de Marijoa, els nobles del món li han permès assolir el poder que posseeix perquè és conscient del seu tresor nacional, que podria xocar el món; també afirma voler el seu fruit del diable, ja que una de les capacitats d'Ope Ope és poder donar vida eterna a una persona a canvi de la de l'usuari de la tècnica. Quan els dos comencen a lluitar de nou, en Ruffy s'enfronta al clon de fils i a Bellamy mentre poc després s'inicia un flashback setze anys abans, quan Law, prop de la mort a causa d'una malaltia, va demanar que se li permetés unir-se a la tripulació de Doflamingo i va conèixer el seu germà. més jove que aquest darrer, Corazòn. | |                        |                            |
| 701 | Records tristos - La ciutat blanca del nen Law! Kanashiki kioku - Shiroi machi no shōnen Rō! (悲しき記憶 白い町の少年ロー)                                           | 12 de juliol de 2015   | -                          |
| Després de ser colpejat per Chorazon durant una setmana, la tripulació de Doflamingo va descobrir que Law patia la malaltia del plom ambre. Els oficials del clan, durant una missió, van explicar a Baby 5 la història de Flevance, una ciutat especialment pròspera gràcies al material conegut com a plom ambre: aquí va néixer Law, fill de dos metges. Quan es va començar a contraure una estranya malaltia, es va descobrir que el plom ambre era tòxic i que el contacte continu amb el material havia disminuït progressivament l'esperança de vida de generació en generació. La ciutat es va posar en quarantena per por de contagi i els habitants desesperats van recórrer a la violència provocant una guerra, durant la qual Law va perdre tota la seva família i amics, però va aconseguir escapar amagant-se sota un munt de cadàvers. Mentrestant, Law, furiós amb Corazòn, el va apunyalar a l'esquena i, però, va ser vist per Buffalo. | |                        |                            |
| 702 | Un Drac Celestial! La història tumultuosa de Doffy Tenryūbito! Dofi no sōzetsunaru kako (天竜人! ドフィの壮絶なる過去)                                               | 19 de juliol de 2015   | -                          |
| Trenta-tres anys abans de l'actualitat, Donquijote Homing, pare de Doflamingo i del seu germà Rosinante (el futur Corazòn), va decidir renunciar al seu títol de Drac Celestial per viure entre la gent del poble. Aquests, però, els van caçar per venjar-se dels abusos soferts al llarg dels anys pels nobles del món; aquests altres es van negar a recuperar la família Donquijote, de manera que la mare de Doflamingo va caure malalta i va morir, mentre els altres tres membres de la família van ser capturats i torturats. Doflamingo, que sempre havia estat contrari a aquesta elecció, va començar a sentir un odi virulent cap al seu pare. Setze anys abans de l'actualitat, Chorazòn va sobreviure a l'atac de Law i, a més, el va cobrir sense revelar res al seu germà. Doflamingo va donar la benvinguda a Law a la tripulació i va ser entrenat pels altres membres fins que, dos anys després, Law va revelar el seu nom real a Buffalo and Baby 5: Trafalgar D. Water Law. Corazòn el va escoltar i, després de portar-lo de banda, li va dir preocupat que es quedés el més lluny possible del seu germà. | |                        |                            |
| 703 | Un camí difícil - El camí de la vida de Law i Corazón Kunan no michi - Rō to Korason inochi no tabi (苦難の道 ローとコラソン命の旅)                                  | 2 d'agost de 2015      | -                          |
| Chorazon va revelar a Law que aquells que posseeixen el D. en nom són enemics naturals dels nobles del món; Law, però, no el va escoltar i va amenaçar amb revelar les seves mentides, però, al final, no ho va fer per pagar-li el silenci de fa dos anys. Més tard, Corazón va segrestar Law i es van allunyar de la tripulació per buscar una cura per a Law: aquest va descobrir que Corazón era un agent encobert sota les ordres de l'aleshores almirall Sengoku, decidit a aturar la bogeria del seu germà. Law i Corazòn van passar els sis mesos següents buscant un metge que pogués tractar el nadó, però tots els metges estaven aterrits per la síndrome de plom ambre. Un vespre, Law va sentir Chorazon plorar per ell amb compassió pel seu estat i, a partir d'aquest moment, el nen va començar a respectar-lo de veritat i a anomenar-lo Cora-san. | |                        |                            |
| 704 | El temps s'està acostant - Robar la fruita Ope Ope! Toki semaru - Ope Ope no mi o ubae! (時迫る オペオペの実を奪え!)                                                 | 9 d'agost de 2015      | -                          |
| Doflamingo va trucar a Corazòn i li va ordenar que es reincorporés a la tripulació, revelant-li que havia descobert que la fruita Ope Ope seria venuda per un pirata a la Marina i que tenia intenció de robar-la perquè el seu germà se la mengés. En alegrar-se d'haver trobat la manera de curar Law, Corazón va trucar a Sengoku, demanant-li detalls sobre l'intercanvi i advertint-li que Doflamingo tenia intenció de robar la fruita, prometent que li proporcionaria la llista dels noms dels que feien negocis amb ell. Les condicions de Law van empitjorar sobtadament i els dos es van dirigir a l'illa de Minion, on el pirata Diez Barrels esperava el moment de l'intercanvi amb la Marina amb la seva tripulació. Gràcies al seu poder per eliminar sons, Chorazon es va infiltrar a la base pirata i va robar la fruita Ope Ope de Diez Barrels, fugint a Law. Durant la retirada, però, va ensopegar i va ser envoltat de pirates. | |                        |                            |
| 705 | Un moment de resolució: el comiat somriure de Corazon Kakugo no toki - Korason wakare no egao! (覚悟の時 コラソン別れの笑顔！)                                       | 16 d'agost de 2015     | -                          |
| Arribat a tornar a Law, Chorazon li va fer menjar la fruita Ope Ope que li permetria curar-se. Ferit mentre fugia, Corazón va demanar a Law que donés a la Marina un informe amb tota la informació i plans recollits per Doflamingo; malauradament, Law va topar amb Vergo, que s'havia infiltrat a la Marina per ordre de Doflamingo, que va arrencar la missiva i va començar a colpejar-los brutalment a tots dos en descobrir que Corazón era un espia de la Marina. Vergo va informar llavors a Doflamingo de l'incident i aquest va tancar l'illa de Minion en una "gàbia d'ocells" per evitar la fugida. Aprofitant la distracció de Vergo, Corazòn va escapar de la marina, refugiant-se en una casa i jurant que donaria la vida per protegir Law fins a la mort. | |                        |                            |
| 706 | Vaja, Law: la batalla final d'un home amb un gran cor! Ike Rō - Yasashiki otoko saigo no tatakai! (行けロー 優しき男最期の戦い！)                                    | 23 d'agost de 2015     | -                          |
| Furiós per haver perdut la fruita d'Ope Ope, Doflamingo va matar Diez Barrels mentre el seu fill, X Drake, es trobava fora de la gàbia i va ser rescatat per la Marina. Corazón, després d'amagar Law en un bagul i eliminar els sons que produïa amb els seus poders, es va lliurar al seu germà; els va revelar que era un marí i que havia fet que Law mengés la fruita d'Ope Ope per salvar-lo i treure'l de la seva influència. Doflamingo, encegat per la ràbia per la traïció, el va disparar deixant-lo moribund i després se'n va anar amb la seva tripulació que, però, va ser interceptada pel vaixell de guerra del vicealmirall Tsuru. Law se'n va aprofitar i va fugir gràcies a l'últim esforç de Chorazon que el va fer callar. | |                        |                            |
| 707 | Per la llibertat! En Law activa la Injection Shot Jiyū e! Rō Chūsha Shotto sakuretsu (自由へ！ロー注射ショット炸裂)                                                  | 30 d'agost de 2015     | -                          |
| Actualment, els enfrontaments a tota Dressrosa continuen amb tota la seva violència i Violet explica la dinàmica dels enfrontaments als presents a l'altiplà. Law revela a Doflamingo que també és propietari de la "D." com en Ruffy i estar-hi per complir la voluntat de Corazón d'aturar el seu germà. Mentre Trébol es reagrupa, Law colpeja Doflamingo amb el "Injection Shot". | |                        |                            |
| 708 | Una batalla intensa - En Law contra en Doflamingo Atsuki Tatakai - Rō tai Dofuramingo (熱き闘い ローVSドフラミンゴ)                                                  | 6 de setembre de 2015  | -                          |
| Law continua lluitant contra Doflamingo mentre en Ruffy encara està ocupat amb el clon de filferro i Bellamy. Mentrestant, Zoro continua la seva lluita amb Pica gràcies també a l'ajuda d'Orlumbus. Doflamingo aconsegueix immobilitzar Law i, després d'un breu discurs, li amputa el braç dret i treu una arma per acabar amb ell. Mentrestant, en Ruffy finalment aconsegueix derrotar el clon de filferro. | |                        |                            |
| 709 | Una batalla decisiva contra els executius - L'orgullós Hajrudin Kanbu kessen - Hokori takaki Hairudin (幹部決戦 誇り高きハイルディン)                                | 13 de setembre de 2015 | -                          |
| Doflamingo allibera a Bellamy del seu control, però Bellamy encara decideix atacar en Ruffy amb la mateixa jugada que va fer contra Jaya. Mentrestant, Baby 5 malentén les expressions de Sai i diu que està disposada a deixar-ho tot per ell. Mentrestant, Machvise enderroca a Hajrudin i es prepara per atacar a Zoro, però el gegant, amb l'última força que queda, s'aixeca i aconsegueix colpejar-lo fent-lo xocar a la gàbia derrotant-lo. Hajrudin, esgotat, s'ensorra i Zoro somriu comenta que pot descansar i que quan es desperti la gàbia desapareixerà. | |                        |                            |
| 710 | Batalla de l'Amor - El nou cap de la Marina Sai contra Baby 5 Ai no kessen - Shin Tōryō Sai VS Bebī 5 (愛の決戦 新棟梁サイVSベビー5)                                 | 20 de setembre de 2015 | -                          |
| Mentre continua l'enfrontament entre Lao G i Don Chinjao, Sai rebutja la proposta del matrimoni de Baby 5 també perquè està promès amb una altra dona. La noia, abandonada de petit per la seva mare, li pregunta com li pot ser útil i Sai, gairebé com una broma, li demana que es suïcidi. Baby 5 no dubta a apuntar-li una pistola al cap, però Sai decideix salvar-la: això desencadena la ira de Don Chinjao que intenta eliminar-los a tots dos. Sai contraresta l'atac despertant el seu Bachong Quan i el seu avi, commogut, el declara el nou cap de la Marina Happo. Lao G, amb un atac sorpresa, fa fora al vell pirata, però finalment és derrotat per Sai, que també decideix prendre Baby 5 com a esposa. | |                        |                            |
| 711 | L'orgull d'un home - L'últim assalt de Bellamy! Otoko no iji - Beramī saigo no totsugeki! (男の意地 ベラミー最期の突撃!)                                             | 27 de setembre de 2015 | -                          |
| Kyros, enfrontat a Diamond, es troba en problemes ja que també ha de protegir Rebecca mentre Zoro rebutja l'ajuda d'Elizabello contra Pica. En Ruffy continua intentant convèncer Bellamy perquè desisteixi, però els seus principis no ho permeten. Mentrestant, Doflamingo i Trébol continuen enfurismats per Law. Mentrestant, Gladius fa volar tot el pis on es troba mentre Cavendish intenta refugiar-se darrere de la barrera de Bartolomeo. | |                        |                            |
| 712 | Tempesta i tensiò - Hakuba contra Dellinger Shippūdotō - Hakuba VS Derinjā (疾風怒濤 ハクバVSデリンジャー)                                                           | 4 d'octubre de 2015    | -                          |
| Bartolomeo salva Cavendish de l'explosió amb la seva barrera; Dellinger, arribat a l'avió, derrota a Ideo que el perseguia, però quan intenta arribar a Gladius és immediatament derrotat amb els seus subordinats per White Horse, despertat amb el son de Cavendish. White Horse intenta atacar en va Bartolomeo, protegit darrere de la seva barrera, i després es llança contra Robin que, però, aconsegueix immobilitzar-lo amb els seus poders. | |                        |                            |
| 713 | Bari-Bari - Cop en homenatge al dèu de veritat! Bari Bari - Omāju shinken hatsudō! (バリバリ オマージュ神拳発動!)                                                    | 11 d'octubre de 2015   | -                          |
| Enganxat a la presa de Robin, Cavendish intenta controlar la fúria de White Horse. Gladius aprofita per intentar explotar la paret rocosa sobre la qual es troben, però Bartolomeo es llença contra ell per aturar-lo; El subordinat de Doflamingo, doncs, infla el seu propi cos amenaçant Robin i Cavendish amb les plomes verinoses que amaga als cabells i Bartolomeo, per salvar-los, es tanca en una barrera amb ell apunyalant-lo. Gladius, però, sobreviu i només Cavendish, "dividint el seu cos per la meitat" amb White Horse, aconsegueix portar Robin al camp de gira-sol evitant la detonació. Mentrestant, Bartolomé derrota a Gladius amb un atac en honor de Ruffy mentre Robin intervé per ajudar a Rebecca i Kyros contra Diamante. | |                        |                            |
| 714 | La princesa curativa - Salva la Mansherry! Iyashi no hime - Mansherī o sukue! (癒しの姫 マンシェリーを救え!)                                                         | 18 d'octubre de 2015   | -                          |
| Kyros finalment pot lluitar al màxim contra Diamond perquè Robin s'encarregarà de protegir Rebecca. Mentrestant, Jora fa reunir els oficials del Clan derrotats, amb la intenció d'utilitzar el poder curatiu de la fruita Heal Heal ingerida per la princesa Manshelly. Afortunadament, Leo i Kab arriben a temps per aturar Jora, derrotant-la i salvant Manshelly. | |                        |                            |
| 715 | Ajustament de comptes entre homes - El requiem de l'amor de Señor Otoko no kettō - Senyūru ai no banka (男の決闘 セニュール愛の挽歌)                                 | 25 d'octubre de 2015   | -                          |
| Mentre Leo i Kab s'emporten la princesa Manshelly, Jora intenta sense èxit advertir Doflamingo, passant de les ferides. Mentrestant, després d'una sèrie d'intercanvis de cops, el senyor Pink utilitza el seu atac més fort contra Franky sense, però, poder derrotar-lo. El ciborg, de fet, s'aixeca i colpeja l'adversari amb una pluja de cops. Mentre era afusellat, el senyor Pink recorda la seva dona Russian i el seu fill Gimlet: després que aquest últim morís de febre, la seva dona va descobrir que el senyor Pink havia mentit sobre la seva professió i que havia fugit de casa seva, havia estat implicat en una esllavissada de terra i va romandre a l'estat. vegetatiu. Al cap d'un temps, el senyor Pink va descobrir que, vestint-se de bebè, podia fer somriure de nou a la seva dona. | |                        |                            |
| 716 | Death Enjambre - La tempesta d'atacs viciosos "Diamond" Desu Enhanbure - Diamante mōkō no arashi (死の星屑（デス・エンハンブレ） ディアマンテ猛攻の嵐)               | 1 de novembre de 2015  | -                          |
| Senyor Pink sempre va començar a vestir-se de bebè, independentment dels judicis dels altres, per fer somriure la seva dona. En l'actualitat, Franky el derrota i, abans de passar per l'esgotament de la lluita, insta els nans presents a destruir la fàbrica Smile. Al camp de gira-sol, Diamante aboca una pluja d'esferes metàl·liques punxades sobre Kyros, Robin i Rebecca; Mentre Robin es protegeix a si mateixa i a Rebecca fent servir els seus poders, Kyros defensa les boles punxegudes amb l'espasa i ataca l'adversari, tot i que li disparen a la cama. El gladiador, però, s'aixeca i, després de recordar-li a Rebecca que no s'ha de tacar de sang per respectar la voluntat de la seva mare, corre de nou cap a Diamante. | |                        |                            |
| 717 | Trueno Bastard! El cop de la ira de Kyros! Turueno Basutādo! Kyurosu ikari no ichigeki! (雷の破壊剣（トゥルエノバスタード）! キュロス怒りの一撃!)                    | 8 de novembre de 2015  | -                          |
| Malgrat nombroses lesions, Kyros, impulsat per la força de voluntat, aconsegueix finalment derrotar a Diamond. Violet comunica als platells les derrotes reiterades del clan Donquijote i el rei Riku es prepara per baixar a la ciutat per protegir els habitants i intentar restablir la pau, seguit d'alguns ciutadans. Mentrestant, Zoro continua lluitant contra Pica, que, en un moment donat, decideix arribar al camp de gira-sol i constata la derrota de Diamante amb menyspreu. | |                        |                            |
| 718 | Movent-se a través del terra - La maniobra sorprenent de l'estatua gegant Pica! Daichi ōdan - Kyozō Pīka kishū sakusen! (大地横断 巨像ピーカ奇襲作戦!)               | 15 de novembre de 2015 | -                          |
| Pica té una altra prova de fidelitat a Riku per part de Rebecca i Kyros i, molest per la voluntat de la majoria de la gent de desbancar Doflamingo, es dirigeix als nivells inferiors colpejant els combatents ferits. Zoro el persegueix, però l'oficial desapareix de nou a terra i recupera la possessió de l'estàtua gegant, dirigint-se cap a l'altiplà per matar el rei. Zoro, adonant-se que ha acabat en una trampa, elabora un pla per aturar l'adversari. | |                        |                            |
| 719 | Una batalla decisiva aèria - La nova tècnica secreta especial d'en Zoro explota! Kūchū kessen - Zoro shin hissatsu ōgi sakuretsu! (空中決戦 ゾロ新必殺奥義炸裂!)     | 22 de novembre de 2015 | -                          |
| Mentre Pica es prepara per destruir l'altiplà i aixafar a tots els seus ocupants, Zoro deixa que Orlumbus el llanci cap a Pica tallant-lo per la meitat abans que doni el cop. Immediatament després, seguiu tallant la pedra mantenint-la a l'aire per evitar que s'escapi fins que la forci a sortir de l'armari. Pica l'enfronta directament, però Zoro el derrota amb un fort cop. Quan les restes de l'estàtua estan a punt de caure a l'altiplà, Elizabello utilitza el King Punch per escombrar-la. | |                        |                            |
| 720 | A reveure! - El cop de comiat d'en Bellamy! Abayo! Beramī wakare no ichigeki! (あばよ! ベラミー別れの一撃!)                                                          | 29 de novembre de 2015 | -                          |
| Mentre Koala, que s'ha infiltrat al palau, demana a Sabo que ajudi a en Ruffy, Zoro arriba a Usopp i als altres a l'altiplà. Leo, Kabu i Manshelly arriben a Kyros, Robin i Rebecca mentre en Ruffy encara lluita amb Bellamy: aquesta, després d'haver entès admirar-lo, decideix llançar un darrer atac, però en Ruffy el derrota amb un sol cop com Jaya. Mentrestant, Doflamingo comenta divertit sobre la mort de Law. | |                        |                            |
| 721 | Law mor - El ferotge atac d'ira de Ruffy! Rō shisu - Rufi fundo no mōkōgeki! (ロー死す ルフィ憤怒の猛攻撃!)                                                          | 6 de desembre de 2015  | -                          |
| Minuts abans que en Ruffy derroti a Bellamy, en Law és derrotat per Trébol i Doflamingo; aquest darrer acaba embolicant el cos amb bales enfurismades per les seves constants rebel·lions, aparentment matant-lo. Mentrestant, mentre el rei Riku baixa a la ciutat amb Tank Lepanto i alguns vilatans per ajudar-los, tothom s'adona que la gàbia s'està reduint. En Ruffy, en arribar al cim del palau reial, comença a lluitar contra Trébol i Doflamingo quan, en un moment determinat, Law li xiuxiueja. | |                        |                            |
| 722 | Una fulla de tenacitat - El contraatac Gamma Knife! Shūnen no ha - Gyakushū no Ganma Naifu! (執念の刃 逆襲のガンマナイフ!)                                           | 13 de desembre de 2015 | -                          |
| Doflamingo explica a en Ruffy que la gàbia s'estreny i té la intenció de matar a tothom a l'illa com a testimonis incòmodes. En Ruffy torna a llançar-se contra Doflamingo, però de sobte en Law pren el lloc de l'amic, agafant per sorpresa a l'oponent i perforant-lo amb una fulla d'energia que el destruirà des de dins. De fet, just abans que fos ple de bales, Law havia intercanviat amb un dels caiguts sense que ningú se n'adonés. Doflamingo cau a terra a causa del cop i en Law es prepara per infligir el cop final. | |                        |                            |
| 723 | Un xoc de Hakis - En Ruffy contra en Doflamingo Haki gekitotsu - Rufi VS Dofuramingo (覇気激突 ルフィVSドフラミンゴ)                                                 | 20 de desembre de 2015 | -                          |
| Utilitzant els seus poders, Doflamingo arregla els òrgans interns danyats pel "Ganivet" de Law i es prepara per acabar-ho; En Ruffy, però, intervé i els dos donen lloc a un xoc massiu d'Ambició. Mentrestant, Trébol recorda la seva trobada amb Doflamingo i diu que està convençut que és un escollit destinat a governar i que no serà derrotat. | |                        |                            |
| 724 | Inexpugnable - L'increïble secret d'en Trebol Kōgeki funō - Torēboru shōgeki no himitsu (攻撃不能 トレーボル衝撃の秘密)                                              | 27 de desembre de 2015 | -                          |
| Trebol empresona en Ruffy i en Law als seus mocs i revela que ell i els altres oficials són iguals a Doflamingo per haver-lo convertit en el seu rei i compartir el seu poder. Law el provoca atraient-lo a la "sala" i el fa ferir greument amb el braç i l'espasa amputats; abans de desaparèixer, Trébol aconsegueix calar foc al seu moc, però en Ruffy rescata en Law i el confia a Robin. Doflamingo els persegueix i els ataca en un intent d'acabar amb Law. | |                        |                            |
| 725 | La ira erupciona - Acabaré amb tot el que està per sobre meu Ikari bakuhatsu - Ore ga zenbu hikiukeru (怒り爆発 おれが全部引き受ける)                                | 10 de gener de 2016    | -                          |
| Cavendish atura l'atac de Doflamingo i en Ruffy li confia la seguretat dels seus amics. Bartolomeo crea una escala amb les seves barreres per arribar al segon nivell, però Law està decidit a quedar-se al camp de gira-sol per presenciar la baralla i Cavendish decideix quedar-se al seu costat. Mentrestant, en Ruffy continua lluitant contra en Doflamingo, que l'adverteix que la gàbia d'ocells es tancarà completament en una hora. Arraconat, en Ruffy decideix activar Gear Fourth. | |                        |                            |
| 726 | Gear Fourth! El fenomenal Boundman! Gia 4! Kyōi no baundoman! (ギア4! 驚異のバウンドマン!)                                                                           | 17 de gener de 2016    | -                          |
| A mesura que la gàbia continua reduint-se provocant la destrucció, Zoro amb Kin'emon i Kanjuro es dirigeixen cap a ella per intentar aturar-la. Mentrestant, en Ruffy llança la nova tècnica Gear Fourth, augmentant significativament les seves habilitats i demostrant una clara superioritat sobre Doflamingo. | |                        |                            |
| 727 | Gran contraatac! El despertar de Doflamingo! Dai gyakushū! Dofuramingo no kakusei! (大逆襲! ドフラミンゴの覚醒!)                                                     | 24 de gener de 2016    | -                          |
| Doflamingo desencadena un nivell més alt d'ús dels fruits del diable, anomenat “despertar”, que permet a l'usuari influir també en l'entorn que l'envolta: mitjançant aquest poder, Doflamingo transforma edificis sencers en cables amb els quals ataca en Ruffy per mantenir-lo a ratlla i feu que se li acabin les forces. Mentrestant, els habitants de la ciutat semblen rendir-se a l'inevitable, però després que el rei Riku faci una súplica de supervivència, tots reprenen la lluita per la vida i s'ajuden mútuament confiant en Ruffy. | |                        |                            |
| 728 | Gran contraatac! El despertar de Doflamingo! Rufy! El Leo Bazooka en tots els àmbits! (ルフィ! 渾身の獅子バズーカ!)                                                  | 31 de gener de 2016    | -                          |
| En Ruffy supera les defenses de Doflamingo i li dona un fort cop, estavellant-lo contra la paret rocosa de l'altiplà. La població celebra la victòria contra Doflamingo, però en Ruffy i en Law s'adonen que la gàbia encara està intacta i que, per tant, l'enemic no és derrotat. En Ruffy corre cap a ells per donar-li el cop de gràcia, però es queda sense forces i cau esgotat a terra. Burgess, que va ser testimoni de la baralla des de l'altiplà, es llança jubilós contra en Ruffy amb la intenció de matar-lo i robar la fruita de Gom Gom. Mentrestant, Doflamingo es recupera desencadenant terror entre la població. | |                        |                            |
| 729 | Rei Drac flamejant - Protegir la vida de Ruffy Kaen Ryūō - Rufi no inochi o mamorinuke (火炎竜王 ルフィの命を守りぬけ)                                               | 14 de febrer de 2016   | -                          |
| En Gats ajuda a en Ruffy i en Ruffy li diu que necessita deu minuts per recuperar-se i després derrotarà en Doflamingo. Mentre Gats es carrega en Ruffy a l'espatlla i comença a fugir, els combatents del Coliseu que inicialment van intentar capturar els que tenien una recompensa decideixen reparar i xocar amb Doflamingo per frenar-lo. De sobte, Burgess apareix per matar en Ruffy, però Sabo intervé per defensar-lo i comença un enfrontament amb el membre de la tripulació de Barbanegra. Mentrestant, Doflamingo derrota els gladiadors i avança cap a en Ruffy i en Gats. | |                        |                            |
| 730 | Les llàgrimes miraculoses - La lluita de la Mansherry! Kiseki no namida - Mansherī no tatakai! (奇跡の涙 マンシェリーの戦い!)                                        | 21 de febrer de 2016   | -                          |
| Manshelly, gràcies als seus poders, restaura temporalment les forces als combatents del Coliseu i als ciutadans que fugen de la gàbia; Zoro, Franky, els samurais, els Tontattas i tots els altres combatents del Coliseu decideixen impulsar l'avanç de la gàbia, tot i que Doflamingo accelera la velocitat de la contracció. Mentrestant, Law arriba a Gats dient que vol cuidar d'en Ruffy, quan queden uns minuts per a la destrucció de l'illa per la gàbia. | |                        |                            |
| 731 | Tan llarg com la nostra respiració - Atura la terrible gàbia d'ocells! Inochi no kagiri - Shi no tori kago o tomero! (命の限り 死の鳥カゴを止めろ!)                  | 28 de febrer de 2016   | -                          |
| Després d'alliberar-se dels combatents del Coliseu que volien aturar-lo, Doflamingo s'enfronta a Violet a qui, poc després, s'uneix Rebecca. Mentrestant, alguns vilatans i la Marina s'uneixen a Zoro i als altres, aconseguint, encara que sigui només uns segons, aturar la gàbia. Mentrestant, Doflamingo, amb els seus poders, immobilitza Violet i controla Rebecca en un intent de matar-la a la seva tia quan falten seixanta segons per tancar la Cage i la recuperació d'en Ruffy. | |                        |                            |
| 732 | Viu o mort - Un compte enrere fatídic Seika shika - Unmei no kauntodaun (生か死か 運命のカウントダウン)                                                              | 6 de març de 2016      | -                          |
| Gats, a través d'una baba de l'altaveu, es dirigeix a la població revelant que la gladiadora Lucy i en Ruffy són la mateixa persona i que han de tenir fe en ell. Doflamingo el perfora amb els cables mentre en Ruffy finalment es recupera; quan Rebecca està a punt de colpejar Violet, gràcies als poders de Law, en Ruffy pren el lloc d'aquest últim, ara disposat a derrotar a Doflamingo. | |                        |                            |
| 733 | Atac a un Celestial - La Pistola King Kong d'en Ruffy plena de ràbia Ten o utsu - Rufi ikari no Kingu Kongu Gan (天を討つ ルフィ怒りの大猿王銃 (キングコングガン))   | 20 de març de 2016     | -                          |
| Doflamingo colpeja en Ruffy i comença a controlar-lo amb els seus cables, però en Ruffy, amb les últimes forces restants, torna a activar el Gear Fourth, alliberant-se d'ells. Alçant-se cap amunt, dispara un fort tir aeri contra l'adversari que intenta contrarestar-lo amb un altre atac. En Ruffy té el domini i colpeja en Doflamingo completament, derrotant-lo. | |                        |                            |
| 734 | Ser lliures! El delit de Dressrosa Jiyū e! Yorokobi no Doresurōza! (自由へ!喜びのドレスローザ!)                                                                      | 27 de març de 2016     | -                          |
| Doflamingo derrotat, la gàbia d'ocells desapareix i Gats anuncia als habitants la victòria d'en Ruffy. La gent recorda els mals moments que va passar sota la tirania de Doflamingo plorant d'alegria: finalment, després de deu anys, Dressrosa torna a ser lliure. | |                        |                            |
| 735 | Sense precedents - La decisió impactant d'Almirall Fujitora! Zendaimimon Taishō - Fujitora shōgeki no ketsudan! (前代未聞 大将藤虎衝撃の決断!)                       | 3 d'abril de 2016      | -                          |
| Sabo finalment derrota a Burgess malgrat els seus enganys i es reuneix amb els altres revolucionaris. Mentrestant, la Marina arresta a tots els membres del clan Doflamingo. Mitjançant una posta, el vicealmirall Maynard informa les illes properes a Dressrosa del que ha passat mentre la gent implora al rei Riku que torni a regnar a l'illa; Fujitora també s'afegeix a la petició que, sempre transmesa per vídeo a les illes properes, assumeix la responsabilitat de les malifetes de Doflamingo i es postra a terra amb els seus homes demanant perdó en nom del govern mundial. L'esdeveniment provoca un gran enrenou i les notícies viatgen ràpidament per tot el món. | |                        |                            |
| 736 | El món tremola - Els pitjor generació avança! Gekishin hashiru - Ugokidasu saiaku no sedai! (激震走る 動き出す最悪の世代!)                                           | 10 d'abril de 2016     | -                          |
| Kyros agraeix els nans i va dissoldre l'exèrcit anti-Doflamingo animant-los a restaurar Dressrosa a la seva antiga glòria. A Marijoa, el gran almirall Akainu discuteix amb les Cinc estrelles de la saviesa sobre les falses notícies de la dimissió de Doflamingo quan se'ls informa del que ha passat a Dressrosa; les notícies arriben ràpidament a tots els racons del món, incloses altres supernoves. Akainu crida furiós a Fujitora per no tapar l'assumpte: després d'una acalorada discussió, Akainu el desterra de totes les bases de la Marina fins que li porta els caps de Ruffy i Law. | |                        |                            |
| 737 | El naixement de la llegenda - Les aventures del revolucionari Sabo! Densetsu tanjō - Kakumei senshi Sabo no bōken! (伝説誕生、革命戦士サボの冒険!)                   | 17 d'abril de 2016     | -                          |
| Els ciutadans de Dressrosa comencen la reconstrucció mentre els combatents del Coliseu troben descans al palau reial. Mentrestant, Law i la tripulació del Barret de Palla es refugien a casa de Kyros; allà se'ls uneix Sabo que els explica el seu vincle amb l'Ace i en Ruffy i la seva història a l'exèrcit revolucionari. | |                        |                            |
| 738 | El llaç entre germans - La història no explicada darrera la trobada entre en Ruffy i en Sabo Kyōdai no kizuna - Rufi Sabo saikai hiwa (兄弟の絆ルフィ・サボ再会秘話) | 24 d'abril de 2016     | -                          |
| En llegir la mort d'Ace durant la batalla de Marineford, Sabo va quedar en xoc i va recuperar la memòria perduda després de l'accident que va tenir de petit; dos anys després va anar a Dressrosa amb la intenció de prendre la fruita Foco Foco en possessió de Doflamingo. Acabat el conte, Sabo torna als seus companys de l'exèrcit revolucionari. Mentrestant, Fujitora decideix no atacar en Ruffy i els altres pel moment següent al resultat del dau que va llançar. | |                        |                            |
| 739 | La criatura més forta - El yonko Kaido de les Bèsties Saikyō no seibutsu - Yonkō hyakujū no Kaidō (最強の生物 四皇・百獣のカイドウ)                                  | 1 de maig de 2016      | -                          |
| A Zou, Sanji i la resta de la tripulació s'enfronten a les peculiaritats de la nova illa i són atacats per alguns pirates. Brook i Sanji derroten fàcilment el que sembla el seu líder i els altres fugen de l'illa. Mentrestant, algú es llança des de l'illa al cel on descansa Urouge i cau a l'illa on es troben Kidd, Hawkins i Apoo. A partir del cràter format, el mateix Kaido surt il·lès i crida a la venjança i anuncia l'inici de la guerra més gran mai vista. | |                        |                            |
| 740 | En Fujitora es mou - Els Barret de Palla completament rodejats Fujitora ugoku - Mugiwara no ichimi kanzen hōimō (藤虎動く麦わら一味完全包囲網)                       | 8 de maig de 2016      | -                          |
| Tres dies després de la derrota de Doflamingo, Tsuru i Sengoku arriben a Dressrosa per escortar el comboi que s'emportarà Doflamingo; mentrestant, la població ha començat la reconstrucció de la ciutat, també gràcies al poder curatiu de Manshelly. Mentrestant, Kyros fa difusió que Rebecca és la filla d'Escarlata i un príncep per no posar en perill el seu futur escrivint-li una carta explicant les seves motivacions. Després de llançar el seu dau, Fujitora dona ordres d'arrestar en Ruffy, en Law i tots els altres proscrits de Dressrosa. | |                        |                            |
| 741 | Un estat d'emergència - El segrest de la Rebecca Hijou jitai - Sarawareta Rebekka! (非常事態 さらわれたレベッカ!)                                                    | 15 de maig de 2016     | -                          |
| Arribats pels homes de Fujitora, en Ruffy i els altres surten de la casa de Kyros per dirigir-se al port est de Dressrosa, escortats per Bartolomeo i ajudats pels altres combatents del Coliseu, per arribar a un vaixell; En Ruffy, però, abandona la resta del grup i es dirigeix al palau reial per parlar amb Rebecca preguntant-li si realment està d'acord amb la història posada en circulació pel seu pare: a la resposta negativa, en Ruffy la carrega sobre les seves espatlles i fuig amb ella. | |                        |                            |
| 742 | El llaç entre pare i filla - En Kyros i la Rebecca Oyako no kizuna - Kyurosu to Rebekka! (父娘の絆キュロスとレベッカ!)                                               | 22 de maig de 2016     | -                          |
| En Ruffy, amb Rebecca a l'espatlla, adquireix ciutadans i marines i finalment la deixa fora de casa de Kyros, on es reuneixen els dos i, entre llàgrimes, prometen conviure junts en família. Al port oriental, Zoro i els altres, encara esperant a en Ruffy, s'uneixen a Fujitora mentre Law s'atura per parlar amb Sengoku sobre Rosinante. | |                        |                            |
| 743 | Esperit viril - En Ruffy contra en Fujitora en un xoc cara a cara Otoko no iji - Rufi tai Fujitora makkō shōbu! (男の意地ルフィVS藤虎真向勝負!)                      | 29 de maig de 2016     | -                          |
| Law revela a Sengoku que té D. al seu nom, però decideix no capturar-lo i li aconsella que visqui la seva vida de la manera que prefereix, com hauria volgut Corazón; Llavors Law es reuneix amb Zoro i els altres mentre Fujitora recull tots els residus de la batalla a l'aire per atacar-los. En Ruffy també arriba en aquell moment i, decidit a no fugir mai més davant d'un poderós enemic, lliura una batalla amb l'almirall. | |                        |                            |
| 744 | El ferotge atac d'en Fujitora - La runa mortal que cobreix el cel Mōkō Fujitora - Ten o ōu zetsubō no gareki! (猛攻藤虎天を覆う絶望の瓦礫!)                          | 5 de juny de 2016      | -                          |
| Hajrudin agafa a en Ruffy i juntament amb els altres s'escapa de Fujitora cap als vaixells ancorats al port; Fujitora té la intenció de destruir tots els vaixells amb la runa recollida, però la població de Dressrosa aboca al port per aturar-los, agraint-li a en Ruffy i revelant que coneixen la veritat sobre Kyros i els nans. Mentrestant, els pirates es reuneixen al vaixell insígnia de la Yonta Maria, on Cavendish, Bartolomeo, Sai, Ideo, Leo, Hajrudin, Orlumbus i les seves respectives tripulacions ofereixen a Ruffy els seus serveis i li demanen que s'uneixi a la seva tripulació. | |                        |                            |
| 745 | Les copes dels nens! La flota dels Barret de Palla es format! Kobun no sakazuki kessei! Mugiwara dai sendan! (子分の盃 結成! 麦わら大船団!)                          | 12 de juny de 2016     | -                          |
| En Ruffy es nega a convertir-se en el líder de la flota explicant que no vol ser el cap de ningú, sinó lliure. Mentrestant, una flota de vaixells pirates que necessiten Doflamingo ataca en Ruffy i els altres, però és destruït per les runes que Fujitora s'estavella sobre ells. Mentrestant, els set capitans, entenent la filosofia d'en Ruffy, decideixen prometre-li lleialtat i ajuda en cas de necessitat i després iniciar un gran banquet. Fujitora agraeix a Ruffy per haver resolt les malifetes del govern mundial a Dressrosa quan la flota d'en Ruffy se'n va. | |                        |                            |
| 746 | Xoc dels més forts - Els monstres salvatges del Nou Món Gun'yūkakkyo - Arekuruu Shin Sekai no kaibutsu-tachi (群雄割拠 荒れ狂う新世界の怪物達)                       | 19 de juny de 2016     | -                          |
| La pau ha tornat ara a Dressrosa i CP0, dels quals sabem que està formada per antics membres del CP9, després d'haver buscat en va les armes que van fer desaparèixer els revolucionaris, es retira preguntant-se quin serà el següent objectiu de Ruffy. Mentrestant, al vaixell que el porta a Impel Down, Doflamingo li diu a Tsuru que esclatarà un enorme conflicte per la dominació dels mars ara que ja no hi és per frenar els monstres del Nou Món; el comboi de la Marina és vist pel vaixell de Jack, un subordinat de l'emperador Kaido, que decideix atacar. En el vaixell de Bartolomeo amb destinació a Zou, aquest mostra als membres de la tripulació les seves noves recompenses i Sanji diu estranyament "només viu". | |                        |                            |
| 747 | La fortalesa de plata - La gran aventura d'en Ruffy i Bartolomeo Gin no yōsai - Rufi to Baruto dai bōken (銀の要塞 ルフィとバルト大冒険)                             | 26 de juny de 2016     | -                          |
| (no extret del manga) En Ruffy i en Bartolomeo són capturats durant la nit per una aliança de pirates basada en Silver Mine, una illa propera a Dressrosa. El seu líder, Bill, ha reunit nombroses tripulacions de pirates mostrant-los com la unió de tots pot fer caure pirates més forts i afirma que un cop eliminats els oponents també poden apuntar als quatre emperadors. Quan en Ruffy, empresonat en una esfera de plata, està a punt de transformar-se en una estàtua pels poders de Bill, Bartolomeo acudeix a la seva ajuda tot i no poder utilitzar les seves barreres i els dos fugen de la base enemiga. Perseguit per Desire, un vell amic de Bartolomeo que ara serveix a Bill, tots tres acaben en un abisme i Bill desferma el seu assassí Avelon per eliminar-los. | |                        |                            |
| 748 | Un laberint subterrani - Luffy contra l'home minecart Chika meikyū - Rufi tai torokko ningen (地下迷宮 ルフィ対トロッコ人間)                                         | 3 de juliol de 2016    | -                          |
| (no extret del manga) En Ruffy, en Bartolomeo i en Desire es troben en una enorme mina i són atacats per Avelon. Obligats a fugir, els tres es troben amb miners que els expliquen que són antics subordinats de Bill forçats a treballar forçats per fracassar. El desig, salvat per Bill en el passat, canvia d'opinió sobre la veritable naturalesa del seu salvador. Atacats de nou per Avelon, en Ruffy i en Bartolomeo aconsegueixen alliberar-se dels seus impediments i derrotar-lo fàcilment. Assumint la derrota d'Avelon, Bill planeja col·lapsar la mina i enterrar-los amb vida. | |                        |                            |
| 749 | La tècnica d'espasa s'escalfa - Finalment apareixen en Zoro i en Law! Kengi Hakunestu - Rō Zoro Tsui ni Kenzan! (剣技白熱 ロー・ゾロ遂に見参!)                       | 10 de juliol de 2016   | -                          |
| (no extret del manga) En Ruffy, en Bartolomeo, en Desire i els miners intenten arribar a la superfície obstaculitzada per Peseta. Gràcies a la intervenció de Law, que els teletransporta a Kin'emon, poden arribar indemne. Quan Peseta s'enfronta a ells obertament, arriba Zoro i el derrota ràpidament. Mentre tornen tots a la nau, Bill arriba bloquejant el camí a en Ruffy, en Bartolomeo i en Desire. Mentrestant, el vaixell de Bartolomé està sent atacat pels homes de Bill. Aquest últim revela a Desire que és responsable de la mort dels seus companys i que va fingir salvar-la per utilitzar-la per als seus propòsits, desencadenant la ira d'en Ruffy. | |                        |                            |
| 750 | Una situació desesperada - En Ruffy lliura una batalla al límit Zettai Zetsumei - Rufi Kyokugen no Shakunetsu Sensen (絶対絶命 ルフィ極限の灼熱決戦)                 | 17 de juliol de 2016   | -                          |
| (no extret del manga) En Ruffy fa fora fàcilment a Bill i amb Bartolomeo i Desire es dirigeixen cap al vaixell. Impulsat per un misteriós individu que amenaça amb la pèrdua de la protecció del tresor daurat del "Monstre del Nou Món", Bill ingolla una gran quantitat de minerals, sofreix una metamorfosi i torna a atacar en Ruffy i els altres. Aquest últim, però, amb l'ajut de Bartolomé el torna a derrotar i fuig al vaixell amb els altres mentre l'illa, a causa dels poders desencadenats per Bill, s'enfonsa. Desire decideix marxar amb els seus companys i saluda Bartolomeo i els altres, mentre en Ruffy i els seus amics es dirigeixen cap a Zou. Mentrestant, Koala observa preocupat des de la distància l'illa de Gild Tesoro que, des de la seva base, comenta que la diversió està a punt de començar. | |                        |                            |

## 18a temporada: Zou
| #   | Títol en català | Data d'estrena al Japó | Data d'estrena a Catalunya |
| --- | --- | ---------------------- | -------------------------- |
| 751 | S'aixeca el teló a una nova aventura - Arribada a l'illa fantasma, Zou! Bōken kaimaku - Maboroshi no shima "Zō" tōchaku! (冒険開幕 幻の島「ゾウ」到着!)             | 31 de juliol de 2016   | -                          |
| 752 | El nou shichibukai - Apareix el fill del llegendari Barbablanca Shin Shichibukai densetsu - Shirohige no musuko tōjō (新七武海 伝説・白ひげの息子登場)              | 7 d'agost de 2016      | -                          |
| 753 | Una mortal pujada a l'elefant! La gran aventura en la part posterior de l'elefant gegant! Kesshi no tozō - Kyozō no se no dai-bōken! (決死の登象 巨象の背の大冒険!) | 21 d'agost de 2016     | -                          |
| 754 | Una batalla comença - Ruffy contra la tribu Mink! Sentō kaishi - Rufi tai Minku-zoku! (戦闘開始 ルフィvsミンク族!)                                                  | 28 d'agost de 2016     | -                          |
| 755 | Garchu! La tripulació del barret de palla es reuneix Garuchū ! Mugiwara no ichimi sai shūketsu (ガルチュー! 麦わらの一味再集結)                                     | 4 de setembre de 2016  | -                          |
| 756 | Una batalla comença - Ruffy contra la tribu Mink! Hangeki kaishi! Guruwara no ichimi daikatsuyaku! (反撃開始 ぐるわらの一味大活躍!)                                 | 11 de setembre de 2016 | -                          |
| 757 | Una amenaça que s'acosta - Jack de les pirates de les cent Bèsties! Kyoui shurai - Hyakujuu kaizokudan Jakku! (脅威襲来 百獣海賊団ジャック!)                        | 25 de setembre de 2016 | -                          |
| 758 | Rei del dia - Apareix el Duc Inuarashi! Hiru no ō! Inuarashi kōshaku tōjō! (昼の王 イヌアラシ公爵登場!)                                                             | 2 d'octubre de 2016    | -                          |
| 759 | Rei de la nit - Apareix el cap Cat-escurçó Yoru no ō! Nekomamushi no danna kenzan (夜の王 ネコマムシの旦那見参)                                                     | 11 de setembre de 2016 | -                          |
| 760 | La destrucció de la capital - Els Pirates de la cella de palla arriben a la terra! Shuto kaimetsu - Guruwara no ichimi jōriku! (首都壊滅 ぐるわらの一味上陸!)       | 16 d'octubre de 2016   | -                          |
| 761 | Carrera contra el temps - El vincle de Mink i la tripulació! Kokugen semaru - Minku-zoku to ichimi no kizuna! (刻限迫る ミンク 族と一味の絆!)                       | 23 d'octubre de 2016   | -                          |
| 762 | El vilà torna a casa - L'assassina emperadriu de Big Mama Akudō kikyō yon - Sumeragi Biggu Mamu no shikaku (悪童帰郷 四皇ビッグマムの刺客)                          | 30 d'octubre de 2016   | -                          |
| 763 | La veritat darrere de la desaparició - La invitació impactant a Sanji Shissō no shinjitsu - Sanji kyōgaku no shōtai jō (失踪の真実 サンジ驚愕の招待状)              | 6 de novembre de 2016  | -                          |
| 764 | Al meu grup de vilans - la nota de comiat de Sanji Yarō-domo e - Sanji wakare no okitegami (野郎共へ サンジ別れの置手紙)                                            | 13 de novembre de 2016 | -                          |
| 765 | Anem a veure el poderós Cat-Viper Nekomamushi no dan'na ni ai ni yukō (ネコマムシの旦那に会いに行こう)                                                              | 20 de novembre de 2016 | -                          |
| 766 | La decisió d'en Ruffy: crisi per l'abdicació de Sanji! Rufi ketsudan - Sanji dattai no kiki! (ルフィ決断 サンジ脱退の危機！)                                        | 27 de novembre de 2016 | -                          |
| 767 | Una situació explosiva: gos, gat i samurai! Isshokusokuhatsu - Inu to Neko to samurai! (一触即発 イヌとネコと侍！)                                                  | 4 de desembre de 2016  | -                          |
| 768 | Aquí en teniu el tercer! Aquí arriba el ninja - Raizo de la boira Sannin me! Ninja - Kiri no Raizō tōjō (三人目! 忍者 - 霧の雷ぞう登場)                             | 11 de desembre de 2016 | -                          |
| 769 | Una pedra vermella! Una guia per al One Piece Akai ishi! Wan Pīsu e no michishirube (赤い石! “ひとつなぎの大秘宝（ワンピース）”への道標)                            | 18 de desembre de 2016 | -                          |
| 770 | El secret del país de Wano: el clan Kozuki i el Poignee Griffe Wa no kuni no himitsu - Kōzuki-ke to Pōnegurifu (ワノ国の秘密 光月家と歴史の本文 (ポーネグリフ))     | 25 de desembre de 2016 | -                          |
| 771 | Un vot entre dos homes: en Ruffy i en Kozuki Momonosuke Otoko no chikai - Rufi to Kōzuki Momonosuke (男の誓い ルフィと光月モモの助)                                 | 8 de gener de 2017     | -                          |
| 772 | Viatge llegendari: gos, gat i rei pirata! Densetsu no kōkai - Inu to Neko to Kaizoku-Ō! (伝説の航海 イヌとネコと海賊王!)                                            | 15 de gener de 2017    | -                          |
| 773 | Retorn del malson: l'assalt de l'invulnerable Jack Akumu futatabi - Fujimi no Jakku kyōshū (悪夢再び 不死身のジャック強襲)                                          | 22 de gener de 2017    | -                          |
| 774 | Zoos Defensive Battle: en Ruffy i la Zunisha! Zō bōeisen - Rufi to Zunīsha! (ゾウ防衛戦 ルフィとズニーシャ！)                                                       | 29 de gener de 2017    | -                          |
| 775 | Desa Zunisha: l'operació de rescat del barret de palla! Zunīsha o sukue - Mugiwara resukyū dai-sakusen! (巨象を救え 麦わら救急大作戦！)                             | 5 de febrer de 2017    | -                          |
| 776 | Descend the Elephant - Salpa per la guarigione di Sanji! Wakare no gezō - Sanji dakkan no funade! (別れの下象 サンジ奪還の船出！)                                   | 12 de febrer de 2017   | -                          |
| 777 | Cap al somni: la princesa Bibi i la princesa Shirahoshi Reverī e - Oujo Bibi to Shirahoshi Hime (世界会議へ 王女ビビとしらほし姫)                                   | 19 de febrer de 2017   | -                          |
| 778 | Cap a la Reveria - Rebecca i el Regne Sakura Reverī e - Rebekka to Sakura Ōkoku (世界会議へ レベッカとサクラ王国)                                                   | 26 de febrer de 2017   | -                          |
| 779 | Torna Kaido - la pitjor generació amenaça! Kaidō futatabi - Kyōi semaru saiaku no sedai! (カイドウ再び 脅威迫る最悪の世代！)                                        | 5 de març de 2017      | -                          |
| 780 | Una cara de gana! En Ruffy i els reclutes de la Marina! Harapeko sensen - Rufy to kaigun rūkī (空腹戦線 ルフィと海軍超新星)                                         | 19 de març de 2017     | -                          |
| 781 | El trio persistent - la gran recerca dels pirates del barret de palla! Shūnen no san nin – Mugiwara hitoaji dai tsuigeki sen! (執念の３人 麦わら一味大追撃戦！)     | 26 de març de 2017     | -                          |
| 782 | El puny del diable - l'enfrontament! Ruffy vs. Grant Akuma no kobushi – Kessen! Rufi VS Guranto (悪魔の拳 決戦！ルフィVSグラント)                                   | 2 d'abril de 2017      | -                          |

## 19a temporada: Whole Cake Island
| #   | Títol en català | Data d'estrena al Japó | Data d'estrena a Catalunya |
| --- | --- | ---------------------- | -------------------------- |
| 783 | Sanji torna a casa - al territori de la mare gran! - To Big Mom Territory! Sanji kikyō – Biggu Mamu no kaiiki e! (サンジ 帰郷 ビッグ・マムの海域へ！)                               | 9 d'abril de 2017      | -                          |
| 784 | 0 i 4: una comparació amb Germa 66! Rei to Yon - Sōgū! Jeruma daburu shikkusu (0と4 遭遇！ジェルマ66)                                                                               | 16 d'abril de 2017     | -                          |
| 785 | La crisi del verí mortal - en Ruffy i en Reiju! Mōdoku no kiki - Rufi to Reiju! (猛毒の危機 ルフィとレイジュ！)                                                                     | 23 d'abril de 2017     | -                          |
| 786 | Tottolàndia! Apareix "Big Mom" un dels emperadors Tottorando! Yonkō Biggu Mamu tōjō! (万国！ 四皇ビッグ・マム登場)                                                                  | 30 d'abril de 2017     | -                          |
| 787 | La filla de l'emperador - Pudding de la promesa de Sanji Yonkō no musume - Sanji no konyakusha Purin (四皇の娘 サンジの婚約者プリン)                                                | 7 de maig de 2017      | -                          |
| 788 | Un gran atac! La crisi de la fam de la mare Dai-shingeki! Kui-wazurai no Mamu (大進撃! 食いわずらいのマム)                                                                          | 14 de maig de 2017     | -                          |
| 789 | El capital s'ensorra!? Big Mom i Jinbe Shuto hōkai!? Biggu Mamu to Jinbē (首都崩壊！？ ビッグ・マムとジンベエ)                                                                      | 21 de maig de 2017     | -                          |
| 790 | El castell de l'Emperadriu - l'arribada a Whole Cake Island Yonkō no shiro - Hōru Kēki Airando tōchaku (四皇の城 ホールケーキアイランド到着)                                        | 28 de maig de 2017     | -                          |
| 791 | Bosc de caramels - en Ruffy contra en Ruffy? Okashi na mori - Rufi tai Rufi!? (お菓子な森 ルフィＶＳルフィ！？)                                                                     | 4 de juny de 2017      | -                          |
| 792 | L'assassí de la mare - en Ruffy i el bosc de les temptacions! Mamu no shikaku - Rufi to yūwaku no mori! (マムの刺客 ルフィと誘惑の森！)                                             | 11 de juny de 2017     | -                          |
| 793 | El regne que viatja per mar - El rei del jutge Germa Kaiyū kokka - Jeruma no Ō Jajji (海遊国家 ジェルマの王ジャッジ)                                                                | 18 de juny de 2017     | -                          |
| 794 | Duel pare-fill - jutge contra Sanji! Oyako taiketsu - Jajji tai Sanji! (父子対決 ジャッジVSサン!)                                                                                   | 25 de juny de 2017     | -                          |
| 795 | Gran ambició - Big Mom i Caesar Kyodai na yabō - Biggu Mamu to Shīzā (巨大な野望 ビッグ・マムとシーザー)                                                                            | 2 de juliol de 2017    | -                          |
| 796 | Regne de les ànimes - el temible poder de la Mom! Tamashī no kuni - Mamu no osorubeki nōryoku! (魂の国 マムの恐るべき能力！)                                                        | 9 de juliol de 2017    | -                          |
| 797 | Primer oficial! - Arriba el cracker dels 3 generals de postres Dai kanbu! San shōsei Kurakkā tōjō (大幹部！三将星クラッカー登場)                                                    | 16 de juliol de 2017   | -                          |
| 798 | Un enemic de 800 milions - en Ruffy contra un cracker de 1000 armes Hachi oku no teki - Rufi tai senju no Kurakkā (8億の敵 ルフィVS千手のクラッカー)                                | 23 de juliol de 2017   | -                          |
| 799 | Full Power Battle - Gear Fourth vs Bis Bis power Zenryoku shōbu - Gia Fōsu tai Bisu Bisu no chikara (全力勝負 ギア 4VSビスビスの能力)                                               | 30 de juliol de 2017   | -                          |
| 800 | 1 i 2 - Reunió! La família Vinsmoke Ichi to Ni - Shūketsu! Vinsumōku-ke (1と2 集結！ヴィンスモーク家)                                                                               | 6 d'agost de 2017      | -                          |
| 801 | La vida del benefactor - Sanji i el mestre Zeff Onjin no inochi - Sanji to ōnā Zefu (恩人の命 サンジと料理長ゼフ)                                                                   | 13 d'agost de 2017     | -                          |
| 802 | La ira de Sanji: el secret de Germa 66 Ikari no Sanji - Jeruma daburu shikkusu no himitsu (怒りのサンジ ジェルマ66の秘密)                                                           | 20 d'agost de 2017     | -                          |
| 803 | El passat abandonat: Sanji Vinsmoke Suteta kako - Vinsumōku Sanji (捨てた過去 ヴィンスモーク・サンジ)                                                                               | 27 d'agost de 2017     | -                          |
| 804 | Cap al mar de l'Est - la decidida sortida de Sanji Īsuto Burū e - Sanji ketsui no funade (東の海イーストブルーへ サンジ決意の船出)                                                  | 3 de setembre de 2017  | -                          |
| 805 | Desafia els teus límits - en Ruffy i les galetes infinites Genkai shōbu - Rufi to mugen bisuketto (限界勝負 ルフィと無限ビスケット)                                                 | 17 de setembre de 2017 | -                          |
| 806 | El poder de la sacietat - el nou Gear Fourth Tank Man Manpuku no chikara - Shin Gia Fōsu Tankuman! (満腹の力 新ギア４タンクマン！)                                                  | 24 de setembre de 2017 | -                          |
| 807 | El duel més trist - Ruffy contra Sanji (primera part) Kanashiki kettō - Rufi VS Sanji (zenpen) (哀しき決闘 ルフィVSサンジ (前編))                                                   | 1 d'octubre de 2017    | -                          |
| 808 | El duel més trist - Ruffy contra Sanji (part 2) Kanashiki kettō - Rufi VS Sanji (kōhen) (哀しき決闘 ルフィVSサンジ (後編))                                                          | 1 d'octubre de 2017    | -                          |
| 809 | Tempesta venjatiu - irromp l'exèrcit furiós Fukushū no arashi - Ikari no gundan shūrai! (復讐の嵐 怒りの軍団襲来！)                                                                 | 15 d'octubre de 2017   | -                          |
| 810 | End of Adventure - Sanji's Resolute Proposal Bōken no owari - Sanji ketsui no puropōzu (冒険の終わり サンジ決意のプロポーズ」)                                                      | 22 d'octubre de 2017   | -                          |
| 811 | Esperaré aquí - en Ruffy contra l'exèrcit enfurismat de matsu - Rufi tai ikari no gundan (ここで待つ ルフィVS怒りの軍団)                                                            | 29 d'octubre de 2017   | -                          |
| 812 | Infiltració del castell - robeu-lo! The Road Poignee Griffe Shatō sennyū - Ubae! Rōdo Pōnegurifu (城内シャトー潜入 奪え！ ロード歴史の本文ポーネグリフ)                             | 5 de novembre de 2017  | -                          |
| 813 | Cara a cara - en Ruffy i Big Mom Innen no taimen - Rufi to Biggu Mamu! (因縁の対面 ルフィとビッグ・マム！)                                                                          | 12 de novembre de 2017 | -                          |
| 814 | Soul Cry - la ràpida operació de Brook i Pedro Tamashī no sakebi - Burukku & Pedoro dengeki sakusen (魂の叫び ブルック＆ペドロ電撃作戦)                                             | 19 de novembre de 2017 | -                          |
| 815 | Adéu - les llàgrimes decisives de Pudding Sayonara - Purin namida no ketsui (さよなら プリン涙の決意)                                                                               | 26 de novembre de 2017 | -                          |
| 816 | El destí de l'ull esquerre: Pedro contra el baró Tamago Hidarime no innen - Pedoro tai Tamago danshaku (左眼の因縁 ペドロVSタマゴ男爵)                                              | 3 de desembre de 2017  | -                          |
| 817 | Cigarreta mullada - la nit anterior al casament de Sanji Shikemoku - Sanji no kekkon zenya (シケモク サンジの結婚前夜)                                                              | 10 de desembre de 2017 | -                          |
| 818 | The Undaunted Soul - Brook vs Big Mom Fukutsu no sōru - Burukku tai Biggu Mamu (不屈の魂 ブルックVSビック・マム)                                                                    | 17 de desembre de 2017 | -                          |
| 819 | El desig de Sora - Sanji, l'error de Germa Sora no negai - Jeruma no shippaisaku Sanji (母の願い ジェルマの失敗作サンジ)                                                            | 24 de desembre de 2017 | -                          |
| 820 | Per arribar a Sanji - el salt infernal venjatiu d'en Ruffy! Sanji no moto e - Rufi gyakushū no dai gekisō! (サンジの元へ ルフィ逆襲の大激走!)                                       | 7 de gener de 2018     | -                          |
| 821 | Raging Chateau - en Ruffy al lloc de la reunió Shatō dōran - Rufi yakusoku no basho e (城内動乱 ルフィ約束の場所へ)                                                                 | 14 de gener de 2018    | -                          |
| 822 | Decidit a dir adéu - Sanji i el dinar del barret de palla Wakare no ketsui - Sanji to Mugiwara bentō (別れの決意 サンジと麦わら弁当)                                                | 21 de gener de 2018    | -                          |
| 823 | L'emperadriu dona la volta - el gran pla de rescat de Brook! Yonkō no negaeri - Burukku kyūshutsu dai sakusen! (四皇の寝返り ブルック救出大作戦！)                                  | 28 de gener de 2018    | -                          |
| 824 | The Place of Promise - Ruffy Edge Fight Yakusoku no basho - Rufi genkai no ikki uchi (約束の場所 ルフィ限界の一騎打ち)                                                              | 4 de febrer de 2018    | -                          |
| 825 | Mentider - en Ruffy i en Sanji Usotsuki - Rufi to Sanji (ウソつき ルフィとサンジ)                                                                                                   | 11 de febrer de 2018   | -                          |
| 826 | Sanji torna - Crash! The Tea Party from Hell Sanji fukkatsu - Kowase! Jigoku no ochakai (サンジ復活 壊せ! 地獄のお茶会)                                                             | 18 de febrer de 2018   | -                          |
| 827 | Una reunió secreta! Ruffy contra els pirates Firetank Mikkai! Rufi tai Faiatanku kaizoku-dan (密会！ルフィVSファイアタンク海賊団)                                                   | 4 de març de 2018      | -                          |
| 828 | El pacte mortal - les forces aliades de Ruffy i Bege! Shi no kyōtei - Rufi Bejji rengō-gun! (死の協定 ルフィ&ベッジ連合軍!)                                                         | 18 de març de 2018     | -                          |
| 829 | El pla secret d'en Ruffy abans que pugi el teló! La conspiració per a la cerimònia del casament Rufi anyaku kaien chokuzen! Inbō no kekkonshiki (ルフィ暗躍 開演直前！陰謀の結婚式) | 25 de març de 2018     | -                          |
| 830 | Comença la reunió familiar! The Tea Party from Hell Famirī shūketsu kaien! Jigoku no ochakai (家族集結 開宴！地獄のお茶会)                                                          | 1 d'abril de 2018      | -                          |
| 831 | La parella falsa - l'entrada de Sanji i Pudding! Kamen fūfu - Sanji ♡ Purin nyūjō! (仮面夫婦 サンジ♡プリン入場！)                                                                   | 8 d'abril de 2018      | -                          |
| 832 | Petó de la mort - comença el pla per a l'assassinat de l'emperador! Shi no kisu - Yonkō ansatsu sakusen kaishi! (死のキス 四皇暗殺作戦開始)                                         | 15 d'abril de 2018     | -                          |
| 833 | Oferint una tassa de sake! El cavalleresc Jinbe paga el seu deute Sakazuki henjō! Otoko Jinbei no otoshimae (盃返上! 侠客ジンベエの落とし前)                                        | 22 d'abril de 2018     | -                          |
| 834 | El pla falla!? Els pirates de la Big Mom lluiten contra Sakusen shippai!? Hangeki no Biggu Mamu kaizoku-dan (作戦失敗!? 反撃のビッグ・マム海賊団)                                   | 29 d'abril de 2018     | -                          |
| 835 | Corre, Sanji - SOS! Germa 66 Hashire Sanji - SOS! Jeruma daburu shikkusu (走れサンジ SOS!ジェルマ66)                                                                                | 6 de maig de 2018      | -                          |
| 836 | El misteri de la mare - Erbaf i el petit monstre Mamu no himitsu - Erubafu to chīsana kaibutsu (マムの秘密 巨人の島と小さな怪物)                                                    | 13 de maig de 2018     | -                          |
| 837 | Aniversari de la Mom - el dia que va desaparèixer Caramel Mamu tanjō - Karumeru ga kieta hi (マム誕生 カルメルが消えた日)                                                           | 20 de maig de 2018     | -                          |
| 838 | L'explosió del llançador! El moment de l'assassinat de Big Mom Ranchā sakuretsu! Biggu Mamu ansatsu no toki (兵器炸裂! ビッグ·マム暗殺の瞬間)                                       | 27 de maig de 2018     | -                          |
| 839 | Evil Army - Transformació! Germa 66 Aku no gundan - Henshin! Jeruma daburu shikkusu (悪の軍団 変身!ジェルマ66)                                                                      | 3 de juny de 2018      | -                          |
| 840 | Tallar la relació pare-fill - Sanji i Judge Oyako no ketsubetsu - Sanji to Jajji (父子の訣別 サンジとジャッジ)                                                                      | 10 de juny de 2018     | -                          |
| 841 | Escapa de la festa del te! Ruffy vs Big Mom Chakai dasshutsu! Rufi tai Biggu Mamu (茶会脱出! ルフィVSビック・マム)                                                                  | 17 de juny de 2018     | -                          |
| 842 | Comença l'execució - l'exèrcit aliat d'en Ruffy ha estat esborrat? Shokei kaishi - Rufi rengō gun zenmetsu!? (処刑開始 ルフィ連合軍全滅!?)                                          | 24 de juny de 2018     | -                          |
| 843 | El castell s'enfonsa - la tripulació del barret de palla comença la gran fugida! Shatō hōkai - Mugiwara no ichimi dai dassō sutāto! (巨城崩壞 麦わら一味大脱走開始!)                | 1 de juliol de 2018    | -                          |
| 844 | La llança d'Erbaf - assalt! La mare gran vola pel cel Erubafu no yari - Kyōshū! Sora kakeru Biggu Mamu (巨人の槍 強襲! 空翔るビッグ·マム)                                           | 8 de juliol de 2018    | -                          |
| 845 | La determinació de Pudding - Big Blazes! El bosc de les temptacions Purin no ketsui - Dai enjō! Yūwaku no mori (プリンの決意 大炎上! 誘惑の森)                                      | 15 de juliol de 2018   | -                          |
| 846 | El contraatac del tro - Nami i el tempestuós Zeus! Hangeki no ikazuchi - Nami to raiun Zeusu! (反撃の雷 ナミと雷雲ゼウス!)                                                          | 22 de juliol de 2018   | -                          |
| 847 | Chance Encounter - Sanji i el malvat Pudding enamorat Gūzen no saikai - Sanji to koisuru aku Purin (偶然の再会 サンジと恋する悪プリン)                                              | 29 de juliol de 2018   | -                          |
| 848 | Protegeix el Sunny - lluita amb coratge! Chopper & Brook Sanī o mamore - Funsen! Choppā ando Burukku (サニーを守れ 奮戦! チョッパー&ブルック)                                       | 5 d'agost de 2018      | -                          |
| 849 | Abans de l'alba - El líder dels guardians Pedro Yoake mae - Gādianzu danchō Pedoro (夜明け前 侠客団団長ペド)                                                                        | 12 d'agost de 2018     | -                          |
| 850 | Definitivament hi tornaré - en Ruffy llest per embarcar-se al risc de la seva vida. Kanarazu modoru - Rufi inochigake no shukkō! (必ず戻る ルフィ命がけの出航!)                     | 19 d'agost de 2018     | -                          |
| 851 | The Billion Man - Katakuri, el més fort dels tres dolços generals Jūoku no otoko - Saikyō no san Shōsei Katakuri (10億の男 最強の3将星カタクリ)                                     | 26 d'agost de 2018     | -                          |
| 852 | Comença la baralla - en Ruffy contra Katakuri Gekitō kaimaku - Rufi tai Katakuri (激闘開幕 ルフィVSカタクリ)                                                                        | 2 de setembre de 2018  | -                          |
| 853 | The Green Room - L'invencible timoner, Jinbe Gurīn Rūmu - Muteki no sōda-shu Jinbē (波の部屋 無敵の操舵手ジンベエ)                                                                  | 16 de setembre de 2018 | -                          |
| 854 | Mogura's Menace - la lluita silenciosa d'en Ruffy! Mogura no kyōi - Rufi chinmoku no tatakai! (土竜の脅威 ルフィ沈黙の戦い!)                                                        | 23 de setembre de 2018 | -                          |
| 855 | El final de la batalla mortal? La ira de Katakuri desperta Shitō kecchaku!? Katakuri ikari no kakusei (死闘決着!? カタクリ怒りの覚醒)                                               | 30 de setembre de 2018 | -                          |
| 856 | El secret prohibit - el berenar de Katakuri Kindan no himitsu - Katakuri no merienda (禁断の秘密 カタクリのおやつの時間)                                                            | 7 d'octubre de 2018    | -                          |
| 857 | El contraatac d'en Ruffy - la debilitat de l'invencible Katakuri! Rufi hangeki - Muteki Katakuri no jakuten! (ルフィ反撃 無敵カタクリの弱点!)                                       | 14 d'octubre de 2018   | -                          |
| 858 | Crisi de nou! Gear Fourth contra Muso Donuts Pinchi futatabi! Gia Fōsu tai Musō Dōnatsu (危機再び！ギア4VS無双ドーナツ)                                                             | 21 d'octubre de 2018   | -                          |
| 859 | Gasa, filla rebel - operació de transport de pastissos de Sanji Hangyaku no Shifon - Sanji no kēki yusō dai sakusen (反逆の娘 サンジのケーキ輸送大作戦)                             | 28 d'octubre de 2018   | -                          |
| 860 | A Manly Way to Live - La determinació dels capitans Ruffy i Bege Otoko no ikizama - Bejji to Rufi senchō no ketsui (男の生き様 ベッジとルフィ船長の決意)                            | 4 de novembre de 2018  | -                          |
| 861 | El pastís s'ha enfonsat? La batalla per la fugida de Sanji i Bege Kēki chinbotsu!? Sanji to Bejji tōbōsen (ケーキ沈没！？ サンジ&ベッジ逃亡戦)                                      | 11 de novembre de 2018 | -                          |
| 862 | Sulong - La gran transformació misteriosa de la pastanaga Suron - Kyarotto shinpi no dai henshin (月の獅子 キャロット神秘の大変身)                                                  | 18 de novembre de 2018 | -                          |
| 863 | Avanç - Gran batalla naval de l'equip de barrets de palla! Toppa seyo - Mugiwara no ichimi dai kaisen! (突破せよ 麦わらの一味大海戦！)                                              | 25 de novembre de 2018 | -                          |
| 864 | Finalment la lluita - l'emperador contra la tripulació del barret de palla Tsuini gekitotsu - Yonkō tai Mugiwara no ichimi (遂に激突 四皇VS麦わらの一味)                            | 9 de desembre de 2018  | -                          |
| 865 | Els preceptes del rei fosc - la batalla contra Katakuri es capgira Meiō jikiden - Katakuri-sen dai gyakuten kaishi (冥王直伝 カタクリ戦大逆転開始)                                  | 16 de desembre de 2018 | -                          |
| 866 | Torna finalment - Sanji, l'home que atura Big Mom Tsuini kikan - Yonkō o tomeru otoko Sanji (遂に帰還 四皇を止める男サンジ)                                                         | 23 de desembre de 2018 | -                          |
| 867 | Lurking in the Dark - The Assassin Attacks Ruffy! Yami ni hisomu - Rufi o osou ansatsusha! (闇に潜む ルフィを襲う暗殺者！)                                                          | 6 de gener de 2019     | -                          |
| 868 | A Man's Determination - El gran combat mortal de Katakuri Otoko no kakugo - Katakuri inochigake ōshōbu (男の覚悟 カタクリ命がけ大勝負)                                              | 13 de gener de 2019    | -                          |
| 869 | Despertar - el color de l'observació que supera el més fort! Mezamero - Saikyō o koeru kenbun-shoku! (目覚めろ 最強を越える見聞色!)                                                 | 20 de gener de 2019    | -                          |
| 870 | Un cop d'excel·lent velocitat - s'ha activat una altra aplicació Gear Fourth! Shinsoku no ken - Aratanaru Gia Fōsu hatsudō! (神速の拳 新たなるギア4発動！)                          | 27 de gener de 2019    | -                          |
| 871 | Finalment s'ha acabat - el colofó de la intensa lluita contra Katakuri Tsuini shūketsu - Sōzetsu Katakuri-sen no yukue (遂に終結 壮絶カタクリ戦の行方)                              | 3 de febrer de 2019    | -                          |
| 872 | Una situació desesperada - l'atrapament de ferro d'en Ruffy! Zettai zetsumei - Teppeki no Rufi hōimō! (絶体絶命 鉄壁のルフィ包囲網!)                                                | 10 de febrer de 2019   | -                          |
| 873 | Salvat d'un cert final - els formidables reforços de Germa! Kishi kaisei - Saikyō no engun Jeruma! (起死回生 最強の援軍ジェルマ!)                                                   | 17 de febrer de 2019   | -                          |
| 874 | L'última esperança - arriben els pirates del sol Saigo no toride - Taiyō no kaizoku-dan arawaru (最後の砦 タイヨウの海賊団現る)                                                     | 24 de febrer de 2019   | -                          |
| 875 | Sabor captivador - el pastís de la felicitat de Sanji Miwaku no aji - Shiawase no Sanji no kēki (魅惑の味 幸せのサンジのケーキ)                                                     | 3 de març de 2019      | -                          |
| 876 | Un home de justícia i humanitat - l'últim gran corrent oceànic de Jinbe Jingi no otoko - Jinbē kesshi no daikairyū (仁義の漢 ジンベエ決死の大海流)                                  | 17 de març de 2019     | -                          |
| 877 | Temps de comiat - l'última "sol·licitud" de Pudding Sekibetsu no toki - Purin saigo no “onegai„ (惜別の時 プリン最後の“お願い„)                                                     | 24 de març de 2019     | -                          |
| 878 | El món està impactat - arriba el cinquè emperador del mar! Sekai kyōgaku - Dai go no umi no kōtei arawaru! (世界驚愕 第五の海の皇帝現る！)                                          | 31 de març de 2019     | -                          |
| 879 | Cap a la Reveria - Reunió! Els aliats del barret de palla Reverī e - Shūketsu! Mugiwara no meiyū-tachi (世界会議 へ 集結！麦わらの盟友達)                                           | 7 d'abril de 2019      | -                          |
| 880 | Sabo actua - apareixen els comandants de l'exèrcit revolucionari! Sabo ugoku - Kakumei-gun zen Guntaichō tōjō! (サボ動く 革命軍全軍隊長登場!)                                       | 14 d'abril de 2019     | -                          |
| 881 | Entrant en acció - el implacable nou gran almirall, Sakazuki Ugokidasu - Shūnen no shin gensui Sakazuki (動き出す 執念の新元帥サカズキ)                                             | 21 d'abril de 2019     | -                          |
| 882 | La guerra suprema - la voluntat heretada del rei pirata Chōjō sensō - Tsugareta Kaizoku-ō no ishi (頂上戦争 継がれた海賊王の意思)                                                   | 28 d'abril de 2019     | -                          |
| 883 | Un pas per davant del somni - el camí de Shirahoshi cap al sol! Yume no ippo - Shirahoshi taiyō no moto e! (夢の一歩 しらほし太陽の下へ!)                                           | 5 de maig de 2019      | -                          |
| 884 | M’agradaria tornar-lo a veure - els sentiments de Vivi i Rebecca Aitai - Bibi to Rebekka no omoi (会いたい ビビとレベッカの想い)                                                    | 12 de maig de 2019     | -                          |
| 885 | La foscor de la terra sagrada - el misteriós barret de palla gegant Seichi no yami - Nazo no kyodaina mugiwara-bōshi (聖地の闇 謎の巨大な麦わら帽子)                                | 19 de maig de 2019     | -                          |
| 886 | La tumultuosa terra sagrada - objectiu de la princesa Shirahoshi! Seichi sōzen - Nerawareta Shirahoshi-hime! (聖地騒然 狙われたしらほし姫！)                                        | 26 de maig de 2019     | -                          |
| 887 | Situació explosiva - dos emperadors apunten a en Ruffy Isshoku sokuhatsu - Rufi nerau futari no Yonkō (一触即発 ルフィ狙う二人の四皇)                                               | 2 de juny de 2019      | -                          |
| 888 | Angry Sabo - la tragèdia de l'exoficial de Kuma de l'exèrcit revolucionari Sabo ikaru - Kakumei-gun kanbu Kuma no higeki (サボ怒る 革命軍幹部くまの悲劇)                            | 9 de juny de 2019      | -                          |
| 889 | Finalment comença - la Rêverie plena de conspiracions! Tsui ni kaimaku - Inbō uzumaku Reverī! (遂に開幕 陰謀渦巻く世界会議!)                                                        | 16 de juny de 2019     | -                          |
| 890 | Marco! El guardià de l'últim record de Barbablanca Maruko! Shirohige no katami no shugosha (マルコ！白ひげの形見の守護者)                                                           | 23 de juny de 2019     | -                          |
| 891 | Pujant per una cascada! Un gran viatge a les aigües del país de Wa! Takinobori! Wa no Kuni no kaiiki dai-kōkai! (滝登り! ワノ国の海域大航海)                                        | 30 de juny de 2019     | -                          |

## 20a temporada: País de Wano
| # | Títol en català | Data d'estrena al Japó | Data d'estrena a Catalunya |
| --- | --- | ---------------------- | -------------------------- |
| 892 | El país de Wano! Cap al país dels cirerers i samurais balladors Wa no Kuni! Sakuramau samurai no kuni e (ワノ国! 桜舞うサムライの国へ)                                | 7 de juliol de 2019    | -                          |
| A la direcció de Kin'emon Zoro, Franky, Usopp i Robin s'han infiltrat al país de Wano amb identitats fictícies: Zoro és un ronin, Franky treballa de fuster, Usopp com a venedor i Robin com a geisha. Zoro és acusat de ser un assassí, arrestat i obligat pel magistrat a cometre seppuku. Abans d'acabar-lo, s'adona que el mateix magistrat és l'autèntic assassí i el mata amb una poderosa pestanya del ganivet que li van donar per suïcidar-se. Mentrestant, en Ruffy es desperta sol a la platja amb el Sunny encallat no gaire lluny i escolta un soroll que s'acosta. | |                        |                            |
| 893 | Apareix O-Tama - en Ruffy contra l'exèrcit de Kaido! O-Tama tōjō - Rufi tai Kaidō-gun! (お玉登場 ルフィVSカイドウ軍！)                                                | 14 de juliol de 2019   | -                          |
| Quan Zoro es desfà dels guàrdies presents i s'esvaeix convertint-se en un home buscat, en Ruffy veu un gos gegant i un babuí gegant que arriben a la platja enfrontats. Dos homes també arriben al lloc i ataquen en Ruffy, però ell els derroca amb facilitat. Els dos ordenen al babuí que el matin, però en Ruffy utilitza Ambition per sotmetre'l, descobrint que els dos havien capturat una nena acusada de ser partidària del clan Kozuki. Aquest darrer, anomenat O-Tama, treu un dango de la galta i l'alimenta al babuí, fent-lo fidel als seus manaments. | |                        |                            |
| 894 | Coming - The Legend of Ace al país de Wano! Kanarazu kuru - Wa no Kuni no Ēsu densetsu! (必ず来る ワノ国のエース伝説！)                                               | 21 de juliol de 2019   | -                          |
| Després d'assegurar el Sunny, O-Tama porta a en Ruffy a la casa on viu amb el seu amo, el ferrer d'espases Tenguyama Hitetsu, i li prepara un àpat per donar-li les gràcies i després marxar un moment. Hitetsu arriba immediatament després i ataca en Ruffy acusant-lo d'haver menjat el menjar que li devien a O-Tama, però la nena intervé per explicar el malentès, de sobte se sent malament per haver begut l'aigua del riu. Hitetsu explica que el riu està contaminat per les fàbriques de Kaido i que el pirata X Drake, sota les seves ordres, va destruir el poble una mica més d'un any abans. Ara la capital és l'únic lloc que no és un erm, però els dos encara hi viuen esperant el retorn del pirata Ace. En Ruffy els revela que malauradament esperen en va ja que l'Ace és mort i Hitetsu li explica que, naufragat a l'illa, l'Ace els va ajudar quatre anys abans durant una fam. Mentrestant, Basil Hawkins, també subordinat de Kaido, va a investigar els soldats derrotats per en Ruffy. | |                        |                            |
| 895 | Saga especial! Cidre, el caçador de recompenses més fort Tokubetsu-hen! Saikyō no shōkin kari Shīdoru (特別編！ 最強の賞金狩りシードル)                               | 28 de juliol de 2019   | -                          |
| (no del manga, especial de One Piece: Estampida) El pirata Festa contacta amb el caçador de recompenses Cidre, dient-li que Douglas Bullet i Monkey D. Ruffy estaran presents al proper Festival Pirata. Cidre respon que ja s'encarrega d'aquest últim, de fet els seus homes ataquen el Sunny al mig del mar mitjançant tecnologies basades en la carbonatació. En Ruffy i la seva tripulació, trobats en problemes, utilitzen el Coup de Burst per escapar de l'emboscada i arribar a una illa propera per repostar amb cola. En Ruffy s'ofereix a fer la missió de tenir l'oportunitat d'explorar l'illa, rica en fonts d'aigua amb gas; és dirigit a la fàbrica de cola, però se li diu que està en mans del gremi de Cidre. Pel camí, en Ruffy torna a ser atacat pels caçadors de recompenses de Cidre i, a trets, acaba en un bany termal on coneix la Boa Hancock. Els dos són atacats pels caçadors de recompenses de Cidre dirigits per Ginger que, arraconats pels dos, els fa retirar-se omplint l'aire de diòxid de carboni. En Ruffy i en Hancock es dirigeixen a la fàbrica, on són enfrontats per Cidre i els seus homes. | |                        |                            |
| 896 | Saga especial! Xoc! En Ruffy contra el rei de la carbonatació Tokubetsu-hen! Kessen! Rufi tai tansan-ō (特別編！ 決戦！ルフィVS炭酸王)                                | 4 d'agost de 2019      | -                          |
| (no del manga, especial de One Piece: Estampida) En Ruffy i en Hancock s'enfronten contra Cidre i Guarana, per unir-se només a les germanes de Ginger i Hancock. El gremi de Cidre decideix retirar-se a la fàbrica i, mentre Hancock derrota fàcilment a Ginger i Guarana per fora, en Ruffy arriba a Cidre per dins, on ha vestit el seu equip més fort. Després d'un breu enfrontament, en Ruffy s'imposa a l'adversari i agafa la invitació al Festival Pirata que tenia amb ell. En Ruffy i la seva tripulació, després de concertar una cita amb Hancock al Festival Pirata, carreguen la cola necessària i es dirigeixen cap allà, descobrint que hi haurà un esdeveniment relacionat amb el tresor de Roger. Mentrestant, Festa preveu l'inici del Festival que el portarà a dominar el món, mentre que les altres Onze Supernoves es dirigiran al Festival. | |                        |                            |
| 897 | Estalvieu O-Tama - Barret de palla al desert! O-Tama sukue - Mugiwara kōya o kakeru! (お玉救え 麦わら荒野を駆ける！)                                                  | 11 d'agost de 2019     | -                          |
| Ruffy porta O-Tama i una espasa amb ell per anar a buscar un metge i una mica de menjar. Hitetsu li adverteix que l'espasa que ha pres és una espasa maleïda, el Nidai Kitetsu, però ignora les advertències. En Ruffy i O-Tama, a la part posterior del gos gegant Komachiyo, surten del bosc de bambú, observant que hi ha un terreny erm habitat per ferotges bèsties que, bevent aigua contaminada, no poden alimentar O-Tama. Al llarg del camí, els dos topen amb Zoro, que acaba de salvar una dona sent perseguida per dos subalterns de Kaido. A mesura que actualitzen els esdeveniments recents, se'ls uneix Basil Hawkins que els reconeix i es prepara per confrontar-los amb els seus homes. | |                        |                            |
| 898 | L'estrel · la! Apareix el mag Hawkins Shin'uchi! Majutsushi Hōkinsu tōjō (真打ち! 魔術師ホーキンス登場)                                                               | 18 d'agost de 2019     | -                          |
| Hawkins desferma els seus subalterns contra en Ruffy i en Zoro que, no obstant això, els derroten amb facilitat. Aquest últim talla Hawkins al cap, però el cop fa fer mal a un altre subordinat gràcies als poders de la palla de palla Hawkins Fruit del diable. En trobar-se amb dificultats, convoca un fetitxe gegant i comença a extreure cartes per activar efectes potents que superen les seves possibilitats, però que també suposen un risc de desavantatge: la primera carta converteix de fet un dels seus subordinats contra els altres. Mentrestant, Komachiyo, en adonar-se que O-Tama empitjora, s'emporta en Ruffy i en Zoro i fuig de la batalla; Mentrestant, Hawkins ha extret una segona carta i desencadena el fetitxe gegant contra ells. | |                        |                            |
| 899 | Inevitable Defeat - The Straw Man Onslaught! Haiboku kakutei - Sutorō man no mōkō! (敗北確定 ストローマンの猛攻！)                                                    | 25 d'agost de 2019     | -                          |
| El fetitxe gegant ataca en Ruffy i els altres, però Zoro se li posa de peu i finalment aconsegueix destruir-lo, ferint en conseqüència a Hawkins que, però, torna a transferir el dany als seus subordinats. Sorteja una nova carta descobrint que algú ajudarà els tres, ara lluny. En Ruffy i els altres, de fet, van arribar a una cruïlla de camins i van descobrir que O-Tsuru, la dona salvada per Zoro, havia romàs amagada a la cua de Komachiyo fins aleshores; la dona els convida a anar a la seva casa de te per donar a O-Tama una tisana curativa. Mentrestant, al poble de Kuri, la minyona O-Kiku és assetjada per la yokozuna Urashima que la insta a casar-se amb ell, però són interrompudes per l'arribada d'en Ruffy i els altres. Urashima se'n va i O-Tsuru prepara la infusió curativa. Mentrestant, no gaire lluny, els pirates Heart detecten en Ruffy i en Zoro i es preparen per avisar el seu capità Trafalgar Law. Mentrestant, a Onigashima, Kaido espera alguna cosa en silenci. | |                        |                            |
| 900 | El millor dia - el primer oshiruko d'O-Tama Saikō no hi - O-Tama hajimete no oshiruko (最高の日 お玉初めてのおしるこ)                                                 | 1 de setembre de 2019  | -                          |
| O-Tama es recupera gràcies a la infusió i, veient-la famolenca, O-Tsuru li ofereix menjar fent-la molt feliç. Llavors, la dona explica a en Ruffy i en Zoro, sentint que són estrangers, que fins vint anys abans el país estava governat per la família Kozuki i Oden els vigilava des del castell al turó proper. Ara la ciutat de Kuri es coneix com la "ciutat de les restes" perquè sobreviu de les restes de la propera ciutat de Bakura, on viuen els funcionaris del nou shogun, Orochi. Mentre parlen, de sobte són atacats per un arquer sota Kaido i, mentre estan ocupats amb la lluita contra ell, un altre segresta a O-Tama que la condueix cap a Bakura. | |                        |                            |
| 901 | Entrant al territori enemic - la ciutat de Bakura, on prosperen els oficials! Tekijin totsunyū - Yakunin habikoru Bakura-chō! (敵陣突入 役人はびこる博羅町!)          | 8 de setembre de 2019  | -                          |
| Restringit per l'arquer, en Ruffy i en Zoro van sortir a l'esquena de Komachiyo per rescatar O-Tama, acompanyats d'O-Kiku, que revela que en realitat és un samurai molt coneixedor dels homes de Kaido. Mentrestant, O-Tama és dirigit per Holdem, un oficial de Kaido amb un cap de lleó sensible a l'estómac, que la pregunta per saber quin poder ha domesticat el babuí traient una bola de la galta. La nena, conscient que el seu poder seria molt convenient per a l'enemic, es nega a parlar i Holdem intenta forçar-la amb les tenalles. Mentrestant, Trafalgar Law, alarmat per la seva tripulació de la sortida en Ruffy, es prepara per unir-se a ell per aturar-lo. Mentrestant, en Ruffy, en Zoro i l'O-Kiku arriben a les portes de Bakura intentant superar els guàrdies. | |                        |                            |
| 902 | Apareix Yokozuna - l'invencible Urashima persegueix O-Kiku! Yokozuna tōjō - O-Kiku nerau muteki no Urashima! (横綱登場 お菊狙う無敵の浦島!)                           | 15 de setembre de 2019 | -                          |
| Utilitzant l'Ambició, en Ruffy s'elimina dels guàrdies i juntament amb Zoro i O-Kiku s'aventuren a la ciutat a la recerca d'O-Tama. Els tres arriben a un ring on Urashima disputa partits de sumo; veu a O-Kiku i creu que ha vingut a casar-se amb ell, així que fa que els seus menuts la portin al ring. Però quan intenta besar-la, O-Kiku l'evita i li talla els cabells, humiliant-lo; furiós, el yokozuna la llança contra ella, però en Ruffy intervé al ring i frena el cop d'Urashima. | |                        |                            |
| 903 | Una decisiva lluita de sumo - barret de palla contra el yokozuna més fort! Sumō kessen - Mugiwara tai saikyō no yokozuna! (相撲決戦 麦わらVS最強の横綱!)              | 22 de setembre de 2019 | -                          |
| En Ruffy s'enfronta a Urashima en un partit de sumo. Després d'esquivar fàcilment els seus atacs, el colpeja amb un fort cop, derrocant-lo a la casa on Holdem intenta descobrir el poder d'O-Tama i el destrueix. Mentrestant, en Ruffy, flanquejat per O-Kiku i Zoro, que és reconegut com l'assassí del magistrat, va reclamar trucar al cap de la ciutat per recuperar O-Tama. | |                        |                            |
| 904 | Enutja d'en Ruffy - salva O-Tama del perill! Rufi gekido - Pinchi no O-Tama o sukue! (ルフィ激怒 ピンチのお玉を救え!)                                                 | 29 de setembre de 2019 | -                          |
| En Ruffy, en Zoro i l'O-Kiku són atacats pels samurais i els homes de Kaido, que són fàcilment derrotats. Mentrestant, una caravana plena de menjar escortada per l'oficial Speed nota el caos causat a la ciutat. Quan Law i els seus homes arriben a la ciutat, s'adonen que la situació es deteriora, Hawkins és avisat pels seus homes i ell també torna a la ciutat per enfrontar-se a en Ruffy. Mentrestant, Holdem arriba a en Ruffy i amenaça amb aixafar a O-Tama a les mandíbules del lleó a la panxa. | |                        |                            |
| 905 | Recupera O-Tama: lluita aferrissada! Holdem! O-Tama dakkan - Gekitō! Hōrudemu-sen! (お玉奪還 激闘! ホールデム戦!)                                                     | 6 d'octubre de 2019    | -                          |
| O-Kiku adverteix a Ruffy i Zoro que desafiar a Holdem significa desencadenar la ira de Jack, explicant-los que tot i el que li va passar a Zou, va reaparèixer uns dies abans al país. La caravana de menjar escortada per Speed arriba a la zona, de manera que en Ruffy i en Zoro decideixen actuar de totes maneres: mentre aquest, juntament amb O-Kiku, s'enfronten als guardes i prenen possessió del vagó amb les provisions, en Ruffy salva a O-Tama de les mandíbules del lleó. I agafa Holdem. Mentrestant, Law intercepta a Hawkins bloquejant-li el camí, mentre que en Ruffy, en assabentar-se que Holdem ha fet mal a O-Tama, el colpeja amb un fort cop derrotant-lo. | |                        |                            |
| 906 | Duel - El mag i el cirurgià de la mort! Ikkiuchi - Majutsushi to shi no gekai! (一騎打ち 魔術師と死の外科医!)                                                         | 13 d'octubre de 2019   | -                          |
| En Ruffy i l'O-Tama salten a l'esquena de Speed, que la noia aconsegueix fer al seu criat fent-li menjar un dels seus dango. Els tres fugen de l'escena i es posen al dia amb Zoro, O-Kiku i Komachiyo que ja marxen amb subministraments. Mentrestant, Law intenta neutralitzar Hawkins sense revelar-se, però els seus cops afecten els seus subordinats i l'adversari el reconeix. Law es desfà dels altres enemics i xoca amb Hawkins, però la baralla s'interromp quan aquest rep la notícia que Holdem ha estat derrotat i, per tant, Jack ha estat alertat. El vagó amb les provisions aviat irromp en l'escena que va sortir de la ciutat, de manera que Law puja a bord i es dirigeix furiós cap a Zoro per no seguir el pla. | |                        |                            |
| 907 | Romance Dawn Romansu Dōn (ROMANCE DAWN (ロマンスドーン)) | 20 d'octubre de 2019   | -                          |
| (Especial de 20 anys) | |                        |                            |
| 908 | Arriba el vaixell del tresor - en Ruffytaro li torna el favor! Takarabune tōrai - Rufitarō no ongaeshi! (宝船到来 ルフィ太郎の恩返し！)                               | 27 d'octubre de 2019   | -                          |
| En Ruffy i els altres tornen a la "ciutat de les restes", oferint als habitants la gran quantitat de menjar robat a Bakura i alimentant-los. Law recorda als altres que han de marxar abans que els homes de Kaido s'uneixin i els proposa anar a la muntanya propera on es troben les ruïnes del castell d'Oden. En Ruffy saluda a O-Tama que torna a Amigasa a l'esquena de Speed i ell també se'n va amb Zoro, O-Kiku i Law. Mentre viatja, aquest últim diu preparar-se per conèixer els fantasmes del país de Wano: entre les ruïnes hi ha les tombes de Momonosuke, Kin'emon i els altres servents d'Oden. | |                        |                            |
| 909 | Una làpida misteriosa - reunió a les ruïnes del castell d'Oden! Nazo no bohyō - Oden-jō ato de no saikai! (謎の墓標 おでん城跡での再会！)                             | 10 de novembre de 2019 | -                          |
| Zoro es queda enrere per enfrontar-se a un tigre que amenaça el grup, mentre que en Ruffy amb en Law i l'O-Kiku arriba a les ruïnes del castell, trobant amb sorpresa les tombes de Momonosuke, Kin'emon i els altres. Mentrestant, Robin, d'incògnit com a geisha, sent el dir al canviant que vint anys abans, mentre cremava el castell d'Oden, la seva dona va profetitzar que els subalterns del seu marit, les Nou Envoltures Vermelles, tornarien per venjar-se després de vint anys exactament El shogun Orochi és inquiet. Mentrestant, en Ruffy se suma a Momonosuke, Kin'emon, Sanji i els altres companys que han vingut amb ell al vaixell. Kin'emon en aquest moment explica a en Ruffy i als seus companys una veritat sorprenent: ell, Momonosuke, Kanjuro, Raizo i O-Kiku provenen del passat Wano vint anys abans. | |                        |                            |
| 910 | Un samurai llegendari - l'home admirat per Roger! Densetsu no samurai - Rojā ga horeta otoko! (伝説の侍 ロジャーが惚れた男!)                                          | 17 de novembre de 2019 | -                          |
| Kin'emon explica com Oden, fill del shogun Sukiyaki, va ser exiliat de la capital, però va alliberar la regió de Kuri dels bandits que la van infestar, prenent-los pel camí correcte i se li va donar el títol de daimyō. Mentrestant, mentre Storm Dog recorda com ell i Cat-Viper van ser trobats a la platja quan eren nens i rescatats per Oden, Zoro derrota el tigre i arriba a un port. Kin'emon continua la història dient que vint anys abans Orochi i Kaido van prendre el poder a Wano i van fer executar a Oden, acusant-lo falsament de ser un criminal. Mentre Storm Dog i Viper Cat van ser capturats pels homes d'Orochi, Kin'emon, Kanjuro, Raizo i Kiku es van dirigir al castell d'Oden, trobant-lo en flames. Allà Toki, l'esposa d'Oden, els va confiar Momonosuke i els poders de la fruita Toki Toki els va transportar vint anys cap al futur, on van trobar que el país de Wano havia canviat radicalment, però amb gent preparada per lluitar per la família Kozuki. | |                        |                            |
| 911 | Derrotar l'Emperador - comença l'operació de màxim secret Datō Yonkō - Gokuhi uchiiri sakusen hatsudō (打倒四皇 極秘討ち入り作戦発動)                                 | 24 de novembre de 2019 | -                          |
| Els fidels de la família Kozuki van dir que Toki, abans de morir, havia fet una profecia que després de vint anys el Kozuki tornaria a venjar-se. Així doncs, Kin'emon, Momonosuke, Raizo i Kanjuro van deixar Wano per buscar ajuda als visons de Zou, però durant la travessia es van separar, aterrant primer a Dressrosa i després a Punk Hazard, on els seus camins es van entrellaçar amb la tripulació del Barret de Palla. Al final de la història, Kin'emon explica que el seu pla és atacar la propera illa d'Onigashima, on resideix Kaido, durant el festival del foc, quan Kaido, Orochi i els seus aliats estaran a Onigashima per celebrar-ho. Reparteix tasques a en Ruffy i als altres com va fer amb els seus altres companys per preparar-se per l'assalt, i després els presenta a Shinobu, un veterà de mitjana edat Kunoichi. Els demana que trobin i portin al seu costat també les tres fundes vermelles desaparegudes: Ashura Doji, Kawamatsu i Denjiro. | |                        |                            |
| 912 | Home més fort: el líder del bandoler: Shutenmaru! Saikyō no otoko - Tōzoku-dan tōryō: Shutenmaru! (最強の男 盗賊団棟梁・酒天丸！)                                     | 1 de desembre de 2019  | -                          |
| A petició de Sanji, Kin'emon explica que Oden va derrotar Ashura Doji i aquest li va jurar fidelitat, però ara torna a ser líder dels bandits i es fa dir Shutenmaru. Mentrestant, aquest arriba al poble de Kuri per robar els habitants del menjar donat per en Ruffy, però se li uneix Jack que li recorda que va ser estalviat perquè Kaido vol que es converteixi en el seu subordinat. En resposta, Shutenmaru l'ataca i els dos comencen un enfrontament violent que, de sobte, és interromput per alguna cosa que baixa dels núvols foscos del cel: Kaido, transformat en un colossal drac xinès amb els seus poders, arriba al lloc demanant a Jack que el porti. En Ruffy i els altres. | |                        |                            |
| 913 | All Annihilated - Kaido Furious Boro Breath! Zen'in shōmetsu - Kaidō ikari no Boro Buresu! (全員消滅 カイドウ怒りのボロブレス！)                                      | 8 de desembre de 2019  | -                          |
| En veure que amenaça a Kuri, en Ruffy corre a la trobada amb Kaido, seguit de Law, que té la intenció d'evitar que deixi descobrir els altres i el seu pla. Kin'emon, també, en assabentar-se que la seva dona O-Tsuru hi és, hi va, seguit per O-Kiku. Mentrestant, Shutenmaru es retira i Kaido, en notar-ho, el segueix, propagant la destrucció només amb el seu moviment. Hawkins arriba a l'escena i li explica que en Ruffy i els altres s'amaguen a les ruïnes del castell d'Oden, ignorant que sigui la veritat. Aleshores, Kaido s'acosta a les ruïnes i llança un feix devastador des de les mandíbules que arrasa les ruïnes on encara queden Sanji i els altres, deixant a en Ruffy i els altres atemorits. | |                        |                            |
| 914 | Clash at Last - Furious Ruffy vs Kaido Tsuini gekitotsu - Mōkō Rufi tai Kaidō (遂に激突 猛攻ルフィVSカイドウ)                                                         | 15 de desembre de 2019 | -                          |
| Furiós, en Ruffy llança contra Kaido i llença un cop de puny poderós, fent-lo caure a terra. Mentre es posa dret, en Ruffy troba Speed ferit a la ciutat que li diu que mentre portaven O-Tama van ser atacats pel mateix Kaido. Law els arriba intentant dissuadir a en Ruffy perquè no es noti, però atreu l'atenció de Kaido i els dos comencen a lluitar: aprofitant la seva agilitat, en Ruffy aconsegueix evitar els atacs i lliurar una sèrie de cops a l'adversari. | |                        |                            |
| 915 | Destrucció! L'atac dels rugits del tro! Hakai-teki! Ichigeki hissatsu no raimei hakke! (破壊的！一撃必殺の雷鳴八卦！)                                                 | 22 de desembre de 2019 | -                          |
| En Ruffy aconsegueix fer caure a Kaido, que, però, reprèn la forma humana i s'aixeca. En Ruffy activa el Gear Fourth i torna a colpejar-lo, enviant-lo de nou a terra, però l'emperador es torna a aixecar i colpeja en Ruffy amb la seva porra, derrotant-lo amb un sol cop. Law és testimoni de l'escena intentant utilitzar els seus poders per escapar amb en Ruffy, però és interceptat per Hawkins que el colpeja amb una punta d'agamaltolita que l'obliga a fugir. | |                        |                            |
| 916 | Life in Hell - el lloc d'humiliació d'en Ruffy Iki-jigoku - Rufi kutsujoku no dai saikutsu-jō (生き地獄 ルフィ屈辱の大探掘場)                                         | 5 de gener de 2020     | -                          |
| En Ruffy és capturat mentre O-Kiku torna al cim de la muntanya i descobreix que Sanji i els altres estan segurs gràcies als poders de Shinobu que els van fer enfonsar-se a terra evitant l'atac de Kaido. Mentrestant, mentre Inuarashi i els seus mosqueters troben a O-Tama ferit i la porten a la seva seguretat, Franky, Robin, Usopp i Zoro s'assabenten que en Ruffy ha estat derrotat. Aquest últim és portat a la presó d'Udon, on és llançat a la cel·la juntament amb Kid, també presoner i desitjós de venjar-se contra Kaido. | |                        |                            |
| 917 | La terra sagrada en plena convulsió - el riure sense por de l'emperador Barba Negra Seichi gekidō - Futeki ni warau Yonkō Kurohige (聖地激動 不敵に笑う四皇黒ひげ)    | 12 de gener de 2020    | -                          |
| A l'illa de Kuraigana, Perona llegeix notícies sobre Moria als diaris i decideix deixar la casa de Dracule Mihawk per anar a buscar-lo. Mentrestant, en un altre lloc, Moria ataca l'illa on es troba Barbanegra amb els seus zombies, afirmant veure Absalom, de qui no ha sabut res des que hi va arribar. Poc després Moria veu a Absalom que el tranquil·litza, però poc després és sorprès per un enemic invisible: Shiryu of the Rain. Moria reconeix els poders del seu amic en adonar-se que els pirates de Barbanegra el van matar per robar-los: el que havia vist poc abans, de fet, és Catarina Devon, que canvia d'aspecte gràcies als poders del seu fruit del diable. En Barbanegra es dirigeix a Moria per instar-lo a unir-se a ell i preguntar-li si ha sabut les últimes notícies: durant la Reveria Sabo i els comandants de l'exèrcit revolucionari es van enfrontar amb els almiralls Fujitora i Ryokugyu per salvar Kuma Bartholomew. Mentrestant, s'ha sabut que en Ruffy i altres Supernoves són al país de Wano per enfrontar-se a Kaido i la Big Mom també s'hi dirigeix per venjar-se. Segons Barbanegra, la guerra que determinarà el nou rei pirata està a punt de desencadenar-se. | |                        |                            |
| 918 | Comença l'operació - el gran pla per derrocar Kaido! Ugokidasu - Datō Kaidō daikeikaku! (動き出す 打倒カイドウ大計画！)                                               | 19 de gener de 2020    | -                          |
| Inuarashi s'enfronta a Shutenmaru en un intent d'aconseguir que s'uneixi a ells, però la batalla és interrompuda per Kin'emon que intenta portar-los a raonar. No obstant això, Shutenmaru rebutja la proposta, al·legant haver jurat fidelitat només a Oden i no a la família Kozuki. Mentrestant, mentre en Ruffy es veu obligat a treballar forçat, Sanji s'infiltra en la població com a venedor de soba i llegeix amb Franky i Robin sobre un altre assassinat de l'assassí anomenat Kamazo. Mentrestant, Usopp i els altres lliuren un missatge codificat als lleials de Kozuki per advertir-los del seu assalt a Onigashima. Nami i Shinobu s'infiltren en una casa per buscar informació, però són descoberts. Mentrestant, Jack és increpat pels altres dos oficials superiors de Kaido: King and Queen. | |                        |                            |
| 919 | Fúria! Els presos Ruffy i Kidd! Ō-abare! Shūjin Rufi to Kiddo! (大暴れ! 囚人ルフィとキッド!)                                                                          | 26 de gener de 2020    | -                          |
| Nami i Shinobu fugen amb la informació descoberta sobre un enviament d'armes. Mentrestant, en Ruffy i en Kid es desafien mútuament al treball forçat sobre qui porta el major nombre de pedres: després de portar-ne més de 500, buiden el subministrament de dango que s'obté com a recompensa, desencadenant la ira del vice carceler Dobon. Ell, que té els poders del somriure d'un hipopòtam, els empassa per desfer-se’n, però els dos que surten il·lesos són apallissats sense esforç. Els altres guàrdies, que presencien l'escena, els amenacen dient que després d'haver atacat un carceller seran condemnats a mort, però Kid respon amb ràbia que ningú no té proves del que va passar a la boca de l'hipopòtam i, juntament amb en Ruffy, marxa aclamat pels altres presoners. | |                        |                            |
| 920 | Gran reputació! L'especialitat de Sanji, soba! Dai hyōban! Sanji no ohako soba! (大評判！ サンジの十八番そば！)                                                       | 2 de febrer de 2020    | -                          |
| La fama del stand de soba de Sanji crida l'atenció d'alguns membres de la yakuza que li exigeixen un encaix. Quan Sanji es nega, llencen el menjar que estava preparant, desencadenant la ràbia del cuiner que en derriba fàcilment dos juntament amb Franky, deixant escapar el tercer. Tot i això, la baralla va fer fugir tots els clients, excepte una nena anomenada Toko, que riu tot el temps i que finalment pot gaudir del ja famós plat. Toko explica que és una kamuro, una de les assistents de la cortesana Komourasaki, la geisha més bella i famosa del país de Wano; aviat passarà per aquell carrer i els convida a assistir a la processó. Mentrestant, la professora informa a Robin que ha rebut el privilegi d'actuar a casa del shogun Orochi. Mentrestant, en Ruffy és elogiat pels diversos presoners per haver colpejat el presoner adjunt i també rep l'agraïment d'un presoner d'edat avançada que ha salvat de l'assetjament dels guàrdies. Mentrestant, Raizo s'apropa en secret a en Ruffy informant-li que ha descobert la ubicació de la clau de les seves manilles i que, tot i estar ben guardat, segur que ho podrà agafar. | |                        |                            |
| 921 | Wonderful - la dona més bella del país de Wano: Komurasaki Gōka kenran - Wa no Kuni ichi no bijo: Komurasaki (大評判！ サンジの十八番そば！)                          | 9 de febrer de 2020    | -                          |
| En Ruffy és assetjat per Caribou que després de diverses aventures al Nou Món va ser capturat per Drake i ara també és presoner a Udon. Insisteix a dir a Ruffy el seu cap i li prega que l'impliqui en el pla d'escapament que segur que té al cap. Mentrestant, Kyoshiro s'assabenta que els seus secuaces han estat colpejats i ordena trucar als assassins de Queen, mentre espera, com el shogun Orochi, l'arribada de la cortesana Komurasaki al palau. Aquests últims desfilen per la capital aclamada per la població, però tres homes s'acosten armats amb la intenció de matar-la: afirmen haver estat enganyats per la dona que deia que els estimava. Però després d'haver venut totes les seves possessions per comprar-lo, Komurasaki de fet havia conservat els diners i els havia liquidat fàcilment. Els tres homes són detinguts pels guàrdies que els exilien de la ciutat perquè ara estan desvalguts, mentre Komurasaki surt comentant el seu menyspreu cap als homes. | |                        |                            |
| 922 | Una història d'heroisme! El petit viatge de Zoro i Tonoyasu! Ninkyō den! Zoro to Tonoyasu futaritabi (任侠伝！ゾロとトの康二人旅！)                                   | 16 de febrer de 2020   | -                          |
| La pastanaga i la Wanda roben armes i subministraments per a la futura batalla i deixen una nota per atraure la ira del shogun a Shutenmaru i obligar-lo a passar al seu costat. Mentrestant, Franky descobreix que el fuster per al qual treballava ja no té els plans per a la residència de Kaido que han canviat de propietari moltes vegades i que finalment van ser robats per un resident de Kuri. Mentrestant, Zoro vaga en companyia d'un home sempre somrient anomenat Tonoyasu i després de derrotar els membres d'un cau de jocs que van enganyar, recupera els seus diners i arriba a prop de la capital. Mentrestant, mentre Orochi contracta amb CP0 l'intercanvi d'armes per vaixells de guerra, Momonosuke parla amb O-Tama, dient-li que té la intenció de buscar la seva germana Hiyori només quan acabi per no implicar-la. | |                        |                            |
| 923 | Emergència - l'arribada imminent de Big Mom! Kinkyū jitai - Biggu Mamu dai sekkin! (緊急事態 ビッグ・マム大接近！)                                                    | 23 de febrer de 2020   | -                          |
| Zoro i Tonoyasu arriben al poble d'Ebisu, als afores de la capital, on tots els habitants sempre riuen tot i patir fam i pobresa. Actualment estan encantats que la nit anterior rebessin diners per alimentar-se del "noi de l'hora del bou", un misteriós benefactor que roba als rics per donar-los als pobres. Mentrestant, Law avisa a Sanji que Drake i Page One, dos dels subalterns d'elit de Kaido, estan en camí de confrontar-se amb ell. Mentrestant, comença el banquet del shogun Orochi: Robin desapareix durant la festa per buscar informació, Nami i Shinobu s'infiltren a la mansió del terrat mentre Brook en forma d'esperit l'explora trobant Poignee Griffe. Mentrestant, Kaido rep notícies que Big Mom i els seus fills arriben a l'illa a bord del seu vaixell i dona l'ordre d'enfonsar-la. | |                        |                            |
| 924 | La capital en revolta! Un nou assassí apunta a Sanji Miyako sōzen! Sanji nerau aratana shikaku (都騒然！ サンジ狙う新たな刺客)                                        | 15 de març de 2020     | -                          |
| El vaixell de Big Mom trenca les defenses de l'illa i puja a la cascada per entrar al país de Wano, però King, transformat en pterosaure gràcies als seus poders, colpeja el vaixell fent que caigui i llanci Big Mom a l'aigua. Mentrestant, la pàgina One destrueix tots els restaurants de soba per trobar a Sanji: aquest, que s'amaga amb en Law, l'Usopp i el Franky, quan se n'assabenta, el llança contra ell. Page One adverteix als seus aliats que ha trobat l'objectiu i Law demana a Sanji que escapi perquè Drake o Hawkins no l'han de reconèixer, arriscant a arruïnar el seu pla. Tanmateix, Sanji el tranquil·litza que eliminarà l'adversari i que no serà reconegut, amb la intenció d'utilitzar el vestit d'incursió Germa que li va donar la seva família. | |                        |                            |
| 925 | Gran èxit! La justícia d'O-Soba Mask! Dai katsuyaku! Seigi no O-Soba Masuku! (大活躍！正義のおそばマスク！)                                                           | 22 de març de 2020     | -                          |
| Sanji porta el vestit de raid i Law reconeix l'uniforme del famós Stealth Black de Germa. El vestit dona a Sanji la capacitat de flotar, una gran resistència, una velocitat extraordinària i la capacitat de fer-se invisible reflectint l'entorn que l'envolta. Amb aquestes noves habilitats, Sanji demostra ser clarament superior a l'adversari i el fa repetidament derrotar i desapareix fins a la nit mentre Law, Usopp i Franky fugen al poble d'Ebisu, a la vora de la capital. Mentrestant, Robin, mentre busca informació sobre el Poignee Griffe al castell d'Orochi, queda sorprès per l'Oniwabanshū, el ninja de la guàrdia personal dels shogun. | |                        |                            |
| 926 | Situació desesperada - l'amenaçador Oniwabanshū d'Orochi Zettai zetsumei - Kyōi no Orochi Oniwabanshū (絶体絶命 脅威のオロチお庭番衆)                                 | 29 de març de 2020     | -                          |
| Robin és atacat pel ninja Oniwabanshū, però el cos és en realitat un duplicat creat amb els seus poders que després li permet escapar i alertar als seus companys que ha estat descoberta. A continuació, Robin torna al banquet per fondre’s i s'apropa a Orochi, donant-li la volta per conèixer Onigashima i ser convidat al festival del foc. Mentrestant, a Kuri, Chopper, Momonosuke, O-Kiku i O-Tama troben a Big Mom desapareguda a la platja; mentre discuteixen què fer, la dona es desperta per trobar que ha perdut completament la memòria. | |                        |                            |
| 927 | Pandemonium! La monstruosa serp, el shogun Orochi Shuraba! Ikareru daija Shōgun Orochi (修羅場！ 恐れる大蛇 将軍オロチ)                                               | 6 d'abril de 2020      | -                          |
| Orochi es dirigeix cap als presents i els diu que estiguin preparats perquè les Envoltures Vermelles d'Oden tornaran a venjar-lo, però es queixeguen considerant-lo paranoic. O-Toko riu grosolament com de costum i Orochi, creient que es burla d'ell, l'ataca. Komurasaki després d'intentar dissuadir-lo, dona una bufetada a Orochi que, incrédulo, es transforma amb els seus poders en un Yamata no Orochi, ordenant-li que suplici la seva vida. Komurasaki es nega desdenyosament, desencadenant la ira del shogun que ataca cegament els presents i s'emporta la dona a les mandíbules. Mentrestant, Robin intenta rescatar O-Toko, però és interceptat per l'Oniwabanshū. | |                        |                            |
| 928 | Cau la flor! El moment final de la dona més bella del país de Wano Hana chiru! Wa no Kuni ichi no bijo no saigo (花散る! ワノ国一の美女の最期)                        | 12 d'abril de 2020     | -                          |
| Brook arriba en forma d'esperit fent que l'Oniwabanshū fugi terroritzat. Mentrestant, Nami i Shinobu són descoberts a les golfes per un altre ninja que reconeix Shinobu. Aquest últim col·lapsa el sostre per escapar, caient sobre Orochi que deixa anar a Komurasaki. No obstant això, el líder de l'inframà Kyoshiro colpeja mortalment la cortesana, culpable d'oposar-se al shogun. Enfuriat per la mort de la dona, Orochi llança contra Robin i O-Toko, però Nami convoca un poderós parabolts amb l'ajuda de Zeus, que permet escapar a tothom. Mentrestant, O-Tama, Momonosuke i Chopper convencen una gran mare famolenca que els acompanyi a la presó d'Udon prometent que podrà menjar, amb l'esperança secreta que els ajudarà a alliberar en Ruffy. | |                        |                            |
| 929 | El vincle dels presos - en Ruffy i el vell Hyō! Shūjin no kizuna - Rufi to Hyōjii! (囚人の絆 ルフィとヒョウじい!)                                                     | 19 d'abril de 2020     | -                          |
| Nami, Robin, Brook i Shinobu es refugien a la nevada regió de Ringo on comenten el qual va passar amb Kanjuro i decideixen tornar a la capital per comprovar la situació i utilitzar els lavabos públics. Mentrestant, a la costa, els pirates de Big Mom decideixen esperar el desenvolupament dels esdeveniments per no poder acostar-se i sabent que el seu capità encara és viu gràcies a la targeta Vivre. Mentrestant, a la presó d'Udon, l'antic Hyogoro és objectiu de Subdirector Daifugo perquè es va adonar que menja més del que guanyes treballant, gràcies de fet al que li va donar en Ruffy. | |                        |                            |
| 930 | Protagonista! - Apareix la reina "L'epidèmia"! Ōkanban! Ekisai no Kuīn arawaru! (大看板! 疫災のクイーン現る!)                                                         | 28 de juny de 2020     | -                          |
| Raizo roba les claus de les manilles amb la intenció d'alliberar en Ruffy. Mentrestant, aquest últim fa fora a Daifugo salvant a Hyogoro, mantenint-se al dia amb els guàrdies tot i estar afeblit per les manilles d'agalmatolita. La lluita es veu interrompuda, però, per l'arribada de Queen que demana informar sobre els problemes sorgits, descobrint que Kidd s'ha escapat. En Ruffy i en Hyogoro aprofiten la situació intentant també escapar. | |                        |                            |
| 931 | Escalada - el pla d'escapament d'en Ruffy! Yojinobore - Rufi kesshi no tōsōgeki! (よじ登れ ルフィ決死の逃走劇!)                                                       | 5 de juliol de 2020    | -                          |
| En Ruffy i en Hyogoro són capturats de nou, mentre Law, Usopp i Franky descobreixen que Zoro ha deixat recentment Ebisu perseguint algú que li ha robat una espasa. Mentrestant, als banys públics de la capital, Shinobu explica a Nami i Robin que Hyogoro va ser una vegada el líder dels Yakuza, però que estava al servei del poble i aliat d'Oden. Ella formava part de l'Oniwabanshū, però els va deixar quan van jurar fidelitat a Orochi. Mentrestant, a la presó, Raizo troba el seu vell company Kawamatsu en una cel·la, mentre que en Ruffy i en Hyogoro són condemnats a l'infern de sumo: alliberats de les manilles, se'ls aplica un collaret que els decapitarà si surten del ring, continuant enfrontant-se als enemics fins que sucumbin. | |                        |                            |
| 932 | Mort o viu - l'infern de sumo de Queen Sei ka shi ka - Kuīn no ōzumō inferuno (生か死か クイーンの大相撲地獄)                                                         | 12 de juliol de 2020   | -                          |
| Hawkins i Drake incursionen en banys públics per detenir els rebels, sabent que poden ser identificats pel tatuatge de Kozuki al turmell. La Nami, reconeguda per Hawkins, deixa caure la tovallola accidentalment, i és per això que Sanji apareix de sobte amb l'aparença de Stealth Black, Hawkins i Drake que reconeixen l'uniforme del Germa i l'atacen. Sanji evita els seus atacs i s'escapa de portar Nami, Robin i Shinobu a la seguretat, revelant-los que ha descobert que els pirates del Cor han estat capturats per posar una trampa a Law. Mentrestant, a la presó, en Ruffy comença a enfrontar-se als enemics del ring, derrotant-los amb facilitat i, mentrestant, intenta millorar les seves habilitats per poder derrotar Kaido. Mentrestant, Zoro rastreja Gyukimaru, el bandoler que va robar l'espasa Shusui, afirmant que pertany a Ryuma. | |                        |                            |
| 933 | Gyukimaru! La lluita de Zoro al pont dels bandolers Gyūkimaru! Zoro oihagi-bashi no kettō (牛鬼丸！ ゾロおいはぎ橋の決闘)                                             | 19 de juliol de 2020   | -                          |
| Mentre en Ruffy continua derrotant els seus reptes, Zoro s'enfronta a Gyukimaru, que reitera la història de Ryuma i que Shusui és un tresor nacional. No obstant això, la batalla és interrompuda per l'arribada d'O-Toko i un revifat Komurasaki, perseguit per un notori assassí anomenat Kamazo. Aleshores, Zoro s'interposa i comença a lluitar contra ell, reconeixent que és un guerrer molt hàbil. | |                        |                            |
| 934 | Gran reversió! L'estil de tres espases per escapar del perill! Dai-gyakuten! Shisen o koeta santōryū! (大逆転! 死線を越えた三刀流!)                                   | 26 de juliol de 2020   | -                          |
| A la capital, els rebels lleials als Kozuki són caçats mentre la població es desespera per la mort de Komurasaki. A Ebisu, Shinobu acusa Law del fet que la seva tripulació, capturada per l'enemic, ha revelat el seu pla. Law nega amb ràbia aquesta possibilitat, volent anar a salvar-los malgrat el risc d'una trampa, però la discussió es veu interrompuda per l'arribada de Tonoyasu que, desxifrat el missatge, diu que està preparat per a la batalla. Mentrestant, Zoro també és atacat per Gyukimaru mentre s'enfronta a Kamazo, sent travessat per aquest últim. Tot i això, Zoro li roba la dalla a Kamazo amb la qual va ser colpejat i, fent-la servir com a tercera espasa, el derrota. No obstant això, ferit greument pel cop anterior, Zoro desapareix immediatament i és rescatat per Komurasaki, mentre Gyukimaru se'n va. | |                        |                            |
| 935 | Zoro's Amazement - Shock! La veritable identitat de la misteriosa bellesa Zoro kyōgaku - Shōgeki! Nazo no bijo no shōtai (ゾロ驚愕 衝撃！謎の美女の正体)              | 2 d'agost de 2020      | -                          |
| En Ruffy continua enfrontant-se amb els oponents, evitant els seus atacs amb extrema facilitat i explicant a Hyogoro que intenta trobar la manera de colpejar-los sense tocar-los amb Ambition. Mentrestant, Zoro es desperta en un refugi, medicat per Komurasaki i Toko que li demanen que es quedi amb ells. Komurasaki li revela a l'espadachín que està buscant el seu germà gran Momonosuke Kozuki i que en realitat es diu Hiyori. | |                        |                            |
| 936 | Aprenentatge - Cirera que flueix, l'ambició del país de Wano! Etoku seyo - Wa no Kuni no haki・Ryūō! (会得せよ ワノ国の覇気・流桜!)                                   | 9 d'agost de 2020      | -                          |
| Hiyori explica que després de la mort dels seus pares i dels viatges temporals de Momonosuke amb Kin'emon i els altres, Kawamatsu la va atendre durant uns anys, però la va perdre de vista. Mentrestant, a la presó d'Hyogoro li mostra a en Ruffy que sap dominar la tècnica d'Ambition que aquest intenta aprendre, derrotant un adversari amb un sol cop. | |                        |                            |
| 937 | Tonoyasu! El més estimat de la ciutat d'Ebisu! Tonoyasu! Ebisu-chō ichi no ninkimono! (トの康！えびす町一の人気者！)                                                  | 16 d'agost de 2020     | -                          |
| A Ebisu, Tonoyasu fa tot el possible per ajudar tots els habitants i una senyora explica a Nami i Usopp que dona als altres tots els diners que la seva filla Toko li envia de la capital. Mentrestant, a la presó, en Ruffy demana a Hyogoro que li ensenyi a fer servir Ambition com acabava de fer, seguint derrotant els oponents fins ben entrada la nit, però sense aconseguir-ho. Durant la nit, en Ruffy explica a Hyogoro que vol derrotar Kaido i els altres emperadors per convertir-se en el rei pirata. Mentre parlen, arriben Raizo i Caribou: aquest es posa al servei d'en Ruffy demanant perdó pel seu passat passat. Hyogoro reconeix a Raizo i aviat descobreix que Momonosuke i les fundes vermelles són vives, igual que la rebel·lió. Trobant l'esperança de recuperació, informa els presents que la majoria dels presos d'Udon són de fet presos polítics disposats a rebel·lar-se, inclosos els caps de Yakuza fidels als Kozuki. En Ruffy es proposa capgirar la presó per aconseguir aquests aliats i celebra menjant sopa de mongetes recuperada del Caribou. | |                        |                            |
| 938 | Xoc - la veritable identitat del noi de l'hora de bou, el senyor lladre Shōgeki hashiru - Gizoku Ushimitsu Kozō no shōtai (衝撃走る 義賊丑三つ小僧の正体)             | 23 d'agost de 2020     | -                          |
| Tonoyasu és capturat i confessa ser el famós "noi de l'hora del bou", un lladre que roba als rics per donar-los als pobres. Tanmateix, també és reconegut com algú famós i condemnat a mort per Orochi per això. Mentrestant, Holdem i els seus homes ataquen Shuntenmaru i els seus bandits, prenent foc al seu amagatall en represàlia pel robatori de menjar i armes. En realitat, els visons són els responsables de les ordres de Kin'emon, però han culpat a Shutenmaru de fer-lo atacar pels homes de Kaido i obligar-lo a contraatacar, passant al seu costat. Mentrestant, Brook es posa al dia amb Zoro, Hiyori i Toko, explicant la confusió a la capital per a l'execució de Tonoyasu. A les notícies, Toko comença a córrer cap a la capital, dient que l'home és el seu pare. | |                        |                            |
| 939 | La tripulació corre! Salva el pres Tonoyasu Ichimi hashiru! Sukue toraware no Tonoyasu (一味疾る! 救え囚われのトの康)                                                 | 30 d'agost de 2020     | -                          |
| Tonoyasu està lligat a una creu per a l'execució pública i és reconegut per tots: és Shimotsuki Yasuie, ex Daimyō, aliat i amic de Kozuki Oden. A més de Toko, seguit de Zoro, Brook i Hiyori, els habitants d'Ebisu també es precipiten a la capital cridant a perdre Tonoyasu, sempre rient com sempre. Nami, Robin, Franky i Usopp també es precipiten juntament amb els habitants d'Ebisu, deixant anar els soldats que intenten aturar-los. Mentrestant, Tonoyasu afirma que no és realment el "noi de l'hora del bou" i es dirigeix a Orochi acusant-lo d'haver enverinat el país amb la seva cobdícia. | |                        |                            |
| 940 | La ira de Zoro - la veritat sobre els somriures! Zoro no ikari - Sumairu no shinjitsu! (ゾロの怒り SMILEの真実!)                                                      | 6 de setembre de 2020  | -                          |
| Tonoyasu continua el seu discurs i diu que el missatge encriptat dels rebels és obra seva i és la seva broma, feta en memòria de l'extint Kozuki. Kin'emon i Storm Dog, que veuen l'escena des de les pantalles juntament amb Shutenmaru, entenen que Tonoyasu menteix per cobrir el seu pla descobert per l'enemic i ha canviat el missatge encriptat per donar als rebels un nou punt de trobada per a la batalla decisiu. Mentrestant, Orochi arriba a la forca i dispara a Tonoyasu juntament amb els soldats, matant-lo. Toko i els habitants d'Ebisu arriben en aquell moment i esclaten a riure rudament. Zoro és incrèdul davant d'aquesta reacció, però Hiyori li revela la terrible veritat: Toko i els altres no poden evitar riure tot el temps a causa dels Somriures. | |                        |                            |
| 941 | Les llàgrimes de Toko! Les bales infames d'Orochi! Toko no namida! Orochi hijō no jūdan! (トコの涙! オロチ非情の銃弾!)                                                | 13 de setembre de 2020 | -                          |
| Sanji, Nami, Usopp, Robin i Franky arriben al lloc d'execució i també es sorprenen amb les rialles de la gent. Shinobu els explica que Kaido fa que els seus subordinats mengin Somriures, però només el 10% d'ells dona poder: la resta només té els desavantatges i, com a efecte secundari, només et pots expressar rient. Orochi va donar així els defectuosos Somriures als habitants d'Ebisu que, inconscients i famolencs, se’ls van menjar i només poden riure des de llavors. Mentrestant, Toko arriba al cos del seu pare, intentant en va curar-lo d'alguna manera i sent identificat per Orochi. Quan el shogun dispara contra ella, Zoro i Sanji intervenen, neutralitzant l'atac i arrossegant-la. | |                        |                            |
| 942 | Intrusió de la tripulació! Revolta! Ferotge batalla al lloc d'execució Ichimi ran'nyū! Sōzen! Shokei-jō no gekitō (一味乱入! 騒然！処刑場の激闘)                      | 20 de setembre de 2020 | -                          |
| La batalla ha començat, Zoro ataca Orochi, però és detingut per Kyoshiro i els dos comencen a duelar-se, mentre el shogun s'escapa. Sanji intenta endur-se a Toko, però és atacat per Drake que es transforma en un allosaure. Després, Franky i la resta de la tripulació intervenen recuperant el cos de Tonoyasu i vençent els soldats del shogun. Mentrestant, Kamazo arriba en cadenes a Udon, culpable d'haver fallat la tasca que li van confiar, i Kidd. Aquest últim pregunta al company, que continua rient rudament, què li ha passat des que es van separar, revelant que Kamazo és en realitat el seu company Killer. | |                        |                            |
| 943 | La determinació d'en Ruffy - converteix-te en un sumo! Rufi no ketsui - Yabure ōzumō inferuno (ルフィの決意 破れ大相撲地獄！)                                         | 27 de setembre de 2020 | -                          |
| Els Oniwabanshū arriben al lloc per enfrontar-se a la tripulació del Barret de Palla i Kyoshiro se'n va. Brook intervé terroritzant de nou l'Oniwabanshū amb els seus poders, mentre Sanji nota que Hiyori és atacada per enemics i corre al seu rescat, però la noia la salva primer Zoro. Mentrestant, Law intenta salvar els seus companys, però es troba amb Hawkins que li revela que els ha pres com els seus fetitxes: per matar-los haurà de matar-los primer. Mentrestant, a Udon, Killer i Kid estan lligats de cap per avall i submergits en aigua. Queen decreta que només es retiraran quan Hyogoro i Ruffy morin: aquest últim està furiós i desafia Queen a lluitar, però ell respon que simplement estan condemnats a morir. De sobte, però, un soroll sacseja la pedrera: Big Mom ha arribat a les portes de la presó. | |                        |                            |
| 944 | Arriba la tempesta! La gran fúria de Big Mom Arashi tōrai! Ō-abare Biggu Mamu! (嵐到来! 大暴れビッグ・マム！)                                                         | 4 d'octubre de 2020    | -                          |
| Kin'emon confessa a Shutenmaru que va provocar les represàlies de Holdem i es disculpa per haver-li forçat la mà, sense entendre el que han passat aquests 20 anys. Mentrestant, a Udon, Big Mom trenca la porta i arriba prop del ring, reclamant la sopa de mongetes vermelles que Chopper li va prometre. Queen, inicialment atordida, s'enfada pel fet de provocar-lo com el seu plat favorit, de manera que es transforma en un braquiosaure gegant per enfrontar-la. Tanmateix, Big Mom creu que té la sopa de mongetes i li salta, tirant-lo a terra. | |                        |                            |
| 945 | Rancor per Oshiruko - en Ruffy es troba en una situació desesperada Oshiruko no urami - Rufi zettai zetsumē (おしるこの恨み ルフィ絶体絶命)                           | 11 d'octubre de 2020   | -                          |
| Queen s'aixeca i s'enfronta a Big Mom, però l'emperadriu el colpeja repetidament i el fa fora. En la devastació i el caos de la batalla, Kidd i Killer cauen fora de l'aigua, mentre que Raizo i Caribou treuen secretament el sistema de comunicacions de la presó. La Big Mom troba l'olla amb la sopa de mongetes, però resulta buida: en Ruffy comenta en veu alta que era realment bo, atraient la ira de l'emperadriu que l'ataca, destruint l'anell. Acabat amb Hyogoro, en Ruffy amb la força de la desesperació aconsegueix arrencar els dos colls explosius que portaven. Tot i que ara és lliure d'escapar, Hyogoro s'adona que la condició crítica ha fet que en Ruffy desenvolupés el nou nivell d'Ambició que buscava i decideix provar-lo demanant-li que el defensi dels atacs de Big Mom. | |                        |                            |
| 946 | Atura l'emperadriu! El pla secret de Queen Yonkō o tomero! Kuīn no hisaku (四皇を止めろ！ クイーンの秘策)                                                             | 18 d'octubre de 2020   | -                          |
| En Ruffy intenta aturar l'atac de Big Mom, però és llençat junt amb Hyogoro. En Ruffy li dona el seu darrer consell, després se separen per fugir de la fúria de Big Mom, en Ruffy és perseguit per tota la presó, causant estralls i destrosses, mentre Queen es recupera i elabora un pla per derrotar l'Emperadriu. Quan Big Mom, després de donar la volta a la presó, torna al seu punt de partida, és atret en una olla buida de sopa de mongetes. En el moment que l'obre, Queen es llança des de dalt contra ella, llançant-li un cap poderós: el cop torna la memòria de la Big Mom recordant els seus fills. | |                        |                            |
| 947 | La pitjor arma! Les bales epidèmiques apunten a en Ruffy Saikyō hēki! Rufy o nerau ekisaito dan (最凶兵器！ ルフィを狙う疫災弾)                                       | 25 d'octubre de 2020   | -                          |
| Big Mom recordant-ho tot, però desapareix abans de poder atacar Queen. Aquest últim li ordena encadenar-la i transportar-la a Onigashima, endur-se la majoria dels guàrdies. També ordena immediatament després segellar la presó. En aquest moment, en Ruffy surt, disposat a derrotar qualsevol guàrdia restant, utilitzant-los com a objectius de pràctica per desenvolupar l'Ambició. No obstant això, el director de la presó de Babanuki es dirigeix cap als altres presoners i els convenç de llançar-se contra en Ruffy. Expliquen que fins i tot fugint no tindrien res per lluitar, a més el subdirector Daifugo colpeja alguns presos amb bales que els infecten amb una malaltia letal que es transmet per contacte. De sobte, però, Kawamatsu, encara encadenat a la seva cel·la, insta en Ruffy a dir que encara hi ha la possibilitat de derrotar Kaido: tal com va revelar Babanuki, ell és un dels Nou Cobriments Vermells. | |                        |                            |
| 948 | Comença el contraatac! En Ruffy i el samurai de les Fundes Vermelles! Hangeki kaishi! Rufi to Akazaya no samurai! (反撃開始！ ルフィと赤鞘の侍！)                     | 1 de novembre de 2020  | -                          |
| Babanuki dona ordres de matar Kawamatsu, però Raizo li llença les claus de les manilles i l'espasa. Kawamatsu s'allibera i s'uneix a en Ruffy, Chopper, Hyogoro, Raizo i Kiku. Aquests últims revelen la seva identitat a tothom i Kiku porta la seva màscara i és reconegut com Kikunojo, una de les nou beines vermelles. L El grup derrota fàcilment els guàrdies de la presó, però continuen pegant als altres presoners amb les bales infeccioses. Durant els combats, Raizo també dona les claus de les manilles a Kid i Killer. | |                        |                            |
| 949 | He vingut aquí per guanyar! El crit desesperat d'en Ruffy Kachi ni kita! Rufi kesshi no sakebi (勝ちに来た！ ルフィ決死の叫び)                                        | 8 de novembre de 2020  | -                          |
| En Ruffy i els altres continuen lluitant contra els guàrdies de la presó, però continuen infectant els presoners que, desesperadament, demanen a en Ruffy que es rendeixi. Aquest últim, però, s'infecta a propòsit per demostrar que el verí no és res i fa un discurs apassionat als presoners perquè es conformen amb ser esclaus, mentre ell ho farà tot per alliberar el país de Kaido tal com va prometre a Tama. Babanuki intenta llançar una potent bala infecciosa contra tothom, però en Ruffy ho anticipa i li torna a donar-li la volta, eliminant-lo. Els presoners en aquest punt es rebel·len obertament i aviat aconsegueixen aclaparar els guàrdies de la presó. | |                        |                            |
| 950 | El somni dels soldats! En Ruffy controla Udon! Tsuwamono-domo ga yume! Rufy Udon sēatsu! (兵どもが夢! ルフィ兎丼制圧!)                                                | 15 de novembre de 2020 | -                          |
| Kidd i Killer s'alliberen i abandonen Udon i decideixen rebutjar la idea d'aliar-se amb en Ruffy contra Kaido. Mentrestant, Shutenmaru mostra a Kin'emon i Dog-storm un cementiri on hi ha un grup de soldats lleials que deu anys abans, no disposats a esperar el seu possible retorn, van morir atacant Onigashima; més tard, confirma que vol unir-s'hi. Mentrestant, a Udon, Chopper busca una cura per al virus utilitzat pels enemics, mentre els presoners protesten contra les fundes vermelles mentre descobreixen que en Ruffy és un pirata. Aquest últim obliga a Momonosuke a sortir i superar la tensió inicial a causa del pes del seu nom, fa un discurs apassionat en què explica que Raizo, Kin'emon i ell que busquen aliats s'han dividit però gràcies a en Ruffy es van trobar i va ajudar a arribar fins que, tothom estigui preparat per a la batalla contra Kaido. | |                        |                            |
| 951 | Atac d'Orochi - les forces de l'exèrcit ninja contra Zoro Orochi no otte! Ninja gundan tai Zoro (オロチの追手！ 忍者軍団VSゾロ)                                       | 22 de novembre de 2020 | -                          |
| Zoro derrota els ninjas enviats per Orochi, protegint Hiyori una vegada més. Juntament amb la dona, llavors planeja tornar al pont dels bandolers per recuperar la seva espasa. Mentrestant, Sanji i Shinobu descobreixen que són buscats i discuteixen com alliberar els samurais empresonats a la capital, els seus preciosos aliats. Mentre es troba a Udon, en Ruffy i els altres presoners es recuperen gràcies a la medicina preparada per Chopper, Bepo i els pirates del Cor es troben amb la Nami i li donen el missatge codificat que Tonoyasu va modificar abans de ser executat. Mentrestant, Law ha estat capturat per Hawkins per alliberar la seva tripulació i és torturat i els pregunten per què són aquí. | |                        |                            |
| 952 | Intensitat a Onigashima - trobada entre dos emperadors Onigashima kimpaku! Sōgū!? Futari no Yonkō (鬼ヶ島緊迫！遭遇！？二人の四皇)                                    | 29 de novembre de 2020 | -                          |
| Mentre Franky, Nami i Kanjuro porten el cos de Tonoyasu a Kuri per al funeral, Shutenmaru mostra a Kin'emon i Storm Dog una flota de vaixells que s'han reunit en secret al llarg dels anys per transportar els seus aliats a Onigashima. Mentrestant, Zoro s'enfronta a Gyukimaru a Ringo per recuperar la seva espasa Shusui, però l'adversari es nega a lliurar-la, afirmant que el robatori de la mateixa molts anys abans va ser l'inici dels problemes del país de Wano. Arriba Kawamatsu i atura la lluita entre els dos demanant explicacions i sent reconegut tant per Hiyori com per Gyukimaru. Mentrestant, a Onigashima, Big Mom demana a King que s'uneixi a ella com a part d'una carrera que es creia que havia desaparegut, però ell es nega. Kaido arriba al lloc i ordena que Big Mom sigui alliberada de les cadenes, i llavors els dos comencen a lluitar. | |                        |                            |
| 953 | Confessió de Hiyori - Trobada de Bandit Bridge Hiyori no kokuhaku! Oihagi bashi no saikai (日和の告白！おいはぎ橋の再会)                                              | 6 de desembre de 2020  | -                          |
| Queen rep una trucada de Babanuki que informa que ha restablert l'ordre a la presó i que ha tornat a empresonar a en Ruffy i en Kidd. En realitat, just abans, O-Tama el va fer ingerir un dels dango assegurant la seva total obediència. Hyogoro troba els quatre caps de la yakuza de les diverses regions que, després de renovar la seva lleialtat, marxen per reunir tots els rebels encara amagats al país. Mentrestant, Shutenmaru dona a Kin'emon els plans del palau de Kaido a Onigashima, buscat des de fa temps per Franky, i rep una trucada de Raizo per informar-lo de tots els presos alliberats que estiguin disposats a lluitar amb ells. Raizo, però, assenyala un problema important: les armes estan prohibides entre la població, de manera que hauran de procurar-les per a tots els nous aliats. Mentrestant, a la regió de Ringo Hiyori abraça Kawamatsu, demanant perdó per haver fugit d'ell diversos anys abans: de fet, havia tingut cura d'ella després de la mort dels seus pares, però Hiyori va fugir perquè no volia que morís de fam donant-li tot el menjar que pogués trobar. De sobte, alguns dels subalterns de Kaido arriben per venjar-se de Gyukimaru i ferir-lo abans de ser derrotats per Kawamatsu i Zoro. Sagnant, Gyukimaru s'allunya, sentint-se commogut en saber que Kawamatsu encara és viu. | |                        |                            |
| 954 | Es diu Enma! La gran espasa d'Oden! Sono na wa Enma! Oden no meitō! (その名は閻魔！おでんの名刀！)                                                                    | 13 de desembre de 2020 | -                          |
| Zoro persegueix Gyukimaru, mentre Kawamatsu explica a Hiyori el que va passar després que se separessin: en aquell moment va conèixer la guineu blanca Onimaru a la regió de Ringo, que pertanyia al daimyo Shimotsuki que governava la regió. La guineu va defensar el cementiri de Ringo dels lladres de tombes que volien prendre possessió de les espases utilitzades com a làpides. Kawamatsu va convèncer la guineu de la necessitat de recuperar les espases per a la batalla contra Kaido que tindria lloc al cap de 13 anys, tal com va profetitzar Toki. Els dos van començar llavors a recollir armes i a amagar-les, mentre defensaven la regió dels bandits amb el nom de "Gyukimaru". Tanmateix, un dia Kawamatsu va ser atrapat intentant robar menjar a la capital i va ser tancat a Udon. En l'actualitat, Kawamatsu i Hiyori es posen al dia amb Zoro, que ha seguit el rastre fins a la memòria cau d'armes, on Kawamatsu està sorprès que la seva feina hagi continuat. Kin'emon es posa en contacte amb ell per informar-lo dels darrers esdeveniments i Kawamatsu revela que té totes les armes necessàries per als seus aliats. No gaire lluny, Gyukimaru reprèn l'aparició de la guineu Onimaru i se’n va feliç d'haver complert el seu deure. Mentrestant, Hiyori demana a Zoro que deixi l'espasa Shusui al poble de Wano i a canvi li donarà l'espasa Enma, que pertanyia al seu pare i que se sap que era l'arma que va causar la cicatriu a Kaido. | |                        |                            |
| 955 | Un nou aliat!? Es reuneix l'exèrcit de gegants de Kaido Arata na dōmē!? Kaido gun daishūketsu (新たな同盟！？ カイドウ軍大集結)                                       | 20 de desembre de 2020 | -                          |
| Hiyori explica a Zoro que el seu pare la va deixar a ella i al seu germà les seves dues espases abans que fos executat. Per tant, proposa a l'espadachí l'intercanvi que finalment accepta. Mentrestant, lliure de presó, Law derrota a Hawkins. Aquest últim li explica com Apoo estava al servei de Kaido i els va trair fingint forjar una aliança amb ell i Kid. Xocant amb Kaido, va decidir presentar-se, mentre Kid va lluitar fins al final, acabant capturat. En sortir de la presó, Law recorre a la misteriosa figura que el va alliberar i li va dir que té el seu suport. Mentrestant, Kin'emon reuneix les fundes vermelles i comunica als aliats el canvi al missatge realitzat per Tonoyasu i explica a Nami que això canvia el port de sortida de l'atac. Mentrestant, mentre Apoo aterra a l'illa amb els Numbers, guerrers gegants, Kaido i Big Mom formen una aliança per fer-se amb el món. | |                        |                            |
| 956 | S'acosta la batalla decisiva! La tripulació del Barret de Palla es prepara per a la batalla Semaru kessen! Mugiwara ichimi sentōtaisē (迫る決戦！ 麦わら一味戦闘態勢) | 27 de desembre de 2020 | -                          |
| Kawamatsu revela a Kin'emon i als altres que Hiyori encara és viu, mentre Hitetsu dona a Zoro l'espasa Enma. Experimenta el seu poder tallant un promontori, però s'adona que ha d'aprendre a domesticar l'espasa per no ser consumit per aquesta. Així comença a entrenar-se amb ell, mentre que en Ruffy continua intentant desenvolupar Ambition a Udon. Quan falten dos dies per a la batalla, en Ruffy es reuneix amb els seus companys i fa una cita amb els Red Sheaths per al dia decisiu. Mentrestant, Hitetsu revela a Zoro que la seva espasa Wado Ichimonji i Enma van ser creades per la mateixa persona, Shimotsuki Kozaburo, un famós artesà que va deixar el país més de 50 anys abans. Mentrestant, Orochi rep un missatge en què descobreix que Hiyori és viu i els seus enemics han canviat el port de sortida. | |                        |                            |
| 957 | Grans novetats! Un accident implica la Flota dels Set Dai nyūsu! Shichibukai o osou jiken (大ニュース！七武海を襲う事件)                                              | 10 de gener de 2021    | -                          |
| A l'illa dels Tritons, Neptú i Garp comenten el resultat del Reverie i aquest revela un incident ocorregut després de la seva sortida que va implicar el regne d'Alabasta. En un altre lloc, mentre els redactors del diari mundial es troben en un estat d'agitació pel que va passar amb el Reverie, un agent de Cipher Pol amenaça l'editor en cap Morgans per tapar algunes notícies, però se’n desprèn i les publica de totes maneres. El món està sorprès per dues grans notícies: alguna cosa terrible sobre Sabo i la decisió d'abolir dels 7 Grans Guerrers del Mar. Mentrestant, al país de Wano Drake es posa en contacte secret amb Kobi per intercanviar informació: tots dos són membres de SWORD, una cèl·lula secreta d'agents de la Marina de la qual Drake és el capità. Mentrestant, la Marina mou les seves forces amb la intenció d'arrestar els membres del 7 Grans Guerrers del Mar encara en circulació: Buggy, Boa Hancock, Dracule Mihawk i Edward Weeble. | |                        |                            |
| 958 | La batalla llegendària! Garp i Roger Densetsu no tatakai! Gāpu to Rojā (伝説の戦い！ ガープとロジャー)                                                                | 17 de gener de 2021    | -                          |
| Fujitora i el Gran Almirall Sakazuki parlant per mitjà de llimac parlen sobre la notícia de la dissolució de 7 Grans Guerrers del Mar i de l'aliança entre Kaido i Big Mom, citant les Pirates Rocks. Mentrestant, a la seu de la Marina, Sengoku explica als oficials que els Pirates Rocks eren una tripulació dirigida pel pirata homònim Rocks D. Xebec, que incloïa a Kaido, Big Mom i Barbablanca entre d'altres. Només la gran rivalitat interna entre els membres els va impedir dominar el món, juntament amb la forta derrota que van patir a l'illa de God Valley 38 anys abans: allà van ser derrotats per una aliança excepcional entre el futur rei dels pirates Gol D. Roger i el vicealmirall Monkey D. Garp que va obtenir el títol d '"Heroi de la Marina". Després que Brandnew exposa les recompenses desorbitades dels quatre emperadors, juntament amb les de Roger i Barbablanca, arriba Sakazuki afirmant que no intervindran al país de Wano per falta de força. Tot i això, Sengoku assenyala que molts pirates famosos tenen a veure amb país de Wano i Kozuki Oden. | |                        |                            |
| 959 | El port promès! S'obre el tercer acte del País de Wano Yakusoku no minato! Wano Kuni-hen daisanmaku kaimaku (約束の港！ ワノ国編第三幕開幕)                           | 24 de gener de 2021    | -                          |
| En un flashback 25 anys abans, Kozuki Oden, al vaixell de Roger, va declarar que volia convertir-se en el shogun de Wano per obrir el país al món exterior. Actualment arriba el dia decisiu del festival del foc i Orochi viatja a Onigashima. Al port de sortida, però, Kin'emon, Momonosuke, Shinobu i els altres Red Sheaths troben el mar tempestuós i cap dels seus aliats, preguntant-se què podria haver passat. Dos dies abans, l'aliança de samurais, visons i pirates estava fent els últims preparatius, preguntant-se si arribarien també el Nekomamushi i Jinbe, dels quals no tenien notícies. | |                        |                            |
| 960 | El samurai número u del país de Wano! Apareix Kozuki Oden Wano Kuni ichi no samurai! Kōzuki Oden tōjō (ワノ国一の侍！ 光月おでん登場)                                 | 31 de gener de 2021    | -                          |
| Orochi, la nit abans de l'atac, té els ponts que condueixen a la regió portuària on Kin'emon i els altres havien de ser destruïts, així com els vaixells presents al port d'Itachi i ha llançat bombes al Sunny per destruir-lo. En l'actualitat, Kin'emon i els altres Red Sheaths encara decideixen anar al mar amb un vaixell improvisat, malgrat les protestes de Momonosuke, convençuts que aquell dia és l'única oportunitat que tenen. Quaranta-un anys abans, Kozuki Oden era un jove salvatge que somiava deixar el país de Wano per explorar el món exterior. Kin'emon, en canvi, era un jove delinqüent i un dia, escoltant una conversa, va robar un cadell de senglar blanc a altres tres canalla, volent vendre'l a la capital per diners. En arribar al lloc, es va trobar amb Denjiro, un altre amic seu canalla, que es va alarmar quan va veure el senglar, dient-li que allà on fos aquell cadell, el senglar colossal que arribaria el seu pare provocant la destrucció. Als dos es va unir Oden que, després d'escoltar la història, els va demanar que li donessin el cadell. | |                        |                            |
| 961 | L'aprenent plorant - Oden i Kin'emon Namida no deshīri - Oden to Kin'emon (涙の弟子入り おでんと錦えもん)                                                             | 7 de febrer de 2021    | -                          |
| El colossal senglar blanc va atacar la capital a la recerca del seu cadell, empassant-se cases i gent. Kin'emon, en saber que també havia menjat Tsuru, va intentar enfrontar-se a ell, però va ser derrotat. Oden, agraint la seva determinació, es va fer culpable del segrest de la cria i va tallar el colossal senglar en dos, salvant a tots els empassats. Per les seves accions, però, Oden va ser desheretat pel seu pare i exiliat de la capital. Kin'emon i Denjiro, encantats per la força d'Oden, van decidir seguir-lo. Oden va viatjar al país de Wano, començant a escriure un diari i reunint altres seguidors que van començar a seguir-lo pel seu carisma: els germans balladors Izo i Kikunojo, l'ex ninja de l'Oniwabanshū Raizo i el dolent Kanjuro que havia patit persecució. Després es va dirigir a la regió de Kuri, llavors una terra sense lleis, enfrontant-se a Ashura Doji i els seus homes que la dominaven. | |                        |                            |
| 962 | Canvia el destí! Naufragi! Els pirates de Barbablanca! Ugoku unmē - Hyōchaku! Shirohige kaizokudan! (動く運命 漂着! 白ひげ海賊団！)                                   | 14 de febrer de 2021   | -                          |
| Només Oden va derrotar Ashura Doji i els seus homes; amb el seu carisma va reunir tots els bandits derrotats sota el seu lideratge i amb ells va reconstruir la regió de Kuri, transformant-la en una terra pròspera. Per aquesta gesta, el shogun Sukiyaki el va rehabilitar i va nomenar Kuri daimyō. Després d'uns anys, Oden va salvar del linxament, per part d'alguns homes, Inuarashi, Nekomamushi i Kawamatsu: els dos primers havien portat el mar dirigit a Wano inspirat en les històries d'una antiga aliança entre el visó i el clan Kozuki, el tercer era un peix orfe que havia naufragat per atzar i que es proclamava kappa per escapar de la persecució. Els tres joves, extremadament agraïts, es van unir així als seus subordinats més propers. Més tard, Oden es va quedar sense diners per prestar-los a un jove Orochi, llavors humil servidor, de manera que Kin'emon i els altres van decidir intentar robar-los al daimyō Shimotsuki Yasuie, però van ser capturats. Yasuie va decidir deixar-los els diners, però els va instar a educar-se i millorar-se, sent el samurai del futur shogun de Wano. Així, quan més tard Oden va visitar el seu malalt malalt, Kin'emon i els altres, havien passat de ser joves a un distingit i noble samurai. El mateix any, en Barbablanca i la seva tripulació naufragaren a la platja del país de Wano, meravellats de trobar una terra habitada a sobre d'una cascada.                                       | |                        |                            |
| 963 | La determinació d'Oden! La prova de Barbablanca! Oden no ketsui! Shirohige no shiren! (おでんの決意! 白ひげの試練！)                                                  | 21 de febrer de 2021   | -                          |
| Quan va saber el desembarcament dels pirates, Oden va córrer cap a ells i es va barallar amb en Barbablanca, sent derrotat. Entusiasmat per la força del seu oponent, Oden li va suplicar que s'unís a la seva tripulació. Els dos es van fer amics, però en Barbablanca es va negar a portar-lo amb ell, tant per no voler incomplir la llei que vinculava Oden amb el país de Wano, com perquè ja havia experimentat a Pirates Rocks una tripulació amb membres no inclinats a respectar les ordres. com Oden. Després d'haver reparat el vaixell, els pirates van tornar a marxar a la nit, però Oden, en preveure el moviment, va emprendre la seva persecució, aferrant-se al vaixell amb una cadena juntament amb Izo, que va intentar en va dissuadir-lo. Aquest últim es va recuperar immediatament, però en Barbablanca va desafiar a Oden: si hagués quedat penjat de la cadena i arrossegat del vaixell durant tres dies, hauria pogut unir-se a la tripulació. Al cap de tres dies, quan faltava menys d'una hora per acabar, Oden va sentir la veu d'una noia en perill, Amatsuki Toki, i va deixar la cadena. Alguns esclavistes van perseguir la nena fins a una illa propera i Oden es va precipitar al seu rescat fent-los fugir. | |                        |                            |
| 964 | El germà petit de Barbablanca! La gran aventura d'Oden! Shirohige no otōto! Oden no dai bōken! (白ひげの弟！ おでんの大冒険!)                                         | 28 de febrer de 2021   | -                          |
| Barbablanca va arribar a Oden a l'illa i el va convidar al seu vaixell, convençut també de l'estima que tenia a la seva tripulació. Oden i Toki van pujar a bord, descobrint que, a més d'Izo, Inuarashi i Nekomamushi també s'havien colat a la nau per seguir-lo. Durant els dos anys següents, Oden va tenir aventures increïbles i Toki va donar a llum al seu primer fill. Mentrestant, a Wano, la salut del shogun Sukiyaki es deteriorava i, en espera del retorn d'Oden, va dir als altres daimyos que Orochi seria el regent en cas de morir. Mentrestant, en altres llocs, Gol D. Roger, després d'haver-se assabentat de les gestes d'Oden, que ara s'ha convertit en un pirata notori, va decidir que el volia conèixer. | |                        |                            |
| 965 | Espases creuades! Roger i Barbablanca! Majieru yaiba! Rojā to Shirohige! (交える刃！ ロジャーと白ひげ!)                                                               | 7 de març de 2021      | -                          |
| Orochi sempre ha estat perseguit, com tots els Kurozumi, a causa de la conspiració trama del seu avi que va enverinar l'altre Daimyō en un intent de convertir-se en shogun. Un dia, Orochi es va reunir amb dos ancians que li van explicar la història i el van convèncer de fer camí per convertir-se en un shogun, donant-li també un fruit del diable. Orochi va passar els anys següents acumulant diners, robant-los o prestant-los als Daimyō per als quals treballava de criat. Gràcies al poder de la fruita Mimo-Mimo que posseïa un dels seus aliats, Orochi va ser introduït com un servidor del shogun Sukiyaki per un fals Oden i després va ser nomenat regent del shogunat per un fals Sukiyaki. Poc després el shogun va morir portant així Orochi al poder. Mentrestant, Oden va passar dos anys més al vaixell de Barbablanca i va tenir una segona filla. Un dia van aterrar a una illa i van trobar allà Roger: Oden el va atacar amb el cap baix, sent fàcilment repel·lible. En aquell moment va intervenir Barbablanca, que va començar la baralla amb Roger. | |                        |                            |
| 966 | El desig de Roger! Un nou començament Rojā no negai! Aratana tabidachi (ロジャーの願い！ 新たな旅立ち)                                                                | 21 de març de 2021     | -                          |
| Després d'una baralla que va durar tres dies, les dues tripulacions van celebrar festes juntes intercanviant regals. Roger li va revelar a en Barbablanca que havia arribat a Lodestar, l'última illa indicada per Log Pose, descobrint que per arribar a l'última illa real de la Grand Line cal desxifrar les coordenades de quatre Poignee Griffe vermelles. Després de descobrir que Oden era capaç de desxifrar-los, va suplicar a Barbablanca que donés el seu consentiment perquè el portés amb ell durant un any. Inspirat per aquestes revelacions, Oden li va demanar el mateix al seu capità, volent descobrir el secret d'aquella illa i per què la seva família va poder llegir aquest codi. Tot i que en Barbablanca enutjat va estar d'acord, Oden es va unir a la tripulació de Roger juntament amb Inuarashi i Nekomamushi, una vegada més a bord. Aviat, gràcies a la seva assolellada personalitat, Oden es va fer ràpidament amic dels seus nous companys de viatge. | |                        |                            |
| 967 | L’aposta de tota la vida! Aventura de Roger' Shōgai o kakete! Rojā no bōken (生涯をかけて！ ロジャーの冒険)                                                           | 28 de març de 2021     | -                          |
| Oden va fer noves aventures al vaixell de Roger, arribant a l'illa al cel de Skypiea, on va escriure un missatge sobre la campana daurada en l'idioma antic i va descobrir l'existència de Posidó. Després d'aturar-se a Water Seven, per reparar el vaixell, en el qual va conèixer un jove Franky, van arribar a l'illa dels Tritons on amb Neptú van arribar a la conclusió que Posidó seria la filla del merfolk que naixeria, segons les profecies de Shirley, després de 10 anys. Allà també van trobar una Road Poignee Griffe al costat de la que contenia la carta de disculpa de Joy Boy. Havent ja robat una còpia de la que posseïa Big Mom, la tripulació només va haver de recuperar els dos presents a Zou i Wano. | |                        |                            |
| 968 | Neix el rei pirata - final del viatge! "L'última illa" Kaizoku ō tanjō - Tōtatsu! "Saigo no shima" (海賊王誕生 到達！ "最後の島")                                     | 4 d'abril de 2021      | -                          |
| Quan la tripulació de Roger va arribar a prop de la ciutat de Wano, Toki va començar a sentir-se malalt i, per consell del doctor Crocus, van aprofitar per fer-la anar a terra amb els seus fills en el qual encara era el seu destí inicial. Toki va insistir que Oden continués viatjant per perseguir el seu somni, de manera que després de copiar el Road Poignee Griffe i una breu reunió amb els seus subalterns, Oden va deixar enrere la seva illa, conscient que alguna cosa havia canviat en la seva absència. Roger i la seva tripulació més tard es van unir a Zou, trobant l'últim Road Poignee Griffe. Quan es dirigien a l'última illa, Buggy va començar a sentir-se malalt i es va veure obligat a quedar-se a terra amb Shanks, que es va oferir a cuidar-lo, amb l'esperança d'arribar a l'última illa en el futur amb el seu vaixell. Arribant a l'última illa, Roger i la seva tripulació van descobrir la veritat sobre el segle fosc, les armes ancestrals i el D., reaccionant amb una rialla tronadora. Per aquest motiu, van batejar aquella illa com Raftel. | |                        |                            |
| 969 | Torna al país de Wano! Els pirates de Roger es dissolen Wano kuni e! Rojā kaizokudan kaisan (ワノ国へ！ ロジャー海賊団解散)                                           | 11 d'abril de 2021     | -                          |
| Roger va dissoldre la seva tripulació i va ser el primer a baixar del vaixell. Oden va tornar al país de Wano i va ser ben rebut a Kuri, ja que Toki havia fet tot el possible per la gent al llarg dels anys. Kin'emon i les fundes vermelles, però, li van informar que a la mort del shogun, Orochi es va convertir en regent i va començar a comportar-se com un dèspota, amb la protecció del pirata Kaido. Sis mesos abans, fins a l'enèsim abús, Kin'emon i els altres van intentar rebel·lar-se, però es va produir un atac immediat contra Toki i els seus fills. Furiós pel que va escoltar, Oden va prendre les seves espases disposades a fer justícia. | |                        |                            |
| 970 | La trista notícia - el començament de la gran era de la pirateria Kanashiki shirase - Dai kaizoku jidai makuake (悲しき知らせ 大海賊時代幕開け)                       | 18 d'abril de 2021     | -                          |
| Oden va córrer cap a la capital amb la intenció de matar Orochi, però quan va avançar-se als seus trets va ser desviat per una barrera indestructible. Els dos ancians al seu costat que van empènyer Orochi a obrir-se camí eren, de fet, dos Kurozumi en possessió de dos fruits del diable: el Mimo Mimo amb qui havien orquestrat el nomenament d'Orochi com a shogun i el Barri Barri amb el qual el protegien dels atacs. Incapaç de resoldre les coses amb violència, Oden va ordenar a Orochi que li donés el shogunat, però es va negar, deixant clar que tot era un pla ben orquestrat, inclosa la mort prematura del vell shogun. Més tard, Oden va sortir del castell i va començar a ballar amb la seva roba interior davant la multitud que estava decebuda i furiosa pel comportament insensat. Oden va començar així a ballar setmanalment amb roba interior als carrers de la capital, malgrat el mal temps, atreient cada vegada més menyspreu de la gent. Temps després, Oden va rebre la notícia de l'execució de Roger i es va trobar corrent plorant a la platja. | |                        |                            |
| 971 | Assalt! Oden i els nou vermells Foderi Uchīri! Oden to akazaya kunin otoko (討ち入り！ おでんと赤鞘九人男)                                                            | 25 d'abril de 2021     | -                          |
| Durant uns anys, Oden va continuar ballant setmanalment, de manera que ara només la seva família i els seus amics més fidels el van donar suport, convençut que hi havia una raó darrere de tot plegat. Després de cinc anys, Oden va demanar a Orochi que complís la seva promesa, però el shogun va dir que no recordava res; també va afegir que havia arrestat Hyogoro i havia matat la seva dona, ja que es feien difícils de gestionar. Furiosos pel que havia passat, Oden i els Red Sheaths es van dirigir a Onigashima per eliminar Kaido i Orochi, però pel camí van trobar davant Kaido i el seu exèrcit. Així, mentre Yasuie protegia a Toki i als seus fills, Oden i els Red Sheaths van començar la batalla contra l'exèrcit de Kaido. | |                        |                            |
| 972 | El moment de la conclusió! Oden vs Kaido Kecchaku no toki! Oden tai Kaidō! (決着の時！ おでんVSカイドウ！)                                                            | 2 de maig de 2021      | -                          |
| Oden i les fundes vermelles van obrir-se camí, derrotant els homes de Kaido gràcies també a l'ajut de Shinobu, que els va venir a ajudar. Mentre les fundes vermelles lluitaven contra els reis i les reines, Oden va xocar contra Kaido, causant-li una profunda ferida al pit. En el moment del cop decisiu, Oden va veure a Momonosuke no gaire lluny ostatge de l'enemic, causant-li una distracció fatal i sent derrotat per Kaido: en realitat, el que havia vist tornava a ser obra dels poders del fruit de Mimo Mimo. Oden i la seva gent van ser empresonats, excepte Shinobu, que va ser rebutjat per Oden com el seu aliat. Uns dies més tard, Oden i els Red Sheaths van ser condemnats per rebel·lió contra el shogun per ser bullits vius en oli bullent. El dia de l'execució, Oden va demanar a Kaido una oportunitat: entrarien al calder per ser bullits vius durant un temps que van decidir, però qui sobrevisqués aquest temps quedaria alliberat. | |                        |                            |
| 973 | Condenat a bullir en una olla - Oden es prepara per morir en una hora Kamayude no kē - Oden kesshi no ichijikan (釜茹での刑 おでん決死の一時間)                       | 9 de maig de 2021      | -                          |
| Kaido va acceptar la proposta d'Oden i va establir el temps de supervivència en una hora. Després, Oden va entrar al calder i, quan les beines vermelles estaven a punt de seguir-lo, va carregar la passarel·la amb elles a sobre, mantenint-les a salvo de l'oli bullent. Els habitants presents, però, van mostrar indiferència cap a Oden i això va desencadenar la furiosa ira de Shinobu. La noia va revelar a tothom que estava present aquella fatídica nit en què Oden va arribar a Orochi: el shogun va confessar que el seu ascens al poder s'havia fet per arruïnar el país i venjar-se de les persecucions sofertes per la família Kurozumi al llarg dels anys. Ja havia segrestat centenars de persones que serien torturades i assassinades, de manera que va fer una proposta a Oden: si ballés amb la roba interior durant els pròxims cinc anys com a excusa per a la persecució, Orochi i Kaido marxarien i estalviarien els habitants. Oden havia acceptat, salvant així milers de persones al llarg dels anys. | |                        |                            |
| 974 | L’Oden s'ha de bullir “Niete nanbo no Oden ni sōrō„ (煮えてなんぼのおでんに候„)                                                                                       | 16 de maig de 2021     | -                          |
| Oden va explicar als Red Sheaths que molts anys abans van ser els Kozuki qui van tancar el país de Wano al món exterior per protegir-se d'una gran força, esperant que algú vingués 800 anys després. Mentrestant, Oden va aconseguir resistir una hora al calder amb l'aclamació de la multitud present, però Orochi va dir que havia decidit convertir la sentència en un tiroteig un minut abans, començant també a disparar a la població. En la confusió, Oden va fer fugir els Red Sheaths amb la seva última ordre: obrir el país de Wano al món exterior. Després, acceptant el seu destí, es va acomiadar dels seus éssers estimats i va morir, assassinat per Kaido. | |                        |                            |
| 975 | Cremar el castell! El destí del clan Kozuki! Moeru shiro! Kōzuki no ichizoku no unmē! (燃える城！ 光月の一族の運命！)                                                 | 23 de maig de 2021     | -                          |
| Toki va llegir una carta d'Oden que li deia que, en cas que morís, hauria d'anar vint anys més endavant quan una gran guerra xocaria el món, el punt de la història que buscava abans de conèixer-se. Mentrestant, les fundes vermelles van intentar arribar a la família d'Oden, caçada pels homes de Kaido: Inuarashi i Nekomamushi van començar a barallar-se acusant-se mútuament i van ser capturats, mentre que Ashura Doji i Denjiro van quedar-se enrere per permetre la fugida dels altres. Mentrestant, es va cremar el castell d'Oden i Kaido va venir a matar Momonosuke: però, quan es va trobar davant d'un nen de pa, va perdre l'interès i el va deixar al castell en flames. Més tard, les fundes vermelles van arribar a Toki que amb els seus poders va enviar a Momonosuke, Kin'emon, Kanjuro, Raizo i Kiku vint anys al futur. Aleshores va confiar Hiyori a Kawamatsu i va fugir del castell, proclamant la seva profecia als habitants de Kuri: després de vint anys, les Envoltures Vermelles tornarien per portar la venjança dels Kozuki. Toki, assassinada pels homes de Kaido, va pensar en el fet que havia decidit canviar el destí del seu viatge des de fa 800 anys després de conèixer Oden. | |                        |                            |
| 976 | Tornem al present! Vint anys per endavant Futatabi genzai! Nijū-nen no toki o koete (再び現在！ 二十年の時をこえて)                                                   | 30 de maig de 2021     | -                          |
| Ferits, però tots supervivents, les restants fundes vermelles es van amagar per esperar els vint anys profetitzats per Toki. Denjiro, prou furiós per canviar la fesomia del seu rostre, va reaparèixer un temps després en públic prenent el nom de Kyoshiro. Amb les seves habilitats es va convertir en el líder de la yakuza i es va posar al servei d'Orochi esperant pacientment la seva venjança, mentre que la nit es va convertir en el misteriós benefactor anomenat el "noi de l'hora del bou". Temps després va conèixer Hiyori, que havia fugit de Kawamatsu, i la va cuidar transformant-la en Komurasaki. Conscient del risc de ser propera a Orochi una vegada que es va convertir en la famosa cortesana, li va indicar que sempre portés una bossa de sang amb ella per posar en escena, com va passar després, la seva mort. Van passar vint anys, uns mesos abans dels fets actuals, Orochi va rebre una carta del seu espia que l'alarmava del retorn dels Red Foders, de la qual ella mateixa forma part. | |                        |                            |
| 977 | Pirates al mar! Raid! Anem a Onigashima Umi wa kaizoku! Uchiiri! Iza Onigashima (海は海賊！ 討入り！いざ鬼ヶ島)                                                       | 6 de juny de 2021      | -                          |
| Actualment, Kin'emon i els Red Sheaths salpaven en un vaixell improvisat. Kiku argumenta que entre ells hi ha certament un espia per al qual l'enemic coneixia de nou els seus plans. Kanjuro admet amb franquesa que és el traïdor i que l'home que coneixen no és més que una màscara. Ell també és un Kurozumi que ha sofert persecució i el seu únic avantatge és interpretar el personatge que Orochi li va confiar amb qui estava disposat a morir amb els altres. Kin'emon ataca Kanjuro, però es revela que és una còpia creada amb els seus poders: el Kanjuro real encara està a la costa i captura Momonosuke immobilitzant Shinobu. Mentrestant, tres vaixells dels subordinats de Kaido intercepten el vaixell de les Red Sheaths i comencen a atacar-lo. De sobte, però, apareixen els vaixells d'en Ruffy, en Law i en Kid, que protegeixen les fundes vermelles i enfronten els vaixells enemics. | |                        |                            |
| 978 | Atac de la pitjor generació! Batalla al mar tempestuós Saiaku no sedai shingeki! Arashi no umi no tatakai (最悪の世代進撃！ 嵐の海の戦い)                             | 13 de juny de 2021     | -                          |
| Les tripulacions d'en Ruffy i en Law rebutgen els atacs enemics, preguntant-se on són els seus aliats. Kanjuro i els homes de Kaido es burlen d'ells dient que la nit anterior van enfonsar els vaixells i van destruir els ponts, evitant que els seus aliats els arribessin. En Ruffy, en Law i en Kidd no perden el cor i ataquen un dels cuirassats enemics, destruint-lo amb facilitat. Mentre discuteixen sobre qui hauria de destruir els altres, Kyoshiro arriba amb els seus homes i, sorprenent a tothom, talla un altre dels vaixells de Kaido en dos. | |                        |                            |
| 979 | Força afortunat?! El pla del líder Kin'emon Kyōun!? Rīdā Kin'emon no ikkē (強運！？ リーダー錦えもんの一計)                                                           | 20 de juny de 2021     | -                          |
| Kyoshiro revela als seus companys que és Denjiro, emportant-se amb ell els homes del seu clan i els samurais que havien estat arrestats per endavant. El seu vaixell també és seguit per tots els aliats reunits per Kin'emon i els altres, que no han estat afectats pel sabotatge dels homes d'Orochi. De fet, Denjiro elogia Kin'emon per haver-se equivocat deliberadament en interpretar el missatge modificat per Yasuie abans de morir, per enganyar al traïdor: en realitat ha interpretat malament la interpretació, comentant que va tenir un cop de sort increïble. Mentrestant, Kawamatsu torna ràpidament a la costa i ataca a Kanjuro, que s'escapa amb Momonosuke volant-se amb un ocell creat amb els seus poders. | |                        |                            |
| 980 | Promesa de llàgrimes! El segrest de Momonosuke Namida no yakusoku! Sarawareta Momonosuke (涙の約束！ さらわれたモモの助)                                              | 27 de juny de 2021     | -                          |
| Usopp i Sanji intenten aturar Kanjuro, però crea un núvol de tinta que vessa una pluja de fletxes sobre la flota, tapant la seva fugida. Momonosuke està desesperat inicialment, però recordant les paraules d'en Ruffy, crida a tothom que no pensi en ell i que derroti a Kaido i Orochi. En Ruffy, agraint el seu coratge, li promet que vindrà a salvar-lo. Mentrestant, l'últim vaixell enemic s'allunya cap a Onigashima i comença a atacar els vaixells samurais amb armes de llarg abast. Mentre la flota intenta escurçar la distància per atacar-la, el vaixell és destruït de sobte per algú que surt de l'aigua: quan s'acosten, descobreixen que és obra de Jinbe, que ha tornat com es va prometre unir-se a la tripulació del barret de palla. | |                        |                            |
| 981 | Un nou company! Jinbe, el cavaller del mar! Arata na nakama! Kaikyō no Jinbē! (新たな仲間！ 海侠のジンべエ！)                                                         | 4 de juliol de 2021    | -                          |
| Les fundes vermelles modifiquen el seu pla d'atac, probablement conegut per l'enemic, a proposta de Trafalgar Law. Conscients que en Ruffy i en Kid voldran atacar des de la part davantera, els samurais i els visons obviaran l'entrada principal, mentre que Law portarà les fundes vermelles a l'entrada posterior, on pretenen sorprendre a Kaido per derrotar-lo. Mentrestant, en Ruffy i la seva tripulació ataquen l'entrada principal, evitant trets de canó gràcies a les habilitats de timó de Jinbe, i prenen als soldats de guàrdia. | |                        |                            |
| 982 | Trunfo de Kaido - entren en escena els sis companys voladors Kaidō no kirifuda - Tobi Roppō tōjō (カイドウの切り札 飛び六胞登場)                                      | 11 de juliol de 2021   | -                          |
| Kaido es queixa de la manca d'assistència del seu fill al banquet i es prepara per rebre els Sis Companys Voladors, els oficials més destacats després de Jack, King i Queen. Mentrestant, aquest últim inicia la gran festa a la sala principal d'Onigashima entre els seguidors de Kaido i Orochi. Mentrestant, Law, Kin'emon i tots els altres arriben a l'entrada principal i descobreixen que en Ruffy i la seva tripulació ja han arrasat la fortalesa que defensa l'illa: galvanitzats per aquesta primera victòria, llancen un atac per aterrar a l'illa. En Ruffy i la seva tripulació, que estaven a punt de brindar per l'entrada de Jinbe a la tripulació, decideixen ajornar-la, volent celebrar-ho amb tothom després de la derrota de Kaido i Orochi. | |                        |                            |
| 983 | La serietat dels samurais! Desembarcament a Onigashima Samurai-tachi no honki! Ichimi Onigashima jōriku (侍たちの本気！ 一味鬼ヶ島上陸)                               | 18 de juliol de 2021   | -                          |
| Law amb algunes de les beines vermelles es dirigeix cap a l'entrada posterior amb el seu submarí per superar els corrents marins. Mentrestant, Kin'emon i Denjiro desembarquen a l'entrada principal amb tots els altres samurais, enfonsant els seus vaixells perquè per a ells no hi ha idea d'escapar ni retirar-se. Utilitzant els poders de la seva fruita del diable, Kin'emon canvia els vestits de tots els samurais i les tripulacions d'en Ruffy i Kid, donant-los l'aparença dels subalterns de Kaido per facilitar la infiltració. | |                        |                            |
| 984 | Enutja d'en Ruffy? Infiltrant-se en el banquet de Kaido Rufi bōsō!? Sennyū Kaidō no utage (ルフィ暴走！？ 潜入カイドウの宴)                                           | 25 de juliol de 2021   | -                          |
| Kin'emon i Denjiro condueixen els samurais per evitar els enemics a banda i banda, mentre que Kid i la seva tripulació entren a l'entrada principal sense estar interessats en el seu pla, seguit d'en Ruffy i en Zoro que tenen la intenció d'aturar-los abans de comprometre les coses. Mentrestant, Franky extreu el tanc Branchio i el rinoceront negre de la nau, amb els quals la tripulació té intenció de continuar amb l'atac. Mentrestant, en Ruffy i en Zoro, van arribar a la sala principal, presenciant el malbaratament de menjar i begudes pels homes de Kaido que, a més, es burlen dels famolencs habitants de Wano: davant això, tots dos ja no poden aguantar-se i mirar. | |                        |                            |
| 985 | Sentiments cap a O-Tama - l'atac d'en Ruffy O-Tama e no omoi - Rufi ikari no ichigeki (お玉への思い ルフィ怒りの一撃)                                                 | 1 d'agost de 2021      | -                          |
| Els sis companys voladors són rebuts per Kaido, que els confia la tasca de trobar el seu propi fill Yamato, sobre qui pretén fer un anunci més tard. Qui el trobi podrà desafiar a una de les tres estrelles de primera i ocupar el seu lloc. Mentrestant, en Ruffy treu la seva frustració pels menors de Kaido que malgastaven menjar, provocant estralls. Zoro s'uneix a ell obrint-se camí a través d'altres subordinats i preguntant-li per què ha estat descobert. Quan en Ruffy es justifica dient que malgastaven menjar, ell respon que té raó. | |                        |                            |
| 986 | Música lluitadora! La capacitat d'atacar en Ruffy! Tatakau myūjikku! Rufi o osou nōryoku! (戦う音楽！ ルフィを襲う能力！)                                             | 8 d'agost de 2021      | -                          |
| En Ruffy i en Zoro es tornen salvatges enfrontant-se als innombrables subordinats de Kaido. En adonar-se’n, Queen ordena a tots els presents que els capturin, prometent com a recompensa el lloc d'un dels sis companys voladors que pretén desfer-se del mateix dia. Apoo ataca en Ruffy i en Zoro amb els seus poders de llarg abast, que inicialment no entenen d'on provenen els atacs. Kid, adonant-se de la presència d'Apoo i guardant rancor cap a ell per la traïció de la seva aliança, també surt colpejant-lo amb un poderós puny de metall. | |                        |                            |
| 987 | El somni trencat? La trampa per atraure Sanji Yume yabureru!? Sanji o izanau wana! (夢やぶれる！？ サンジを誘う罠！)                                                  | 15 d'agost de 2021     | -                          |
| Kid i la seva tripulació comencen a enfrontar-se als homes de Kaido, quan se'ls uneix en Ruffy i en Zoro que els recorden que l'objectiu és Kaido. Atacat de nou pels poders d'Apoo, Killer revela que n'hi ha prou amb tapar les orelles per no escoltar-la i evitar-ne els efectes. Mentrestant, Kin'emon i el seu grup arriben al barri vermell no present en els antics projectes que tenien. Sanji corre a dins, però surt desanimat poc després d'haver-lo trobat buit: els ocupants de fet s'han vist atrets per l'atac de Ruffy i Kid, de manera que el grup de Kin'emon procedeix sense molèsties. Mentrestant, Who's Who es pregunta de quina de les Reines dels sis companys voladors es vol desfer, comentant que ell també vol fer el mateix. | |                        |                            |
| 988 | Arriben reforços! El comandant del pirata de Barbablanca! Engun tōchaku! Shirohige kaizokudan no taichō! (援軍到着！ 白ひげ海賊団隊長！)                              | 22 d'agost de 2021     | -                          |
| Kin'emon i el seu grup creuen el moll del barri vermell quan veuen una ombra: tothom té temps per amagar-se, excepte Chopper amb el tanc Brachio, que es troba cara a cara amb Big Mom. la ciutat de Wano, però de nou són llançats per Marco, que ha arribat a l'illa juntament amb Nekomamushi i els seus seguidors. Mentrestant, Kaido i Orochi discuteixen sobre Kanjuro preguntant-se si coneix algun secret sobre Raftel confiant en ell des d'Oden. En aquest mateix temps, el mateix Kanjuro els arriba amb Momonosuke, després d'haver obert camí per la força entre els homes de Kaido que el consideraven un enemic. Mentrestant, en Ruffy i en Zoro es perden i se separen mentre intenten arribar a Kaido, continuant enfrontant-se als seus subalterns. | |                        |                            |
| 989 | Un jurament d'home! La ferotge batalla del tanc Brachio Otoko no chikai! Gekitō Burakio Tanku (漢の誓い！ 激闘ブラキオタンク)                                         | 29 d'agost de 2021     | -                          |
| Big Mom reconeix a Chopper i persegueix el tanc Brachio que s'escapa amb ell i Usopp a bord. Kanjuro alarma a Orochi i Kaido que el pla per sabotejar l'atac de Red Sheaths ha fracassat i Fukurokuju confirma que en Ruffy i altres pirates han estat vistos a la sala principal, tot i que tranquil·litza a Orochi que, estant totes les seves forces a l'illa, es troba al lloc més segur possible. Mentrestant, el Nekomamushi, Marco i Izo es dirigeixen cap a Onigashima elaborant un pla d'atac. Mentrestant, Denjiro i el seu grup topen amb Sasaki que, coneixent Kyoshiro, baixa la guàrdia i, per tant, és capturat i encadenat amb manilles d'agalmatolita. Mentrestant, Kin'emon i els altres continuen el seu atac, mentre que Nami, Carrot i Shinobu s'uneixen amb Prometeu. En un altre lloc, Ulti i Page One topen amb en Ruffy mentre buscaven el fill de Kaido. | |                        |                            |
| 990 | Tro Bagua! L’aparició del fill de Kaido Raimei Hakke! Tōjō Kaidō no musuko (雷鳴八卦！ 登場カイドウの息子)                                                            | 5 de setembre de 2021  | -                          |
| Ulti ataca en Ruffy i, adonant-se de la seva força, ella i Page One es transformen en dinosaures gràcies al seu fruit del diable. En Ruffy aconsegueix eliminar la primera pàgina, però és bloquejat per Ulti: abans que aconsegueix alliberar-se, arriba un misteriós individu emmascarat que fa caure a Ulti amb el seu club. L’individu es dirigeix a en Ruffy per confirmar la seva identitat, després l'agafa feliçment i fuig amb ell perseguit pels enemics. Mentre corren, explica que es diu Yamato i que és el fill de Kaido | |                        |                            |
| 991 | Enemic? Aliat? En Ruffy i en Yamato Teki ka? Mikata ka? Rufi to Yamato (敵か？味方か？ ルフィとヤマト)                                                                | 12 de setembre de 2021 | -                          |
| Big Mom abandona la caça del tanc Brachio quan Prometeu li adverteix que ha trobat Zeus amb Nami. Mentrestant, Robin i Jinbe arriben a l'escenari principal, barrejant-se amb els enemics juntament amb els samurais, quan Orochi mostra a tothom el cadafal instal·lat amb Momonosuke anunciant la seva execució. Mentre Zoro continua obrint-se camí entre els enemics, Yamato explica a en Ruffy que ha de parlar-li en privat. Aquest respon que no té temps i l'ataca dient-li que se n’escapi: Yamato separa els seus cops, pensant que li recorden la seva trobada amb l'Ace. | |                        |                            |
| 992 | Vull ser Oden - el somni de Yamato Oden ni naritai - Yamato no omoi (おでんになりたい ヤマトの思い)                                                                   | 19 de setembre de 2021 | -                          |
| El submarí de Law arriba a la part posterior de l'illa i porta les fundes vermelles a l'entrada posterior, on també s'uneixen el Nekomamushi i l'Izo, mentre que Marco decideix comprovar una forma estranya que es veu al mar. Mentrestant, Kaido arriba a l'escenari, reunint-se amb Orochi i els tres flagells, anunciant el seu projecte "New Onigashima". Mentrestant, en Ruffy dona cinc minuts a Yamato i els dos es refugien en un àtic per parlar. Yamato afirma que haver presenciat l'execució d'Oden el va afectar profundament i més tard va trobar el seu diari, llegint sobre les seves aventures i decidint convertir-se en ell i fer realitat el seu somni. Després es treu la màscara, revelant que és una dona i que en Ruffy li recorda a l'Ace. | |                        |                            |
| 993 | Explosió!? El pany que lliga la llibertat de Yamato! Bakuhatsu!? Yamato no jiyū o shibaru jō! (爆発！？ ヤマトの自由を縛る錠！)                                       | 26 de setembre de 2021 | -                          |
| Les fundes vermelles s'enfronten a Kanjuro i alguns dels homes de Kaido a l'entrada posterior, de manera que Kiku té la confirmació que Kanjuro sempre ha falsificat, jugant un paper. Mentrestant, en Yamato explica a en Ruffy que li hauria agradat portar-se al mar i que li agradaria unir-se a la seva tripulació, però les manilles explosives que li impedeixen eviten: en Ruffy li proposa treure-les. Mentrestant, Kaido continua el seu discurs que s'emet a tota l'illa, anunciant l'aliança amb els pirates de Big Mom, que entra a l'escenari principal després d'haver capturat Nami, Carrot i Zeus. | |                        |                            |
| 994 | Cobertes vermelles entre si - Kikunojō contra Kanjūrō Akazaya ikkiuchi - Kikunojō tai Kanjūrō (赤鞘一騎打ち 菊之丞VSカン十郎)                                         | 3 d'octubre de 2021    | -                          |
| Kaido anuncia que amb Big Mom té intenció de conquerir One Piece i les armes ancestrals, creant un món de violència. Wano es transformarà en un país sense lleis per als pirates, esclavitzant els habitants per produir encara més armes a les fàbriques. Quan Orochi s'hi oposa reclamant el control de Wano i el seu dret de venjança, Kaido el decapita comentant que ja no és útil en el desconcert general. En Ruffy veu el discurs a través de les pantalles i intenta arribar a la sala principal per salvar Momonosuke, demanant ajuda a Yamato. Mentrestant, Kiku s'enfronta a Kanjuro en un duel mentre continua burlant-se dels seus sentiments. Finalment, Kiku el derrota i els Red Sheaths també es reuneixen amb Kin'emon i Denjiro, disposats a atacar Kaido. Mentrestant, aquest últim atorga un ultimàtum als subordinats d'Orochi: convertir-se en pirates al seu servei o enfrontar-se als pirates de les Cent Bèsties al moment. Explica que té la intenció d'iniciar una guerra mundial, traslladar Onigashima a la capital de Wano i nomenar el seu fill Yamato com a nou shogun. | |                        |                            |